# Théologie de l'Église adventiste du septième jour
 (août 2022).

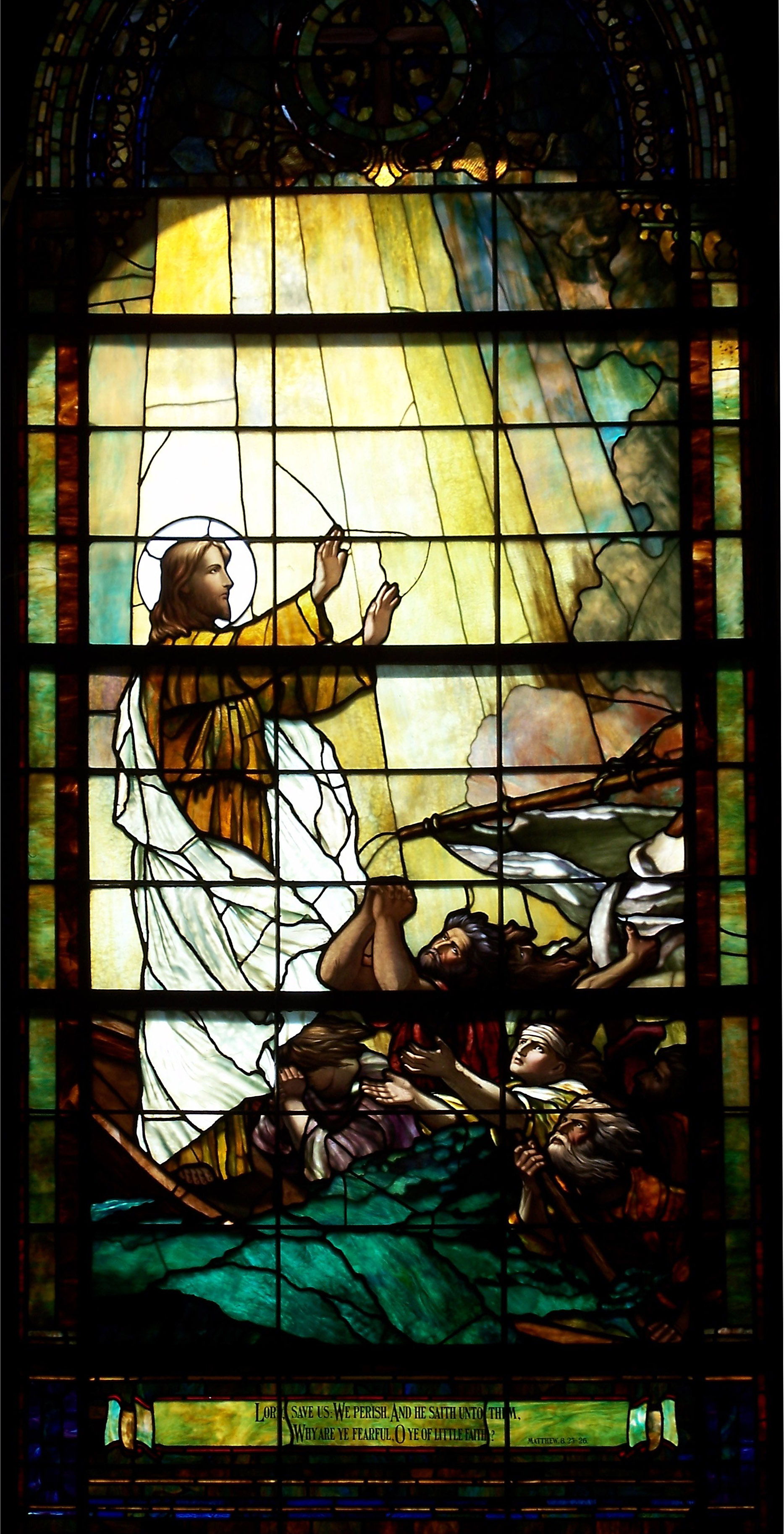
Jésus-Christ, le centre de la théologie adventiste

La théologie de l’Église adventiste du septième jour se centre sur la personne, la vie, l’activité et les enseignements de Jésus-Christ : sa préexistence, son incarnation, sa mort de substitution pour le salut des pécheurs repentants, sa résurrection, son ministère de médiation dans le sanctuaire céleste et son prochain retour en gloire.
La « théologie » (l'étude de Dieu, la connaissance de Dieu) désigne l'unité cohérente et le thème directeur de l'ensemble des doctrines bibliques. Les adventistes du septième jour enseignent que la Bible est inspirée par Dieu (et non un livre purement humain), que ses enseignements conduisent à la connaissance du salut et qu'elle est le récit fiable et authentique des interventions de Dieu dans l'histoire. Correctement compris, les apports de la logique, de l'archéologie, de l'histoire et de la science ne la contredisent pas. La connaissance biblique en elle-même ne sauve pas l'être humain, mais par le soutien du Saint-Esprit qui illumine son esprit à la compréhension des enseignements de la Bible, elle lui permet de découvrir Dieu et les dynamiques d'une relation salvatrice avec lui.
L'adventisme du septième jour est une théologie de l'espérance et de l'amour de Dieu, le retour du Christ étant sa doctrine la plus emblématique. Selon les adventistes du septième jour, celle-ci unifie et donne un sens à toutes les autres doctrines de la Bible.
La théologie adventiste adhère aux croyances historiques du christianisme (comme l’inspiration divine de la Bible, la Trinité, les deux natures du Christ) et du protestantisme en particulier (sola scriptura, le salut par la grâce, le sacerdoce de tous les croyants).
Les 28 croyances fondamentales résument la position doctrinale officielle de l’Église adventiste. Toutes ces doctrines sont liées et s'imbriquent entre elles, ne pouvant pas être comprises en isolation dans leur totalité. Comme une mosaïque, elles ne sont pas indépendantes les unes des autres. C'est en regardant à l'ensemble qu'on comprend le mieux la théologie adventiste.

## Introduction à la théologie adventiste

### Croyances officielles

#### Croyances fondamentales
Les croyances de l’Église adventiste du septième jour sont énoncées dans la déclaration officielle des 28 croyances fondamentales. Celles-ci reflètent la réflexion collective et la maturation progressive de la théologie adventiste. Vingt-sept croyances ont été officiellement formulées lors de la 53e session de la Conférence générale de l’Église adventiste en 1980. Une croyance (croyance 11 : croître en Christ) a été ajoutée en 2005.
À l’instar de Martin Luther et de William Miller, les adventistes enseignent que la compréhension de la révélation biblique est progressive. De ce fait, ils n’ont pas de credo (un système doctrinal figé) qui ne se prête à aucune révision éventuelle. Le préambule des 28 croyances fondamentales précise :
« Les adventistes du septième jour reconnaissent la Bible comme leur seul credo et professent un certain nombre de croyances fondamentales procédant des Saintes Écritures. [...] Cette profession de foi est susceptible d'être révisée lors d'une session de la Conférence Générale, quand l'Église est amenée par l'Esprit Saint à une meilleure compréhension des vérités bibliques ou qu'elle trouve un langage mieux approprié pour exprimer ce que la Parole de Dieu enseigne. »

#### Positions officielles
En plus des croyances fondamentales, l’Église adventiste vote occasionnellement des « déclarations officielles » sur un nombre divers de sujets doctrinaux, éthiques et sociétaux. Ces positions apportent des suggestions, des recommandations et des clarifications. Elles sont postées dans leur intégralité sur le site officiel de la direction mondiale de l’Église adventiste du septième jour.

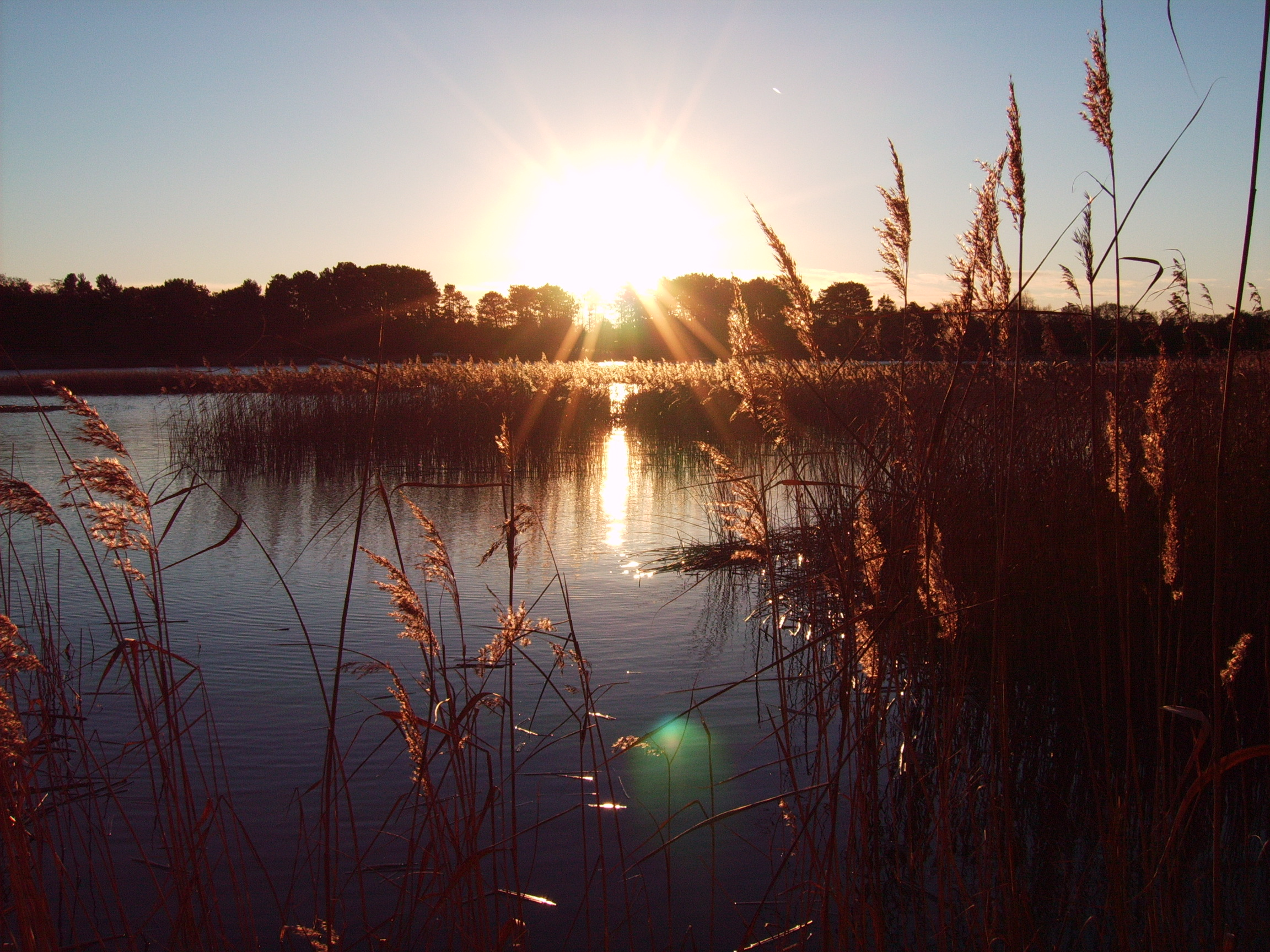
L'adventisme, une théologie de l'espérance et de l'amour de Dieu

#### Outils de réflexion théologique
Certaines œuvres majeures fournissent au public et aux chercheurs une présentation détaillée de la pensée adventiste :
- Seventh-day Adventist Bible Commentary --- Commentaire adventiste de la Bible (7 volumes)
- Handbook of Seventh-day Adventist Theology --- Manuel de la théologie adventiste
- 27 croyances bibliques --- Les croyances fondamentales adventistes
- Les adventistes répondent à des questions de doctrine --- Une explication des doctrines majeures adventistes
- A l’écoute de la Bible --- Manuel d'étude des enseignements bibliques
- L’histoire du salut --- Un classique de la théologie adventiste écrit par le théologien français Alfred-Félix Vaucher
- Les adventistes du septième jour --- Livre du théologien français Richard Lehmann sur les doctrines adventistes
- Andrews Bible Study --- La Bible d'étude Andrews (utilisant la traduction anglaise de la Bible New King's James Version, 12 000 notes des chercheurs adventistes)

### Centralité de la Bible
Les adventistes du septième jour soulignent dès le départ que l'être humain ne peut pas totalement comprendre la réalité de Dieu en raison de sa raison limitée (Psaume 145:3). Dieu est un mystère mais il s'est révélé. La deuxième croyance fondamentale de l'Église adventiste (la trinité) affirme que les êtres humains ne peuvent pas le découvrir s'il ne prend pas l'initiative de se faire connaître :
« Il est infini et dépasse la compréhension humaine ; cependant, il peut être connu grâce à la révélation qu'il donne de lui-même ».
La première croyance fondamentale adventiste (les Saintes Écritures) indique le moyen par lequel Dieu se fait connaître :
« Dieu a confié à l'homme la connaissance nécessaire au salut. Les Saintes Écritures constituent la révélation infaillible de sa volonté ».
Les adventistes du septième jour adhèrent au principe protestant de Sola Scriptura, considérant la Bible comme la seule règle de foi et de conduite. Ils notent l'existence de plusieurs modes de révélation de Dieu mais ils soulignent la valeur objective et suffisante de la révélation biblique :
- La révélation générale

Dieu se fait connaître par la révélation générale qu'est la nature, la conscience humaine et l'histoire mais cette révélation est partielle.

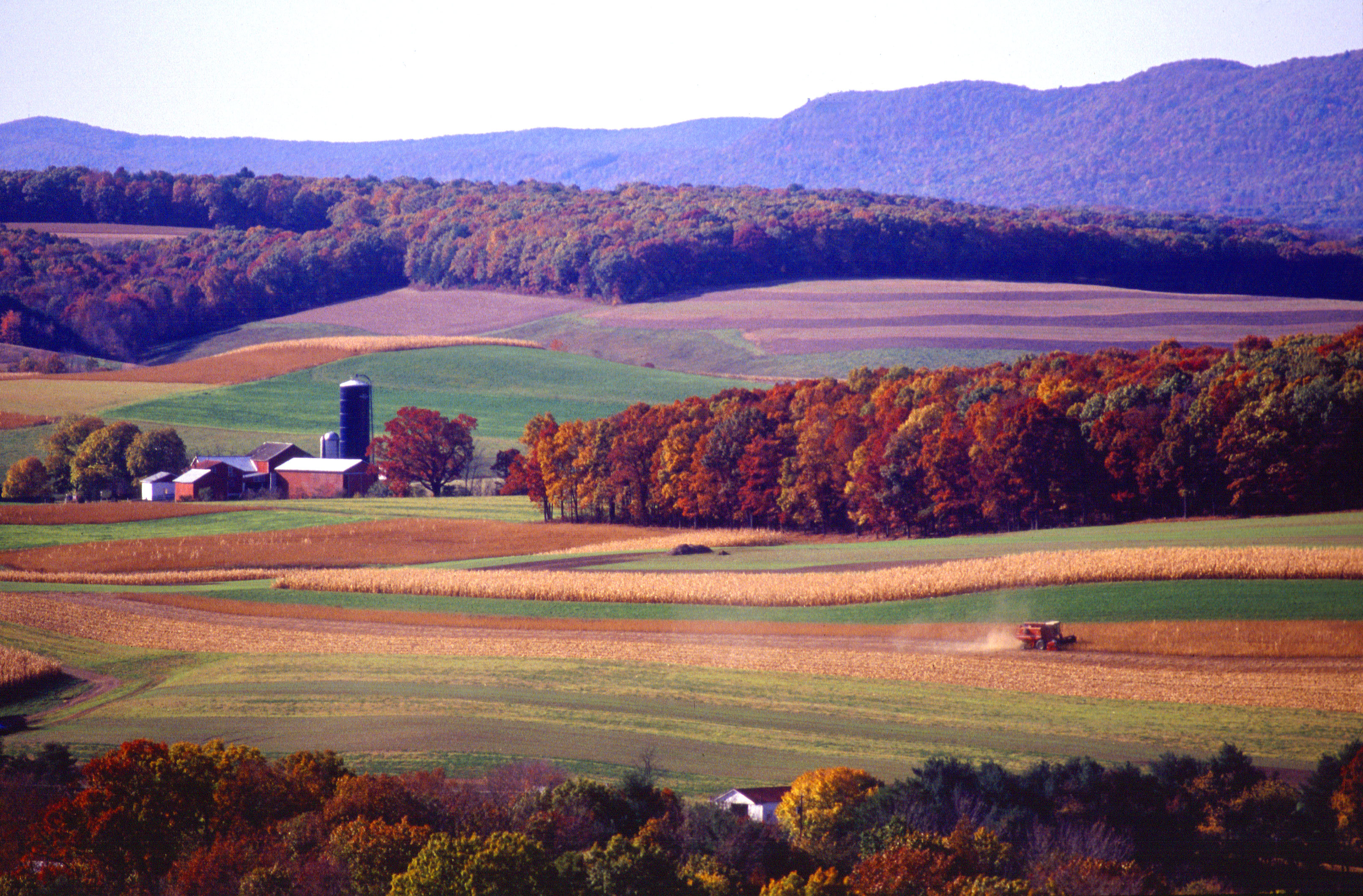
La nature, appelée
« la révélation générale de Dieu »

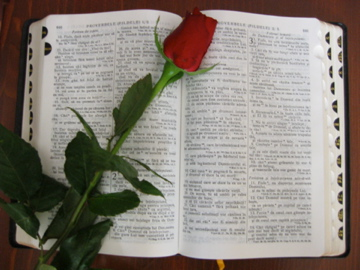
La Bible, appelée
« la révélation spéciale de Dieu »

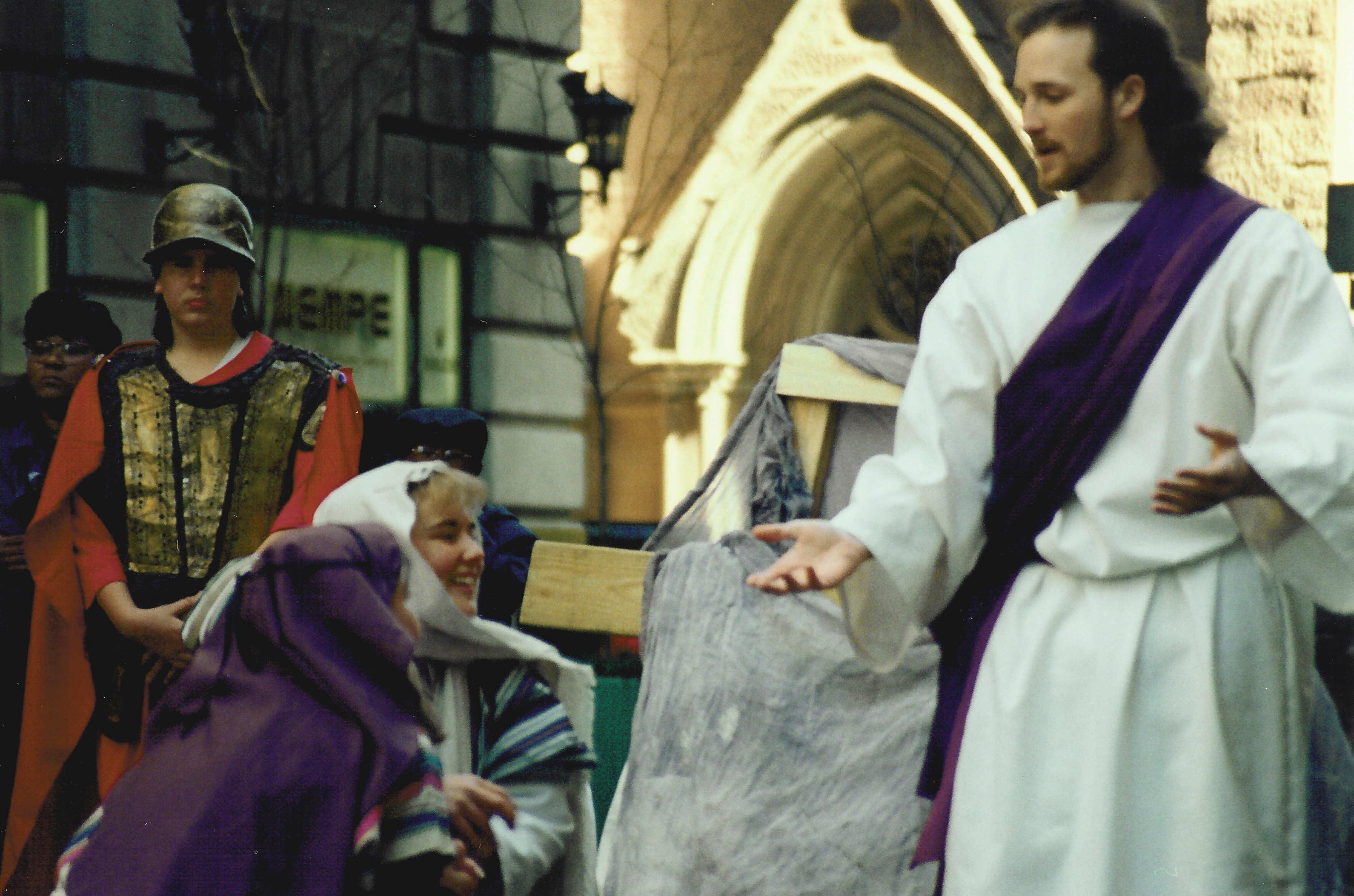
Jésus-Christ, appelé
« la révélation incarnée de Dieu »

1. Selon les adventistes, la nature révèle la puissance créatrice, la sagesse et la providence de Dieu (Psaume 19:2, Romains 1:20) mais montre aussi les conséquences de la Chute : la détérioration, la maladie, les catastrophes et la mort. Elle présente " une image ambigüe du bien et du mal[8] ".
2. L'être humain a une connaissance intuitive de Dieu qui « n'est pas loin de chacun de nous » (Actes 17:27). La voix de la conscience est une manifestation de Dieu, un sens moral implanté par lui qui " nous encourage à faire ce qui est bien et à éviter ce qui est mal ", mais on peut aussi lui résister, le pervertir et même l'étouffer[9].
3. La Bible présente Dieu comme étant au contrôle de l'histoire (Daniel 2:20-21) mais à moins d'une révélation spécifique de sa part, il est difficile de percevoir ses agissements derrière les évènements historiques. Dans la Bible, Dieu fournit l'interprétation et le sens de l'histoire[9].

- La révélation spéciale

Dieu se fait connaître par la révélation spéciale et écrite qu'est la Bible. Alors que la révélation générale est universelle et accessible à tous, la révélation spéciale est adressée à des individus spécifiques chargés de la transmettre.
2 Timothée 3:16 -- « Toute Écriture est inspirée de Dieu. »
2 Pierre 1:21 -- « Aucun message de prophète n'a jamais été apporté par une volonté humaine : c'est portés par l'Esprit saint que des humains ont parlé de la part de Dieu. »
Selon la théologie adventiste, la Bible est infaillible (exempte d'erreurs doctrinales, essentielles au salut). Mais elle n'est pas inerrante (exempte d'erreurs de détails mineurs, sans importance pour le salut). Dieu a accommodé sa révélation en s'abaissant au niveau de compréhension de l'être humain et en utilisant le langage humain. Il l'a transmise à des porte-paroles humains faillibles et imparfaits.
Les adventistes adhèrent au mode de " l'inspiration par la pensée ", rejetant celui de " l'inspiration verbale " (selon laquelle Dieu dicte les mots de sa Parole écrite aux écrivains bibliques). Selon eux, les mots de la Bible ne sont pas ceux de Dieu mais des écrivains bibliques. Dieu leur inspira des pensées mais ils les exprimèrent avec leurs propres mots et en utilisant des sources à leur disposition (Luc 1:1-3). Alden Thompson remarque que " la Bible ne dit pas que toute l'Écriture fut transmise par révélation ". Les écrivains bibliques combinèrent la révélation ("la parole du Seigneur me parvint", "ainsi parle l'Eternel", "je vis") et la recherche (tirant des informations d'ouvrages qui ne sont pas dans la Bible comme le livre des Annales de Salomon, 1 Rois 11:41, ou les Annales des prophètes Samuel, Nathan et Gad, 1 Chroniques 29:29).
- La révélation incarnée

Dieu se fait connaître par la révélation vivante et incarnée qu'est Jésus-Christ, la révélation la plus complète de Dieu.
Jean 1:18 -- « Personne n'a jamais vu Dieu : Dieu, le Fils unique, qui vit dans l'intimité du Père, nous l'a révélé. »
Selon la théologie adventiste, le but premier de la Bible est de transmettre la connaissance et la volonté de Dieu aux êtres humains. Son thème central est Jésus-Christ. " Le centre et la substance de la révélation spéciale est Jésus-Christ, Dieu en chair humaine ".

#### Interprétation de la Bible
Les adventistes du septième jour utilisent la méthode historico-grammaticale d'interprétation de la Bible. Ils soutiennent que la raison joue un rôle crucial pour comprendre la révélation spéciale car la foi s'appuie sur des évidences. « Or la foi, c'est la réalité des choses qu'on espère, l'attestation de choses qu'on ne voit pas » (Hébreux 11:1). Cependant l'usage unique de la raison (le rationalisme), étant elle-même limitée et souvent arbitrairement restreinte au matérialisme (un présupposé sans preuve que la réalité est uniquement matérielle), ne permet pas de connaître Dieu, ni d'appréhender la réalité spirituelle (1 Corinthiens 2:13-14, 1 Corinthiens 1:21).
En 1986, à Rio de Janeiro au Brésil, le concile annuel de l'Église adventiste énonça les principes de la méthode historico-grammaticale dans une déclaration intitulée, Les méthodes d'étude de la Bible, rejetant les présupposés philosophiques de la critique radicale de la Bible :
1. La Bible est le récit historique fiable et authentique des actes de Dieu dans l'histoire. Les faits surnaturels révélés dans l'Écriture sont vrais historiquement.
2. La Bible n'est pas un livre comme les autres. Elle unit de manière indivisible le divin et l'humain. Elle intègre de nombreux détails de l'histoire séculière dans l'objectif général de présenter l'histoire du salut. Les techniques de recherche historique, basées sur des présuppositions humaines et centrées sur l'élément humain, sont inadaptées pour interpréter la Bible, qui est une union du divin et de l'humain.
3. La raison doit être pleinement utilisée mais elle doit demeurer sous l'autorité de la Parole de Dieu. Elle n'est pas son égale, ni au-dessus d'elle, ni indépendante d'elle.
4. La révélation de la nature, quand elle est bien comprise, est en harmonie avec la Bible. Elle doit être interprétée à la lumière des Écritures[2].

Cette déclaration affirme qu'il est " impossible à ceux qui voient la Bible comme un livre purement humain de comprendre son message, aussi prudentes et rigoureuses que soient leurs méthodes ".
Œuvres majeures
- Gordon Hyde, éd, A Symposium on Biblical Hermeneutics (1974) --- Un symposium sur l'herméneutique biblique
- Gerhard Hasel, Biblical Interpretation Today (1985) --- L'interprétation biblique aujourd'hui
- Peter Van Bemmelen, Issues in Biblical Inspiration (1988) --- Questions sur l'inspiration biblique
- Alden Thompson, Inspiration : Hard Questions, Honest Answers (1991) --- Inspiration : questions difficiles, réponses honnêtes
- Frank Holbrook et Leo Van Dobson, éd, Issues in Revelation and Inspiration (1992) --- Questions sur la révélation et l'inspiration

## Histoire

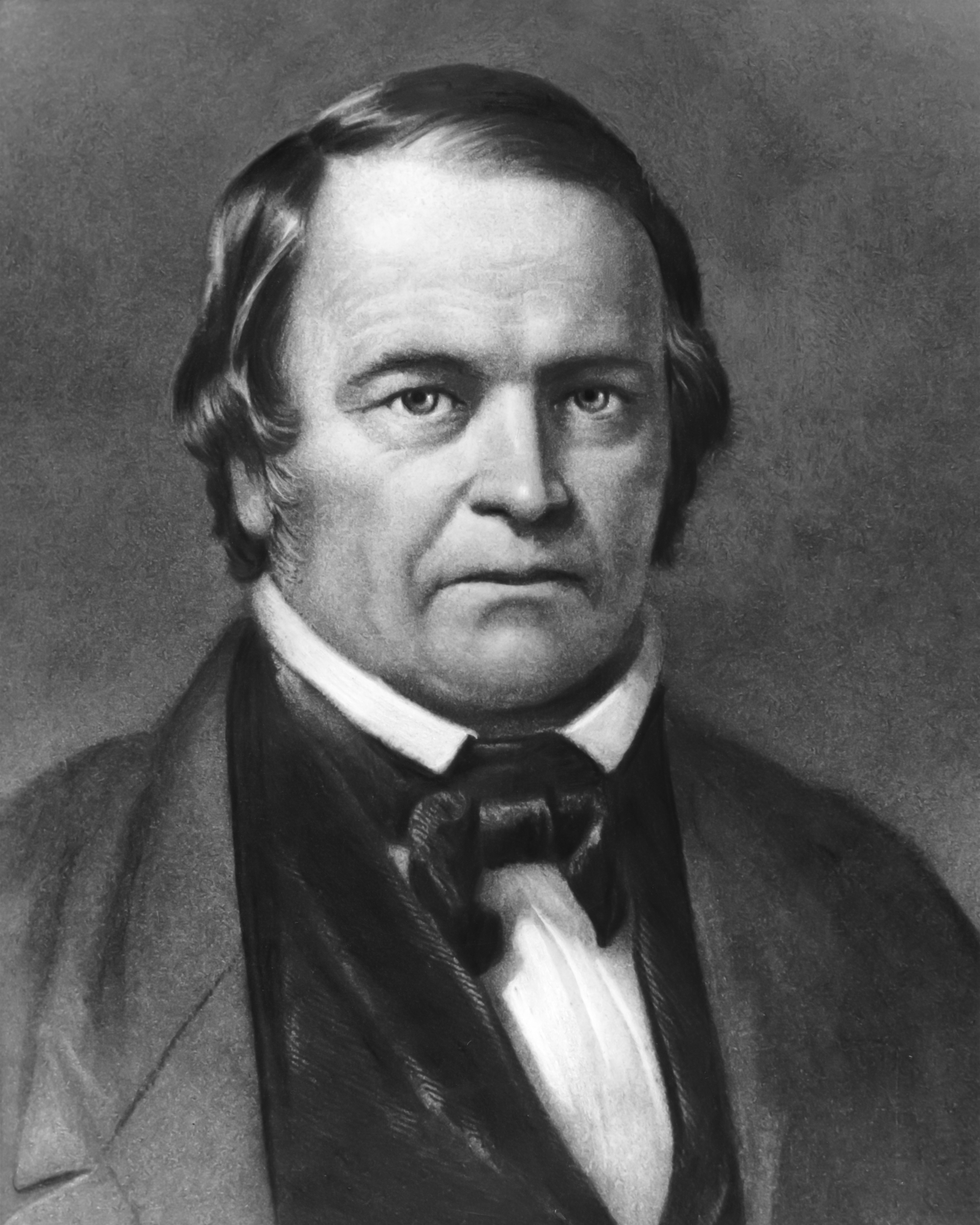
William Miller

De 1839 à 1844, William Miller mena un mouvement de réveil interconfessionnel en Nouvelle-Angleterre aux États-Unis. Les millérites étaient membres de diverses confessions chrétiennes mais étaient principalement unis par l'enseignement du retour du Christ. C'était aussi un mouvement de réveil prophétique car ils consacraient un temps considérable à l'étude des prophéties de la Bible relatives au temps de la fin.
Les millérites s'intéressèrent relativement peu aux formulations théologiques précises. Les connexionnistes y étaient même fortement opposés. Ils avaient le désir d'étudier la Bible, de chercher et de redécouvrir le sens des Écritures mais ils voulaient éviter de s'enfermer dans des credos définitifs ou des positions doctrinales trop figées. Comme Martin Luther, Miller partageait la conviction que " la vérité est progressive ". Cette recherche incessante du texte biblique permit aux millérites d'acquérir, de leur point de vue, des " nouvelles lumières " (une plus grande compréhension du message de la Bible).
Après le grand désappointement d'octobre 1844, le mouvement millérite s'effrita, en partie à cause de son interconfessionnalisme car il n'était pas assez homogène sur le plan doctrinal. À l'inverse, la plus grande préoccupation des premiers adventistes du septième jour fut de s'accorder sur les points de doctrine, avant même de s'organiser en Église. De 1848 à 1850, ils se rassemblèrent au cours des " réunions sur le sabbat et le sanctuaire " pour étudier intensément la Bible. Ils établirent ainsi les premières bases de la théologie de l'Église adventiste du septième jour.
« Les influences les plus importantes dans la formation de la théologie adventiste furent le millérisme, les baptistes du septième jour, la connexion chrétienne et le méthodisme ». Au moins la moitié des premiers adventistes étaient des anciens méthodistes, la première confession religieuse aux États-Unis au XIXe siècle. Tous étaient des anciens millérites. Cependant, les adventistes font remonter à plus loin l'influence originelle de leur mouvement, à la Réforme protestante, et jusqu'à l'Église chrétienne primitive, comme le théologien et historien Leroy Froom l'a richement documenté dans les quatre volumes de The Prophetic Faith of Our Fathers. Paradoxalement, c'est en cherchant dans le passé la source du christianisme pour restaurer des anciennes vérités qu'ils sont devenus le mouvement du présent de la fin, soulignant la proximité du retour du Christ.
La théologie adventiste est proche de l'évangélisme par son emphase sur l'autorité de la Bible, la conversion personnelle, l'engagement militant, l'étude prophétique et la christologie mais en diffère par son rejet de l'inerrance biblique et par ses doctrines distinctives (plus ou moins selon les confessions évangéliques).

### La vérité présente

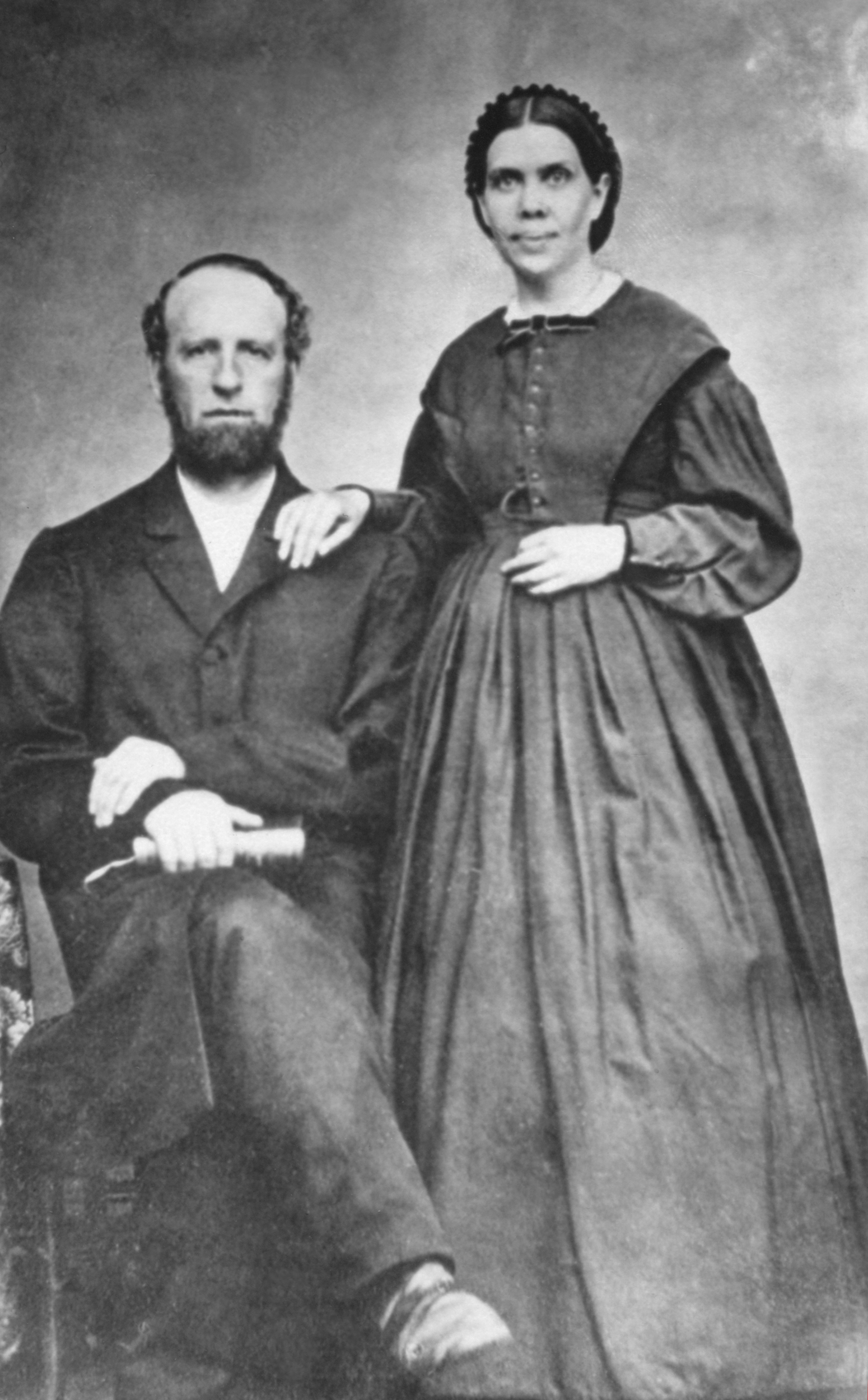
James et Ellen White

Les premiers adventistes mirent beaucoup d'emphase sur le concept de " vérité présente " (2 Pierre 1:12), ou de " vérité progressive ", soulignant que certaines révélations bibliques, notamment les prophéties, sont contemporaines aux personnes de chaque époque. James White expliqua ce principe de la sorte : " L'Église a toujours eu une vérité présente. La vérité présente pour aujourd'hui est celle qui présente notre devoir actuel ". " La vérité présente est la vérité contemporaine, pas la vérité future. C'est la Parole, comme une lampe qui brille où nous sommes à présent mais qui sur le chemin est moins brillante à distance ". Ellen White indiqua : " La vérité présente, qui est un test pour les gens de cette génération, ne l'était pas pour ceux des générations du passé ". Le préambule des 28 croyances adventistes partage cette conception en soulignant la possibilité d'éventuelles révisions.
Les fondateurs de l'Église adventiste possédaient un concept dynamique de la vérité présente, opposé à la rigidité doctrinale et ouvert à de nouvelles compréhensions de la Bible. Cependant, les possibilités d'un changement de leurs croyances n'étaient pas illimitées. Étudiées avec grande minutie, les doctrines découvertes furent considérées comme étant des " balises ", des " bornes " ou des " piliers " non négociables de la théologie adventiste. Ellen White déclara : " Quand la puissance de Dieu témoigne de ce qui est la vérité, celle-ci demeurera à jamais la vérité. [...] Dieu nous a donné la vérité pour notre temps comme une fondation de notre foi ". D'un autre côté, elle écrivit aussi :
« Personne ne doit prendre pour excuse qu'il n'y a plus de vérité qui doit être révélée et que toutes nos explications de l'Écriture sont sans la moindre erreur. Le fait que notre peuple accepte certaines doctrines depuis longtemps n'est pas une preuve que nos idées sont infaillibles. L'ancienneté ne fait pas de l'erreur une vérité. La vérité peut se permettre d'être juste. Une doctrine vraie ne perd rien à être examinée attentivement. »
Robert Johnston remarque : " Sans rejeter la direction passée du Seigneur, elle [l'Église adventiste du septième jour] cherche toujours à mieux comprendre ce que cette direction était. Elle est toujours ouverte à de meilleures compréhensions pour chercher et apprendre la vérité, tel un trésor caché. Les adventistes sont toujours des pèlerins dans ce voyage doctrinal. Ils ne rejettent pas les anciennes bornes mais ils ne s'y arrêtent pas non plus ".
Les piliers, les bornes ou les balises de la théologie adventiste sont les doctrines sur le retour du Christ, l'instruction du jugement, l'état des morts, la loi de Dieu, le sabbat, les dons spirituels, la foi de Jésus et le message des trois anges. On appelle la plupart de ces enseignements des " doctrines distinctives " de l'adventisme parce qu'elles sont moins communes aux autres chrétiens. Cependant, selon l'ouvrage, Les adventistes répondent à des questions de doctrine, les adventistes ont un grand nombre de doctrines communes aux autres chrétiens et aux protestants en particulier : Dieu comme Créateur, la trinité, la Bible comme parole inspirée de Dieu, les deux natures de Jésus-Christ, son sacrifice expiatoire, sa résurrection, son ascension, sa médiation dans le sanctuaire céleste, son retour avant les mille ans, la chute de l'homme, le salut par la grâce, la nouvelle naissance, la justification par la foi, la sanctification, la résurrection des justes, le jugement de tous les êtres humains et le témoignage de l'annonce mondiale de l'évangile. Sur ce fait, le théologien anglican Geoffrey Paxton conclut : « Quel que soit ce que nous pouvons penser de telle ou telle " croyance distinctive " adventiste, nous devons reconnaître le mouvement comme étant chrétien ».

#### Développement de la théologie adventiste
Au cours des premières décennies du mouvement, l'attention des premiers théologiens adventistes (Joseph Bates, James White, John N. Andrews, Uriah Smith, Stephen Haskell) se concentra en priorité sur les doctrines distinctives. Accaparés par leurs recherches sur ces sujets, ils eurent tendance à prêter moins attention aux doctrines plus communes aux autres chrétiens. Cette situation changea à partir des années 1880 quand la seconde génération de théologiens adventistes (Ellet Waggoner, Alonzo Jones, William Prescott, Arthur Daniells) réalisa des recherches plus approfondies sur les doctrines chrétiennes communes, écrivant des ouvrages sur la justification par la foi, les deux natures du Christ ou la trinité. Au sommet de sa maturité théologique, Ellen White publia à ce moment-là ses œuvres majeures : Le meilleur chemin, la série du conflit des âges, Une vie meilleure, Paraboles, Ministère de la guérison et Éducation.
Entre 1886 et 1907, elle joua un rôle majeur pour maintenir l'unité doctrinale de l'Église adventiste et déjouer les crises successives : la réaction négative momentanée d'une partie de la direction contre le message de la justification par la foi présenté par Ellet Waggoner et Alonzo Jones (1886-1892), le mouvement perfectionniste de la chair sainte (1899-1901) et l'enseignement panthéiste de John Harvey Kellogg (1903-1906).

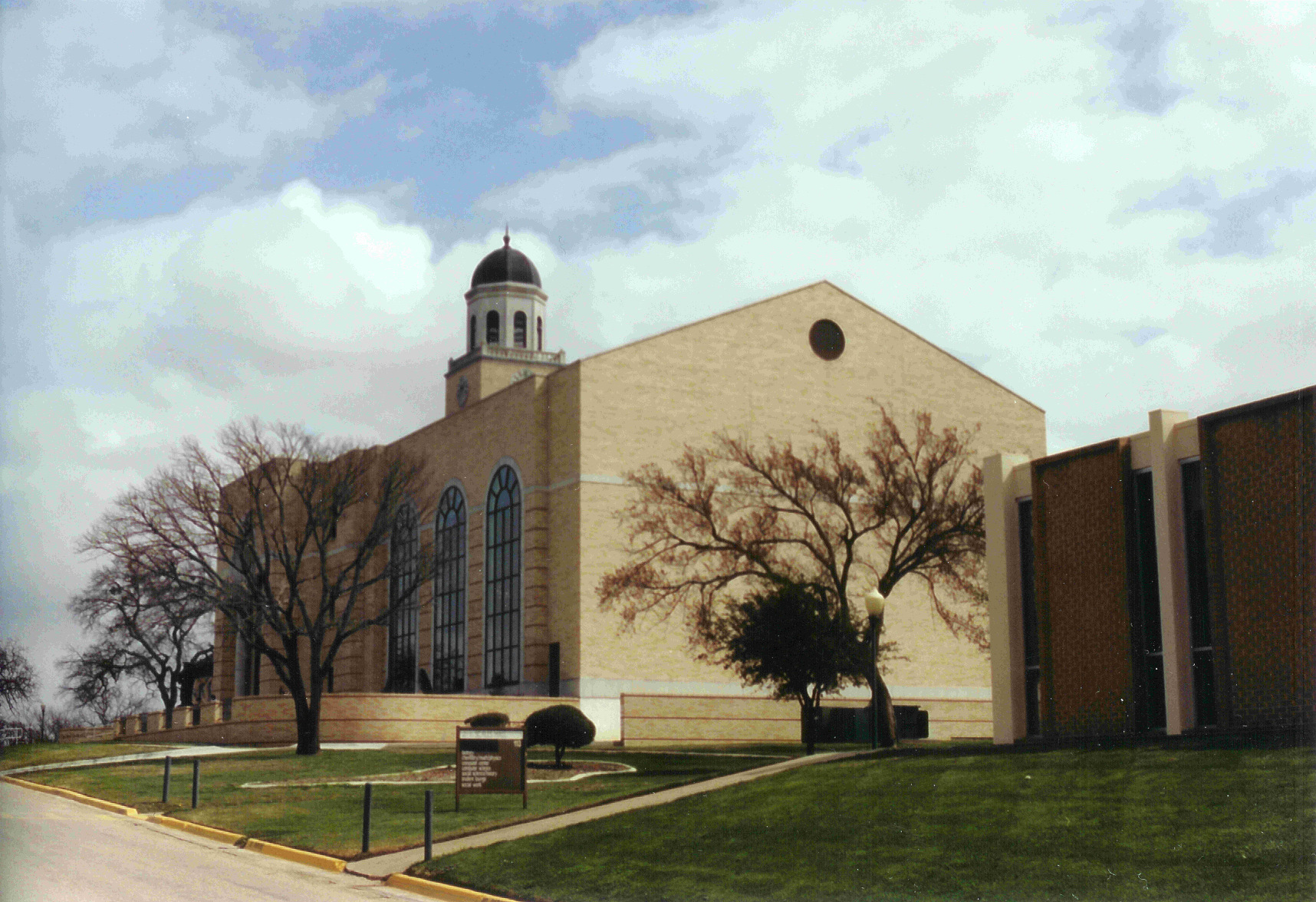
Bibliothèque de l'université adventiste de Southwestern, Texas

Vers la fin des années 1920, les adventistes du septième jour démarrèrent le processus de systématisation des doctrines en publiant les croyances fondamentales (1931), insérées dans la première édition du Manuel d'église (1932), ainsi que les vœux de baptême, des œuvres majeures comme le Commentaire adventiste de la Bible et les ouvrages apologétiques de LeRoy Froom et de Francis Nichol. En dépit de leur réticence initiale à formaliser leurs doctrines, ils avancèrent dans cette direction afin de répondre au besoin d'information du public mais aussi parce qu'ils avaient atteint une plus grande maturité théologique dans la compréhension et la formulation de leurs doctrines.
À partir des années 1950, l'Église adventiste se dota d'institutions plus sophistiquées dans la recherche biblique, tels que l'Institut de recherche géoscience (1958), le « Séminaire de théologie »(Archive.org • Wikiwix • Archive.is • Google • Que faire ?) (1937) transféré à l'université Andrews (1960), l'Institut de recherche biblique (1975) et de nombreuses universités à travers le monde. L'apport des historiens, des archéologues, des linguistes et des scientifiques auprès des théologiens se renforça d'autant dans l'étude de la Bible. Plusieurs associations internationales virent le jour, contribuant à la recherche et à la discussion théologique par des revues professionnelles, des ouvrages et des colloques :
- Association of Seventh-day Adventist Historians --- l'association des historiens adventistes (1973)
- Adventist Society for Religious Studies --- la société adventiste des recherches religieuses (1979)
- Adventist Theological Society --- la société de théologie adventiste (1988)

Depuis toujours, les adventistes du septième jour poursuivent une recherche permanente d'une meilleure compréhension du message biblique, ouverte aux questions et aux discussions. Le résultat ne se produit pas toujours en douceur. C'est parfois au travers de controverses, telles que sur la loi dans l'épître aux Galates, la trinité, la perfection chrétienne, le panthéisme, l'inerrance, la nature du Christ, l'inspiration ou l'ordination des femmes,. Mais au fil du temps, le consensus est sorti du débat. L'unité doctrinale s'est globalement renforcée. Collectivement, la pensée adventiste ne cesse de se préciser et de s'affiner.

Ce processus de croissance intellectuelle crée souvent une tension dynamique entre le changement et la continuité. L'adventisme du septième jour ne prétend jamais être parvenu au sommet de la compréhension biblique, ni d'avoir épuisé le sens du texte biblique. Il y a ce que les adventistes acceptent mondialement comme des sources sûres de leur compréhension biblique, telles qu'elles sont formulées dans les 28 croyances fondamentales]'. Et il y a ce qu'ils continuent à chercher, à approfondir et à élucider, sur lequel l'Église adventiste n'a pas adoptée de position officielle, qui ne remet pas en cause (ou à la marge) les fondements de leurs croyances mais qui pourrait les éclairer davantage ou affiner encore leurs doctrines. Là se manifestent des discussions, des différences de sensibilité (parfois culturelles) et des échanges de points de vue dans les cercles académiques (habituellement perçus comme plus « progressifs ») et parmi les fidèles (habituellement plus « conservateurs »), jusqu'à-ce qu'un consensus mondial se dégage comme fruit du processus collectif de la maturation théologique,. Selon Ángel Manuel Rodríguez, le directeur de l'Institut de recherche biblique, la deuxième moitié du XXe siècle a probablement présenté le plus de défis et de productions théologiques prolifiques et fructueuses dans l'adventisme. 

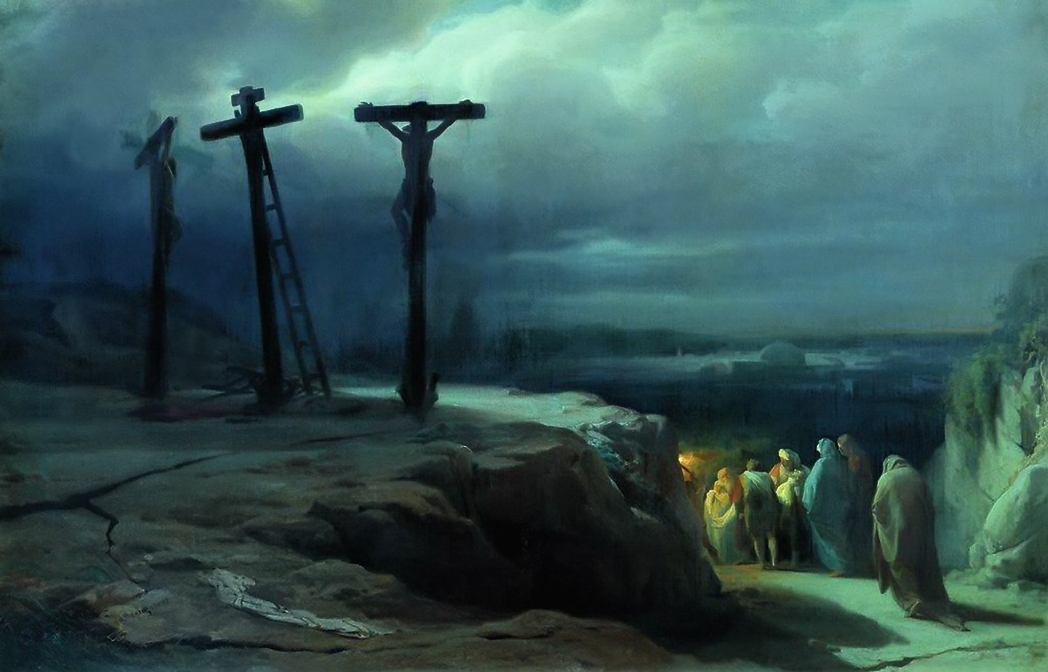
Selon l'adventisme, la croix est l'apogée du conflit cosmique entre Christ et Satan

Malgré son développement progressif, la théologie adventiste n'est pas un assemblage hétéroclite de croyances. Toutes les doctrines adventistes sont liées au grand thème du conflit cosmique entre Christ et Satan. Selon Herbert Douglass, cette vision du monde présente un méta-récit qui englobe toutes les questions que se pose l'humanité :
1. Origine : D'où venons-nous ?
2. Identité : Qui sommes-nous ?
3. Sens de la vie : Pourquoi existons-nous ?
4. Moralité : Comment devons-nous vivre ?
5. Destinée : Où allons-nous[34] ?

Ce « drame biblique » révèle « l'unique solution dans tout l'univers par laquelle les humains peuvent comprendre ce monde de bouleversements où règnent la maladie, la violence, les catastrophes et la mort ».
Œuvres majeures
- Joseph Bates, Second Advent Way Marks and High Heaps (1847) --- Balises du Second avènement et monticules
- John Loughborough, The Great Second Advent Movement (1905) --- Le grand mouvement du Second avènement
- Richard Schwarz, Light Bearers to the Remnant (1979) --- Porte-lumières pour le Reste
- George Knight, En quête d'identité (2000)
- Rolf Poehler, Continuity and Change in Adventist Teaching (2000) --- Continuité et changement dans l'enseignement adventiste

## Théologie adventiste

### Théologie -«Il y a un seul Dieu»

#### La trinité
Comme le concile de Nicée en 325, le concile de Constantinople en 381, désigné sous le nom de symbole de Nicée-Constantinople, et le credo d'Athanase vers 430-500, la deuxième croyance fondamentale (la trinité) de l'Église adventiste du septième jour affirme :
« Il y a un seul Dieu : Père, Fils et Saint-Esprit, unité de trois personnes coéternelles. Dieu est immortel, omniprésent, omniscient, souverain et toujours présent. Il est infini et dépasse la compréhension humaine [...]. »
Cette compréhension de la trinité fut progressive. Au début du mouvement, les premiers adventistes provenaient d'un large assortiment d'églises protestantes souvent influençées par l'anabaptisme et le restaurationisme. Deux fondateurs de l'Église adventiste du septième jour, Joseph Bates et James White, étaient des anciens membres de l'Église chrétienne (les connexionnistes), un groupe chrétien qui rejetait en partie la doctrine de la trinité. Certains adventistes pensaient que le Saint-Esprit était " une puissance " ou " une influence " divine impersonnelle. Au cours des années 1850, la position de James White évolua sur la nature du Christ. Il affirma son égalité avec Dieu le Père.
Ellen White, l'autre fondatrice de l'Église adventiste, était une ancienne méthodiste, une dénomination qui acceptait la doctrine de la trinité. Au cours des années 1870, elle commença à mettre plus d'emphase sur cette doctrine et à bouger l'adventisme de la position majoritaire semi-arienne à la compréhension chrétienne de la trinité, parlant de Dieu en trois personnes  (le Père, le Fils et le Saint-Esprit). Elle contribua considérablement à orienter les adventistes vers cette compréhension. Dans les années 1890, des théologiens comme Ellett Wagonner et William Prescott affirmèrent la plénitude de la divinité du Christ et le Saint-Esprit en tant que personne. Vers la fin du XIXe siècle, les adventistes s'accordèrent pour reconnaître que le Saint-Esprit est une personne. Les théologiens LeRoy Froom, William Branson, G. B. Thompson ou Francis Wilcox écrivirent plusieurs ouvrages sur le sujet.
Œuvres majeures
- William Prescott, The Saviour of the World (1890) --- Le Sauveur du monde
- Arthur Daniells, Christ Our Righteousness (1926) --- Christ notre justice
- Jack Provonska, You Can Go Home Again (1982) --- De nouveau à la maison

#### La création
Les adventistes du septième jour considèrent les premiers chapitres du livre de la Genèse comme étant une description authentique de l'origine du monde et des débuts de l'humanité. Jusqu'au XIXe siècle, cette compréhension fut celle de l'ensemble du christianisme et de nombreux scientifiques comme Galileo Galilée, Johannes Kepler, Blaise Pascal ou Isaac Newton. Le mot hébreu yôm (jour) dans Genèse 1 désignant une journée de 24 heures, les six jours de la création sont compris au sens littéral. La sixième croyance fondamentale adventiste (la création) déclare notamment :

L'adventisme célèbre Dieu en tant que
Créateur de l'univers

« Dieu a créé toutes choses et nous a révélé dans les Écritures le compte rendu de son activité créatrice. En six jours, le Seigneur a fait les cieux et la terre, et il s'est reposé le septième jour de cette première semaine. [...] »
Les adventistes acceptent le récit biblique des origines par la foi puisqu'il n'est pas observable (mais toutes les théories des origines ne le sont pas non plus). Ils reconnaissent qu'il ne répond pas à toutes les questions, même s'ils estiment que la recherche biblique et scientifique contribue à renforcer leur foi dans le pouvoir créateur de Dieu :
Hébreux 11:3 -- « Par la foi, nous comprenons que l'univers a été harmonieusement organisé par la parole de Dieu, et qu'ainsi le monde visible tire son origine de l'invisible. »
Les adventistes observent que l’organisation de l’univers est très pointue par sa finesse de précision. Cependant, en raison de la loi de l'entropie, la matière et l'énergie tendent à se désorganiser avec le temps (et non l'inverse) car elles ne sont pas éternelles. Or tout ce qui a un commencement, ou une singularité, a une cause. Une singularité est un évènement qui se produit une seule fois dans la nature (c'est le cas pour les origines), à la différence d'une régularité, un évènement qui se produit régulièrement. Selon la Bible, une intelligence surnaturelle, c'est-à-dire Dieu (un Esprit immatériel, hors du temps et de l'espace), a créé sans efforts toutes choses ex nihilo (à partir de rien, Psaume 33:9) : la matière de l'univers, le temps et l'espace. « Dieu est Esprit » (Jean 4:24). Étant le Créateur et éternel, il est incréé et sans cause.
Selon les théologiens adventistes, le récit de la création de la Genèse est celui de l'environnement immédiat de la Terre à une période relativement récente, et non celui de l'univers. Ils s'accordent à penser qu'il existe d'autres créatures intelligentes et d'autres mondes habités éloignés, non contaminés par le mal,.
« Les "cieux" de Genèse 1 et 2 se réfèrent probablement à notre soleil et à son système de planètes. En effet, la terre, au lieu d'être la première création du Christ fut probablement sa dernière. La Bible dépeint les fils de Dieu, probablement les Adam des mondes non déchus, rencontrant Dieu dans un coin éloigné de l'univers (Job 1:6). »
Sans indiquer une durée précise, l'Institut de recherche géoscience suggère une existence plus ancienne de l'univers, y compris de la Terre qui, avant l'organisation de sa matière, était " informe et vide " (Genèse 1:1-2). Cette position ne doit pas être confondue avec le gap theory (la théorie de l'intervalle actif) qui parle d'évolution sur des millions d'années, car seul l'univers est considéré ici comme étant probablement ancien. Selon la chronologie biblique, l'organisation de l'environnement terrestre et la création des êtres humains sont estimées à au moins plus de 6000 ans. L'existence des fossiles est expliquée par le cataclysme d'un déluge global,,.
Le théologien Jon Paulien souligne que Dieu descend toujours au niveau de compréhension de l'être humain quand il lui adresse un message. La Bible utilise le langage de l'observation visuelle des phénomènes, décrivant un phénomène naturel tel que l'observateur le voit. Par exemple, on dit couramment " le soleil se lève " ou " il se couche ". De telles expressions ne sont pas une explication scientifique du phénomène. Néanmoins, elles décrivent correctement ce que l'observateur terrestre voit.
Contrairement à une idée répandue, la Bible ne parle jamais de fixité des espèces, de géocentrisme ou de Terre plate. Cette dernière est décrite comme un cercle (ou une sphère) :
Ésaïe 40:21-22 -- « Ne le savez-vous pas? Ne l'avez-vous pas appris ? Ne vous l'a-t-on pas fait connaître dès le commencement ? N'avez-vous jamais réfléchi à la fondation de la terre ? C'est lui [Dieu] qui est assis au-dessus du (cercle) ou (globe " הָאָרֶץ" selon les écritures hébreux) de la terre, et ceux qui l'habitent sont comme des sauterelles. »  Ce qui laisse place à une Terre sphérique et non plate.
| כב הַיֹּשֵׁב עַל-חוּג הָאָרֶץ, וְיֹשְׁבֶיהָ כַּחֲגָבִים; הַנּוֹטֶה כַדֹּק שָׁמַיִם, וַיִּמְתָּחֵם כָּאֹהֶל לָשָׁבֶת. | 22 C'est Lui qui siège au-dessus du globe de la terre, dont les habitants sont pour lui comme des sauterelles; c'est Lui qui déroule les cieux comme une tenture, qui les déploie comme un pavillon, pour sa résidence. |

Les scientifiques adventistes voient des évidences de micro-évolution (des changements au sein d'une même espèce) mais pas de macro-évolution (le changement d’une espèce à une autre espèce fondamentalement différente). Une espèce change à un niveau relativement limité. Ils concluent qu'au moyen de la variation génétique et de la sélection naturelle, Dieu prend soin de sa création en dotant les espèces d’une capacité d’adaptation (jusqu’à un certain point) à la diversité des habitats naturels et des conditions climatiques. Cette compréhension de la nature leur paraît cohérente avec la révélation biblique.
Au cours des premières décennies du XXe siècle, George McCready Price, un professeur de géologie, écrivit de nombreux articles et plus de vingt livres défendant le récit de la création génésiaque qui retinrent l'attention des scientifiques et des théologiens du monde entier. Il inspira des jeunes scientifiques adventistes comme Harold Clark et Frank Marsh à écrire et à faire des recherches. Ces chercheurs ne furent pas toujours d'accord entre eux sur la meilleure explication de certaines données scientifiques mais ils contribuèrent à la fondation de l'Institut de recherche géoscience en 1958 et au développement d'une variété de spécialistes adventistes dans les domaines de la science.
Les adventistes se sont tenus à l'écart de la controverse médiatique sur la création et l'évolution, déplorant la polarisation suscitée par les polémiques émotionnelles et le manque d'écoute mutuelle. Ils ne militent pas pour l'enseignement de la création à l'école publique.
Les adventistes soulignent que tout appartient à Dieu : l'univers, la terre, ses ressources et les êtres humains :
Psaume 24:1 « C'est au Seigneur qu'appartiennent la terre, avec tout ce qui s'y trouve, le monde avec tous ceux qui l'habitent. »
Cependant, il a confié la gestion de la terre aux humains pour qu'ils en prennent soin (Genèse 1:27-28).
Œuvres majeures
- George McCready Price, The New Geology (1922) --- La nouvelle géologie
- Harold Clark, The New Diluvianism (1946) --- Le nouveau diluvianisme
- Webster Clyde, Jr., The Earth: Origins and Early History (1989) --- La Terre : les origines et l'histoire primitive
- Ariel Roth, Origines (1998)
- Ariel Roth, La science découvre Dieu (2008)

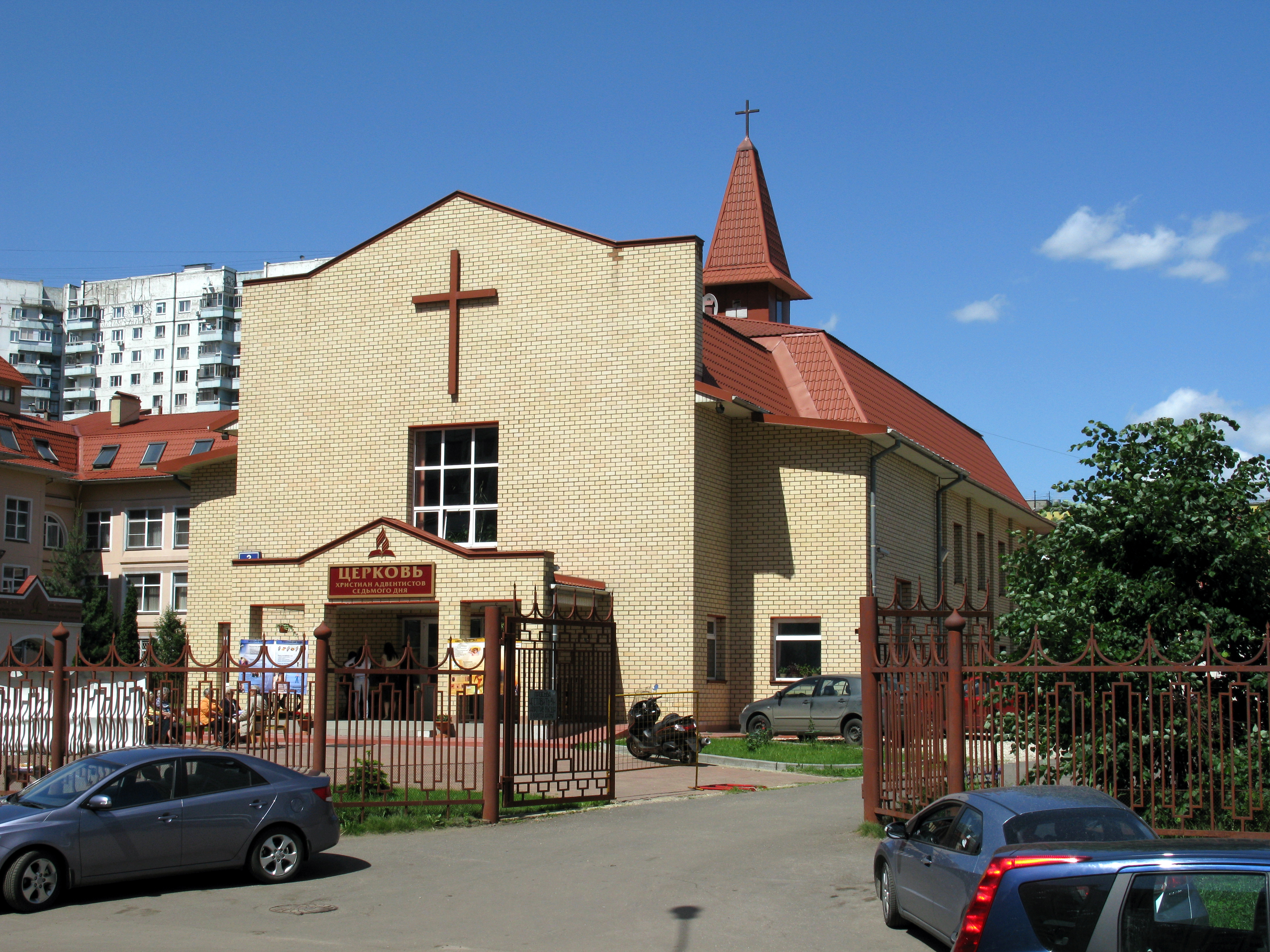
Église adventiste, Moscou

#### Le sabbat

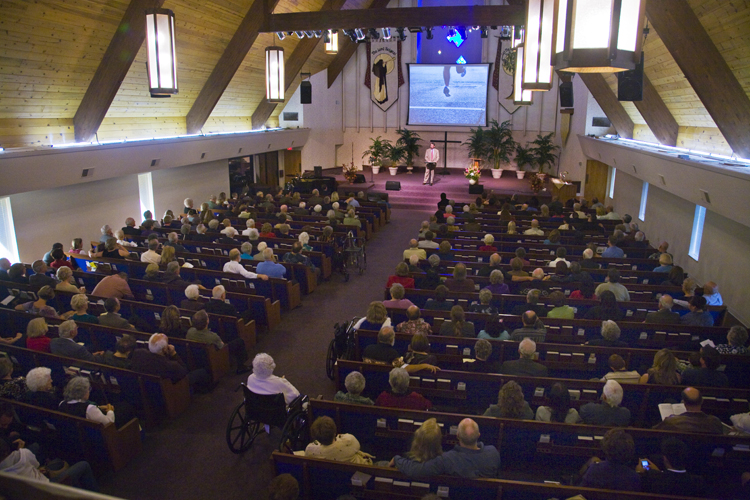
Assemblée adventiste au culte d'adoration

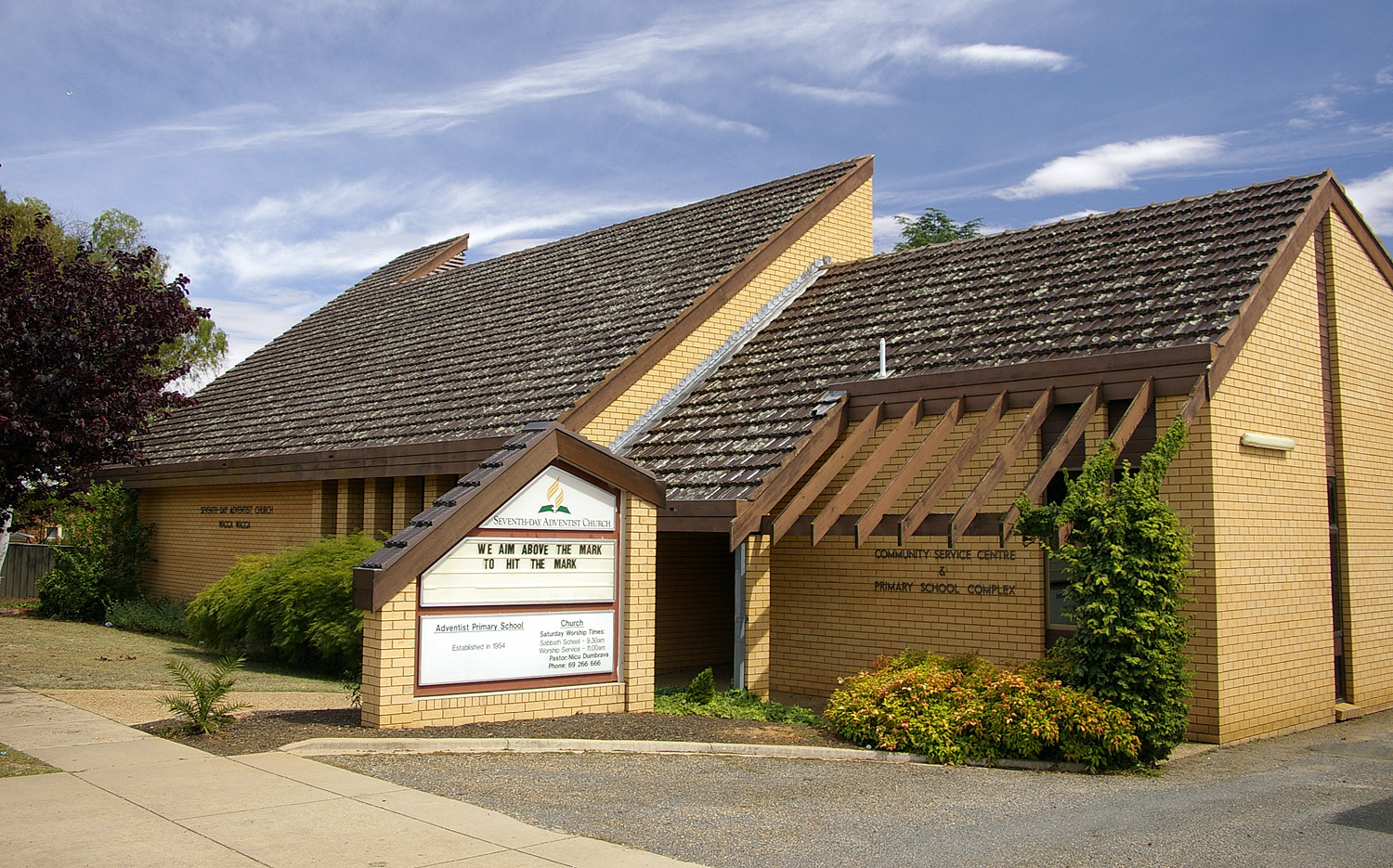
Église adventiste

Les adventistes du septième jour enseignent que le septième jour de la semaine, le samedi, institué à la création, est le sabbat biblique que Dieu a " mis à part dans le but élevé d'enrichir la relation divino-humaine ". Il donna lui-même l'exemple en se reposant ce jour-là. Le mot sabbat signifie " le jour du repos ".
Genèse 2:1-3 -- « Ainsi furent achevés les cieux et la terre, et toute leur armée. Dieu acheva au septième jour son œuvre, qu'il avait faite: et il se reposa au septième jour de toute son œuvre, qu'il avait faite. Dieu bénit le septième jour, et il le sanctifia, parce qu'en ce jour il se reposa de toute son œuvre qu'il avait créée en la faisant. »
Exode 20:8-11 -- « Souviens-toi du sabbat, pour en faire un jour sacré. Pendant six jours tu travailleras, et tu feras tout ton ouvrage. Mais le septième jour, c'est le sabbat pour le Seigneur, ton Dieu : tu ne feras aucun travail, ni toi, ni ton fils, ni ta fille, ni ton serviteur, ni ta servante, ni tes bêtes, ni les immigrés qui sont dans tes villes. Car en six jours le Seigneur a fait le ciel, la terre, la mer et tout ce qui s'y trouve, et il s'est reposé le septième jour. C'est pourquoi le Seigneur a béni le sabbat et en a fait un jour sacré. »
Les adventistes soulignent que le sabbat n'est pas une institution juive puisqu'il a été établi à la création. Son principe est universel, et non limité à un peuple ou à une religion en particulier. Ils constatent la récurrence du sabbat dans la Bible, mentionné dans le récit de la création, rappelé dans les dix commandements au Sinaï et mais aussi observé par Jésus-Christ, le Seigneur du sabbat (Luc 4:16 Marc 2:27-28), et par les apôtres (Actes 17:1-3). Ils enseignent que le sabbat est un mémorial hebdomadaire de la création et un symbole de rédemption. En l'observant, ils se rappellent que Dieu les sanctifie, comme il a sanctifié le sabbat. Ils lui montrent leur loyauté en gardant le quatrième commandement du décalogue.
Les adventistes du septième jour observent le sabbat du vendredi au coucher du Soleil au samedi au coucher du Soleil. C'est un temps consacré à Dieu, où ils cessent leurs activités afin de célébrer les œuvres de Dieu (la création, le salut et la seconde venue en gloire de Jésus-Christ), d'accroître la relation familiale et les relations sociales au sein de l'Église. Dans la Bible, le sabbat est appelé le « jour de délices » (Ésaïe 58:13-14), le « jour de célébration » (Psaume 92:1), le « jour pour faire du bien » (Luc 6:7-10). Sakae Kubo l'explique ainsi : « Le sabbat, nous cessons nos propres œuvres. Dieu nous invite à nous détourner de nous-mêmes et de nos œuvres pour nous tourner vers lui et ses œuvres. » Geoffrey Paxton remarque : " On dit parfois que les adventistes du septième jour essaient d'obtenir le salut par l'observation du sabbat. Mais dans mes contacts avec eux, je n'ai jamais entendu cela. Ils ne croient pas être acceptés par Dieu par l'observation du sabbat, pas plus qu'ils croient qu'il les accepte parce qu'ils pratiquent la monogamie".
Les adventistes enseignent que le sabbat n'est pas un simple jour chômé mais un jour de repos, un temps sacré désigné pour la croissance spirituelle des croyants. Son observation ne sauve pas mais c'est un signe de loyauté envers Dieu car aucune évidence biblique indique un changement du jour de repos, passant du sabbat au dimanche. Le livre de Samuele Bacchiocchi, Du sabbat au dimanche, attira une grande attention dans les milieux universitaires. Il montra que le dimanche devint progressivement un jour de repos à Rome parce que les chrétiens cherchèrent à se démarquer des juifs aux yeux des autorités. Ce changement fut universellement décrété par l'édit de l'empereur Constantin en 321 et par le subséquent canon 29 du concile de Laodicée vers 364, déclarant que les chrétiens ne doivent pas travailler le dimanche. Néanmoins à travers les siècles, divers groupes chrétiens ou non chrétiens observèrent le sabbat partout dans le monde.
Les adventistes présentent plusieurs arguments théologiques sur la pratique du sabbat :
1. La fidélité aux commandements de Dieu (dont le sabbat) est liée au fait que sa loi morale est excellente et éternelle.
2. Il y a continuité et non opposition entre l'Ancien et le Nouveau Testament. La nouvelle alliance est un renouvellement de l'ancienne, car il n'y a qu'une seule alliance de Dieu avec le croyant : l'alliance de la grâce.
3. Si Dieu avait réellement eu l'intention de modifier sa loi ou le jour du sabbat, il l'aurait mentionné dans la Bible. Ce n'est pas le cas. Donc il n'a pas aboli la loi, ni changé le sabbat. Jésus-Christ et les apôtres ont observé fidèlement le sabbat.
4. Le jour du sabbat est un signe du salut trouvé en Jésus-Christ et un avant-goût du repos futur et final du paradis[64].

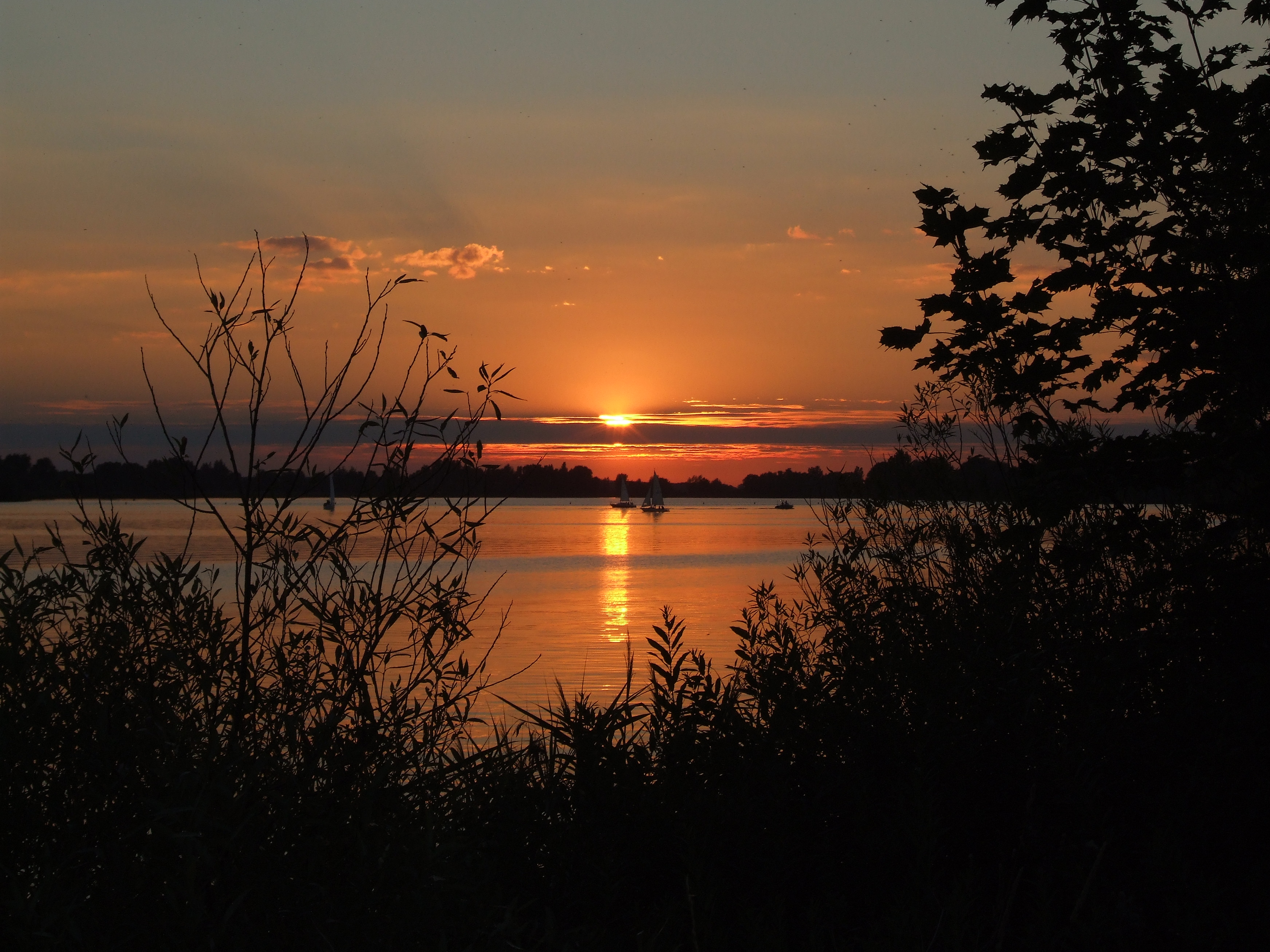
Le sabbat commence et s'achève
au coucher du Soleil

- Quel est le septième jour de la semaine ? --- Les adventistes observent que les jours de la semaine sont ordonnés dans la Bible selon le modèle de la création : ils sont numérotés du premier au septième jour. Ils commencent et finissent au coucher du soleil (Genèse 1:5-31). Dans le récit des Évangiles sur la passion du Christ, il ressort que le septième jour est le samedi. En effet, le vendredi, à la sixième heure du jour juif (à midi), Jésus fut conduit à Golgotha afin d'être crucifié, quelques heures avant la Pâque (Jean 19:14-18, Lévitique 23:5-6). Il mourut à la neuvième heure (à 15 h, Matthieu 27:45-50) et fut enterré avant le sabbat qui commençait au coucher du Soleil[65].

|                    | Vendredi                              | Samedi              | Dimanche                      |
| ------------------ | ------------------------------------- | ------------------- | ----------------------------- |
| Terme populaire    | Vendredi saint                        |                     | Dimanche de Pâques            |
| Évènement          | Mort de Jésus                         | Jésus dans la tombe | Résurrection de Jésus         |
| Terme biblique     | Le jour de la préparation (du sabbat) | Le sabbat           | Le premier jour de la semaine |
| Référence biblique | Luc 23:50-56                          | Matthieu 27:62-66   | Marc 16:1-2 Luc 24:1-8        |
| Jour biblique      | 6e jour                               | 7e jour             | 1er jour                      |

Œuvres majeures
- Joseph Bates, The Seventh Day Sabbath: A Perpetual Sign (1846) --- Le septième jour du sabbat : un signe perpétuel
- John N. Andrews, History of the Sabbath and First Day of the Week (1861, 1873, 1887, 1912 augmenté par Louis Conradi) --- L'histoire du sabbat et du premier jour de la semaine
- Samuele Bacchiocchi, Du sabbat au dimanche (1977)
- Sakae Kubo, God Meets Man: A Theology of the Sabbath and the Second Advent (1978) --- Dieu rencontre l'homme : une théologie du sabbat et de la parousie
- Kenneth Strand, éd. The Sabbath in Scripture and History (1982) --- Le sabbat dans l'Écriture et l'histoire

### La grande controverse -«Dieu est amour»
Les adventistes du septième jour enseignent que peu avant l'organisation de la matière terrestre, un conflit éclata au ciel entre Dieu et Lucifer (Satan) au sujet du caractère de Dieu, de sa loi morale et de sa souveraineté sur l'univers. Lucifer fut chassé du ciel et entraîna Adam et Eve, les premiers humains, dans sa révolte. Dieu le laissa poursuivre sa rébellion sur la Terre afin d'exposer sa fourberie, dévoiler le contraste entre le bien et le mal, et démontrer à toutes ses créatures intelligentes que sa loi est juste et nécessaire à l'harmonie de l'univers. La transgression des commandements de Dieu produit un effondrement moral.
La doctrine de la lutte entre Dieu et Satan fait partie d'une longue tradition judéo-chrétienne. Joseph Bates fut le premier théologien adventiste à l'évoquer dans le contexte du temps de la fin mais Ellen White la développa considérablement en une apologie de l'amour de Dieu. Le point essentiel de cet enseignement est que de par sa vraie nature, « Dieu est amour » (1 Jean 4:16). Il veut être adoré uniquement par amour, non par contrainte ou par peur :

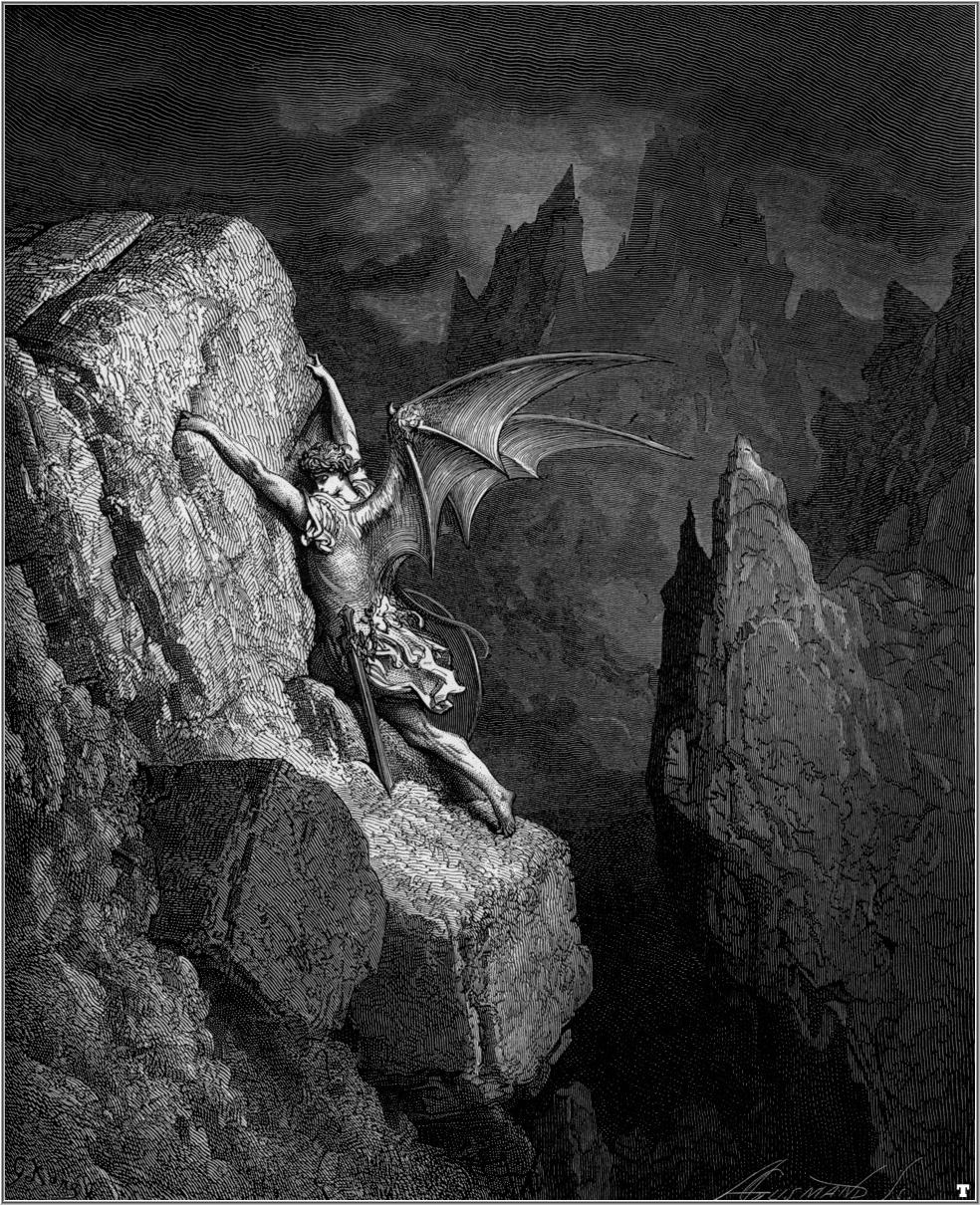
La chute de Lucifer,
Illustration de Gustave Doré

« Dieu demande de toutes ses créatures un service d’amour, un hommage qui découle d’une appréciation intelligente de son caractère. Ne prenant aucun plaisir à une obéissance forcée, il accorde à chacun le privilège de la liberté morale permettant à tous de lui rendre un service volontaire. »
Œuvres majeures
- Joseph Wagonner, Eden to Eden (1890) --- D'Eden à Eden
- Uriah Smith, Daniel and the Revelation (1897) --- Daniel et l'Apocalypse
- Stephen Haskell, The Story of the Seer of Patmos (1905) --- L'histoire du voyant de Patmos
- Ellen White, L'histoire de la rédemption (1947)
- Gerard Damsteegt, Foundations of the Seventh day Adventist Message and Mission (1977) --- Fondations du message et de la mission adventiste

#### Christ et l'archange Michel
Dans le cadre du conflit entre Dieu et Satan, les adventistes identifient l'archange Michel de Jude 9 comme étant Jésus-Christ :
Apocalypse 12:7-9 -- « Il y eut alors une guerre dans le ciel. Michel et ses anges combattirent le dragon. Le dragon combattit, lui et ses anges, mais il ne fut pas le plus fort, et il ne se trouva pas de place pour eux dans le ciel. Il fut jeté à bas, le grand dragon, le serpent d'autrefois, celui qui est appelé le diable et le Satan, celui qui égare toute la terre habitée ; il fut jeté sur la terre, et ses anges y furent jetés avec lui. »
Le mot "ange" ne désigne pas seulement un être céleste. Il vient du mot grec ἄγγελος (ángelos) qui signifie "messager". Michel est considéré comme le chef des anges ("arch" veut dire "chef" ou "prince"), leur communiquant des messages de Dieu mais il n'est pas un ange lui-même. Il a la plénitude de la divinité, n'étant pas moins divin que Dieu le Père. Michel est donc un des nombreux titres de Jésus, Dieu le Fils,. C'est le même « Michel, le grand chef » de Daniel 12:1 qui triomphera de Satan à la fin du conflit.

#### Le péché originel
Les premiers adventistes (comme Uriah Smith) et certains millérites (George Storrs) eurent tendance à placer moins d'emphase sur la nature humaine corrompue, héritée de la faute d'Adam, pour se focaliser davantage sur les péchés personnels commis par l'individu. Ils pensaient à la " nature pécheresse " en termes de mortalité physique plutôt que de dépravité morale. Plus tard, les adventistes adoptèrent une compréhension chrétienne plus traditionnelle : l'humanité est séparée de Dieu et possède une nature inhérente corrompue. Le péché originel est donc l'état dans lequel tous les êtres humains naissent et auquel ils ne peuvent échapper sans la grâce de Dieu. Selon le théologien Edward Heppenstall, " le péché originel n'est pas mal agir per se mais mal être ". La nature humaine sera changée uniquement au retour du Christ. Les sauvés hériteront alors d'une nature sans péché (sans aucune tendance, affection ou désir pour le mal).

#### Le sens de l'existence
Les adventistes observent que face à la mort et la souffrance, toutes les poursuites humaines (le pouvoir, la célébrité, la richesse, le bonheur) sont éphémères, dérisoires et ultimement absurdes (Ecclésiaste 1.14). De plus, toutes les solutions humaines pour établir la justice et la paix universelle butent sur l'égoïsme, l'orgueil, la cupidité, la jalousie, la convoitise et la violence inhérents aux êtres humains. Ceux-ci ne peuvent pas échapper à leur sort, ni aux déceptions de l'existence terrestre. La mort les conduit au néant, à la disparition totale. Certaines philosophies comme le nihilisme ou l'existentialisme parviennent à cette même conclusion. Certaines religions comme le bouddhisme se formèrent à partir d'un constat presque identique.
Les adventistes concluent que Dieu seul fournit un sens à l'existence. Il est la seule valeur absolue, durable et satisfaisante. Il est éternel, omnipotent et immuable (Malachie 3:6). Lui seul peut éliminer le mal, la souffrance et la mort. En mettant en œuvre le plan du salut, il n'a pas abandonné les êtres humains à leur triste sort. De ce fait, la théologie adventiste est résolument optimiste et portée sur l'espérance d'un monde nouveau :
2 Pierre 3:13 -- « Mais nous, nous attendons, comme Dieu l'a promis, un nouveau ciel et une nouvelle terre où la justice habitera. »
Ellen White écrivit : « Nous avons cet espoir qui passe loin au-dessus des trésors de la terre : saisir l’héritage éternel, les trésors durables, incorruptibles, non souillés, indestructibles ».

### Le retour du Christ -«Voici, je viens bientôt»
La doctrine du retour du Christ catalyse de nombreux aspects de la théologie adventiste. Elle présente la fin de la grande controverse sur la Terre entre Jésus-Christ et Satan, la fin des malheurs de l'humanité. Elle apporte du sens et une identité aux adventistes du septième jour. Elle est à l'origine du mouvement et constitue sa raison d'être. Elle lui a donné son nom, du latin adventus qui signifie « arrivée », « venue », « avènement ». Elle est liée à de nombreuses doctrines adventistes. Sans elle, elles sont moins compréhensibles.
Dans l'Ancien Testament, la prédiction de cette venue de Jésus apparaît déjà par l'expression, " le jour du Seigneur " (Sophonie 1:14). Dans le Nouveau Testament, la parousie est très clairement explicite, le mot grec παρουσία (parousia) signifiant " l'arrivée " ou " la venue ". Littéralement, la liaison des mots para (avec) et ousia (être) dénote à la fois " une arrivée " et sa conséquence, " la présence " (de celui qui vient). Par exemple, l'apôtre Paul parle de sa parousia (de sa venue, et donc de sa présence) à Philippes, une ville de la province romaine de Macédoine, en contraste avec son apousia (son absence, Philippiens 2:12).
Selon cette doctrine, Jésus-Christ reviendra personnellement pour prendre avec lui les croyants. Sa venue sera visible, audible, glorieuse, triomphante, universelle, soudaine et cataclysmique (2 Pierre 3:10) :
1. Visible --- « Il vient avec les nuées : tous le verront » Apocalypse 1:7.
2. Audible --- « Il enverra ses anges rassembler, au son des trompettes éclatantes, ses élus des quatre coins du monde » Matthieu 24:31.
3. Glorieux --- « Le signe du Fils de l'homme apparaîtra dans le ciel. Alors tous les peuples se lamenteront, et ils verront le Fils de l'homme venir sur les nuées du ciel avec beaucoup de puissance et de gloire » Matthieu 24:30.
4. Ascension des sauvés --- « Ceux qui sont morts dans le Christ se relèveront d'abord. Ensuite, nous, les vivants qui restons, nous serons enlevés ensemble avec eux à la rencontre du Seigneur dans les airs ; et ainsi nous serons toujours avec le Seigneur » 1 Thessaloniciens 4:16-17.
5. Immortalité conférée aux sauvés --- « Mais tous, nous serons changés en un instant, en un clin d'œil, à la dernière trompette. Car elle sonnera, et les morts se réveilleront impérissables, et nous, nous serons changés » 1 Corinthiens 15:51-52.

Dans son discours eschatologique sur le mont des Oliviers, en face de Jérusalem, Jésus-Christ présenta les signes des temps, signalant l'imminence de son avènement : la fréquence et la montée en intensité des désastres naturels, des grandes famines, des guerres meurtrières, des menaces sérieuses de conflits, des prodiges des faux christs et des faux prophètes, et de la dégradation morale (Matthieu 24:1-14).
L'attente du retour du Christ ne se caractérise pas par le pessimisme, l'immobilisme et le désintérêt de la situation du monde. Cette espérance est au contraire active. Les adventistes ressentent une responsabilité et une obligation morale de se préparer spirituellement à la parousie, de répandre la nouvelle, de se mettre au service de l'humanité et de respecter l'environnement (Matthieu 24:42-46), d'où leur forte implication dans l'éducation, la prévention sanitaire, la médecine, l'humanitaire et la liberté religieuse.
Œuvres majeures
- James White, The Second Coming of Christ, Matthew 24 (1876) --- La deuxième venue du Christ : Matthieu 24
- LeRoy Froom, The Prophetic Faith of Our Fathers, 4 volumes (1950-1954) --- La foi prophétique de nos pères
- Samuele Bacchiochi, The Advent Hope for Human Hopelessness (1986) --- L'espérance de la parousie pour la désespérance humaine
- Norskov Olsen, éd., The Advent Hope in Scripture and History (1987) --- L'espérance de la parousie dans l'Écriture et l'histoire
- Richard Lehmann, Vivre dans l'espérance (1995)

### Sotériologie -«Sauver ce qui était perdu»

#### L'historicité de Jésus-Christ
Les adventistes du septième jour affirment l'historicité de Jésus-Christ et l'authenticité des récits des quatre évangiles sur sa vie (Luc 1:1-4). Ils enseignent qu'il fut " le saint enfant ", né du Saint-Esprit et de la vierge Marie (Luc 1:34-35). Ils soulignent plusieurs types d'évidences :
- Les témoins oculaires --- Il faut au moins un siècle d'écart par rapport à un évènement pour créer une légende. Or tous les écrits des évangélistes furent écrits au cours du Ier siècle, entre les années 40 et les années 80[74]. Ce n'est pas assez éloigné de la période du ministère de Jésus (de l'an 27 à 31, selon les calculs des adventistes) pour fabriquer une légende. De nombreux témoins oculaires, parfois hostiles au christianisme, étaient encore en vie. Ils auraient facilement réfuté le récit des apôtres si les évènements rapportés étaient incorrects. Or ce n'est pas le cas[75]. Le soin de rapporter la vie et les enseignements de Jésus fut confié uniquement aux apôtres, les témoins privilégiés. Les évangiles furent écrits par des disciples de Jésus (Matthieu et Jean) et des proches associés (Marc, un disciple de Pierre, et Luc, un disciple de Paul). Tous les autres écrits du Nouveau Testament furent écrits par les apôtres (Paul, Pierre, Jacques).

- La popularité du christianisme --- La vitesse avec laquelle le christianisme s'est propagé dans l'empire romain et le monde connu d'alors en seulement quelques décennies (Romains 16:25-26) semble indiquer que le récit des apôtres sur Jésus-Christ est véridique. Il était alors relativement facile de vérifier sa véracité. Peu de gens acceptent de risquer leur vie pour une histoire inventée. Le fait que des millions de convertis chrétiens de nations, peuples et ethnies diverses furent prêts à être mis au ban de la société et à aller jusqu'au martyre tend fortement à démontrer que l'existence historique de Jésus-Christ n'est pas une fabrication.
- Les sources non chrétiennes --- L'historicité de Jésus-Christ est attesté par des auteurs juifs, romains et grecs hostiles au christianisme, tels que Flavius Josèphe, Tacite, Pline ou Lucien de Samosate, qui n'auraient pas corroborés son existence historique s'il était une légende[75],[76]. Sa réalité historique est reconnu par de nombreux historiens.
- Les prophéties messaniques --- Jésus-Christ est annoncé dans plus de 200 prophéties de l'Ancien Testament. Il est notamment l'Oint (" le consacré ", c'est-à-dire " le Messie " de l'hébreu משיח - mashia'h, ou " le Christ " du grec Χριστός - christos) du texte de Daniel 9:26 dans la prophétie des 70 semaines. Les premiers chrétiens ont identifié Jésus comme étant celui qui a accompli ces prophéties.

Quelques prophéties messianiques
| Evênements de la vie du Messie                     | Prédictions       | Accomplissements           |
| -------------------------------------------------- | ----------------- | -------------------------- |
| Une jeune fille vierge est enceinte du Messie      | Esaïe 7.14        | Matthieu 1:20-23           |
| Il naît à Bethléhem                                | Michée 5:2        | Matthieu 2:6               |
| On complôte de le tuer à sa naissance              | Jérémie 31:15     | Matthieu 2:13-18           |
| Son enfance se déroule en Égypte                   | Osée 11:1         | Matthieu 2:13-15           |
| Un prophète (Jean le Baptiste) lui prépare la voie | Esaïe 40:3        | Matthieu 3:3               |
| Il est monté sur une ânon                          | Zacharie 9:9      | Matthieu 21:1-9            |
| Il est trahi pour trente pièces d’argent           | Zacharie 11:12-13 | Matthieu 26:14-16, 27:1-10 |
| Ses mains et ses pieds sont percés                 | Psaume 22:15-16   | Jean 19:25-27              |
| Il meurt à cause des péchés de l'humanité          | Esaïe 53          | Luc 23:33-47               |
| Aucun de ses os n'est brisé                        | Psaume 34:21      | Jean 19:31-36              |
| Il est enseveli dans le tombeau d’un riche         | Esaïe 53:9        | Matthieu 27:57-60          |
| Il est ressuscité                                  | Psaume 16:10-11   | Matthieu 28:1-10           |

Carte d'Hécatée de Milet, le monde tel qu'il est approximativement connu (voire peut-être imaginé par les anciens) durant l'antiquité

Jésus lui-même a clairement indiqué qu'il était le Messie (ou le Christ) et que sa mission était de sauver l'humanité. Les apôtres possédait cette conviction :
Luc 19:10 -- « Le Fils de l'homme est venu chercher et sauver ce qui était perdu. »
Matthieu 16:13-16, 20 -- « Jésus, étant arrivé dans le territoire de Césarée de Philippe, demanda à ses disciples : Qui dit-on que je suis, moi, le Fils de l'homme? Ils répondirent: Les uns disent que tu es Jean Baptiste; les autres, Élie; les autres, Jérémie, ou l'un des prophètes. Et vous, leur dit-il, qui dites-vous que je suis? Simon Pierre répondit: Tu es le Christ, le Fils du Dieu vivant. [...] Alors il recommanda aux disciples de ne dire à personne qu'il était le Christ. »
- La résurrection de Jésus : mythe ou fait historique ?

Les adventistes du septième jour soutiennent que la résurrection de Jésus-Christ est un fait historique. Ils s'appuient sur plusieurs évidences, confirmant sa mort et sa résurrection.
Quand Jésus expira à la croix, un soldat romain perça son corps d'une lance pour vérifier qu'il était mort. Il en sortit de l'eau et du sang (Jean 19:31-34). Selon Dr. Alexander Metherell, Jésus aurait subi un choc hypovolémique, causant une rapide accélération cardiaque qui contribua à une rupture du cœur. (Habituellement, les crucifiés mouraient d'asphyxie). Un fluide se logea dans une membrane autour du cœur (l'effusion péri-cardiale), ainsi qu'un autre fluide autour des poumons (l'effusion pleurale). Apparemment, la lance traversa le poumon droit et le cœur. Quand le soldat la retira, un fluide clair comme de l'eau se déversa, puis une grande quantité de sang.
À l'encontre de ce fait, une hypothèse (la théorie de la syncope) soutient que Jésus n'était pas réellement mort, étant dans le coma quand on le descendit de la croix. Dans le tombeau, il aurait repris reconnaissance, déroulé environ 50 kilogrammes de bandelettes et roulé la pierre d'une tonne qui fermait l'entrée de la tombe. Puis sur la pointe des pieds, il se serait faufilé à l'écart de la garde romaine endormie. Après s'être caché, il se serait présenté à ses disciples et les aurait convaincus de sa résurrection.
Les théologiens adventistes rejettent cette théorie. Comment Jésus aurait-il survécu aux blessures de deux séries de 39 flagellations, de la crucifixion et de son côté percé par la lance ? Il avait perdu beaucoup de sang. Les soldats romains s'assuraient toujours que les crucifiés étaient morts, qui de toute façon ne survivaient jamais à leurs blessures. Et comment, en admettant que Jésus soit resté en vie, qu'un homme extrêmement affaibli se serait défait des bandelettes et roulé la pierre massive du tombeau ?
Les adventistes observent que les apôtres n'étaient pas des gens délurés, ni particulièrement crédules. Thomas, Pierre, et les Douze en général, étaient fameusement réticents à croire aux miracles. Ils furent ouvertement incrédules quand les femmes rapportèrent que le Christ était ressuscité (Luc 24:9-12, Jean 20:19-29). Mais il y a le fait réel, non contesté par les chefs religieux juifs et les autorités romaines de Jérusalem, que la tombe était vide. Une autre hypothèse, selon laquelle les apôtres auraient enlevés et cachés le corps de Jésus est improbable. S'étant enfuis lors de son arrestation à Gethsémani, ils étaient trop apeurés et en état de choc pour braver la garde musclée de soldats romains devant le tombeau afin de dérober le corps de Jésus. La garde romaine n'aurait pas commis non plus la lourde erreur de s'endormir. C'eût été l'exécution assurée.
Les adventistes rejettent l'hypothèse que les apôtres se soient inspirés d'une mythologie étrangère pour inventer l’histoire de la résurrection. Avant la fin du IIe siècle, il n'existe aucune croyance connue de divinité des religions à mystère qui meure et ressuscite. L'hypothèse d'hallucinations collectives des chrétiens est également difficilement recevable. L'apôtre Paul rapporte qu'après la résurrection, le Christ apparut à plus de 500 personnes :

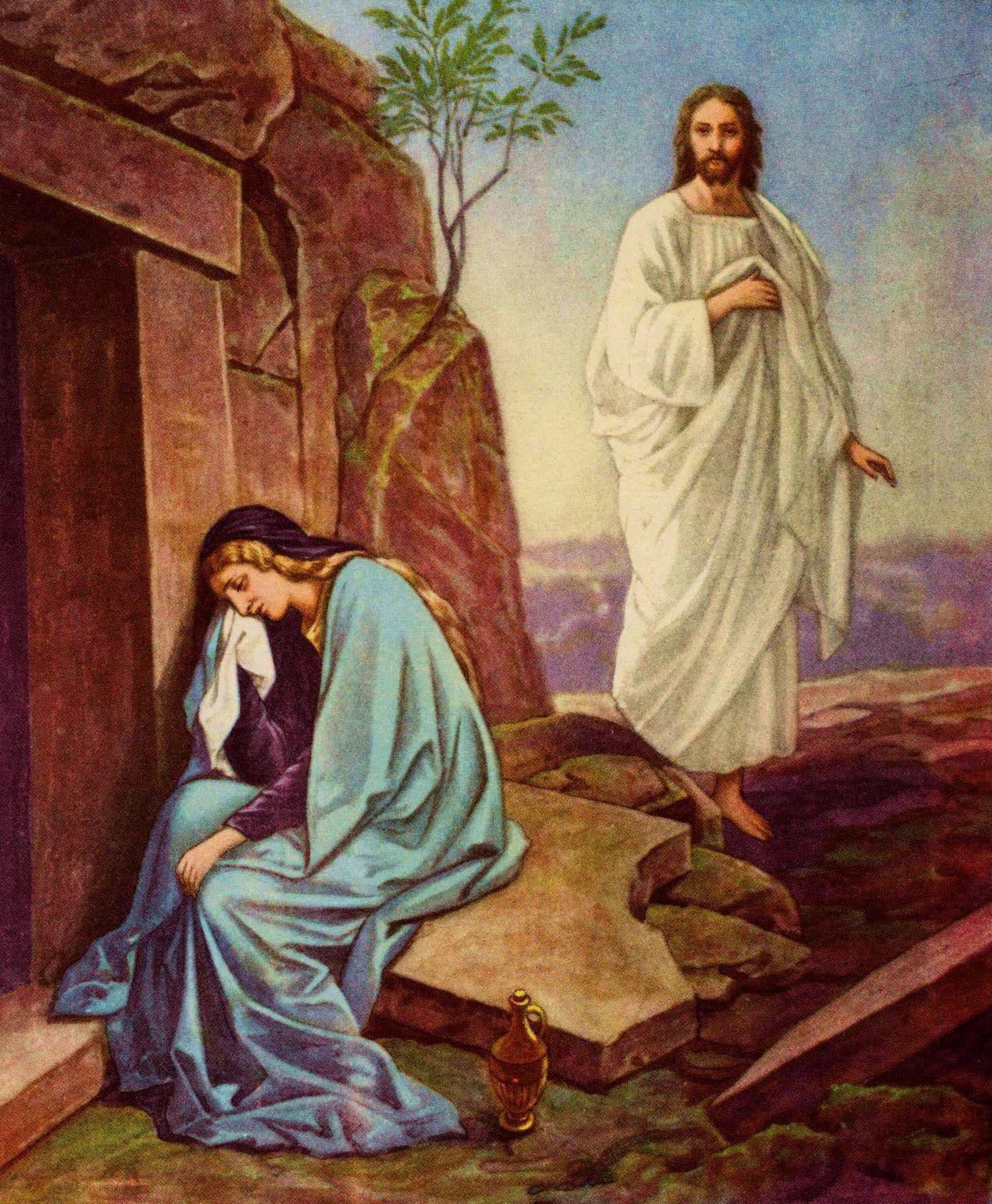
Jésus apparaît à Marie de Magdala, le premier témoin de la résurrection

1 Corinthiens 15:3-8 -- « Je vous ai enseigné avant tout, comme je l'avais aussi reçu, que Christ est mort pour nos péchés, selon les Écritures ; qu'il a été enseveli, et qu'il est ressuscité le troisième jour, selon les Écritures ; et qu'il est apparu à Céphas [l'apôtre Pierre], puis aux douze [disciples de Jésus]. Ensuite, il est apparu à plus de cinq cents frères à la fois, dont la plupart sont encore vivants, et dont quelques-uns sont morts. Ensuite, il est apparu à [l'apôtre] Jacques, puis à tous les apôtres. »
Selon les penseurs adventistes, il est invraisemblable que plus de 500 personnes puissent en même temps halluciner, ou qu'ils aient vu un fantôme (un esprit désincarné). Dans le Nouveau Testament, le mot grec ἀνάστασις (anastasis) pour « résurrection » désigne la résurrection d'un corps, jamais la libération de l'esprit d'un cadavre.
Pour la théologie adventiste, la résurrection de Jésus-Christ est un fait fondamental de la foi chrétienne, autant célébrée que sa mort salvatrice. C'est elle qui explique la transformation d'hommes craintifs en propagateurs courageux dans tout l'Empire romain. L'apôtre Jean affirma sa véracité (Jean 21:24). Selon l'apôtre Paul, on ne soulignera jamais assez son importance car un Sauveur mort ne serait d'aucune utilité :
1 Corinthiens 15:17-20 -- « Si le Christ n'est pas ressuscité, votre foi est une illusion, et vous êtes encore sous le poids de vos péchés. De plus, ceux qui sont morts unis au Christ sont à jamais perdus. Si c'est seulement pour la vie présente que nous avons mis notre espérance dans le Christ, nous sommes les plus à plaindre des hommes. Mais, en réalité, le Christ est bien revenu à la vie et, comme les premiers fruits de la moisson, il annonce la résurrection des morts. »

#### Les deux natures du Christ
Les adventistes du septième jour sont en accord avec le concile de Chalcédoine en 451 qui indique que Jésus-Christ est une seule personne " en deux natures, sans confusion, sans changement, sans division et sans séparation ", né du Saint-Esprit et de la vierge Marie. Cette christologie affirme qu'il est pleinement Dieu (éternel) et pleinement homme. Ils l'adorent en tant que Créateur, Sauveur, Seigneur du sabbat, Grand Prêtre et Roi qui revient bientôt.
Cette compréhension fut progressive. Au début du mouvement, une majorité d'adventistes acceptait une forme d'arianisme. Ils ne contestaient pas la divinité de Jésus-Christ, son droit d'être appelé Dieu et d'être adoré mais ils croyaient qu'en tant que Fils de Dieu, il avait eu un commencement, et qu'il était égal à Dieu le Père selon le bon plaisir de celui-ci.
À partir de 1888, Ellet Waggoner insista sur l'importance de l'incarnation de Jésus, comme étant " Dieu en chair humaine ", pour le salut des êtres humains et comme modèle de vie chrétienne, ayant vécu sur la terre sans commettre de péché (Hébreux 4:14-15).
Ellen White adopta la même position que ce dernier, elle appuya d'ailleurs ce message. Elle souligna que Jésus était en tous points semblable aux êtres humains. Il est un exemple pour eux par sa vie sainte : sa nature pécheresse étant victorieuse du péché, et ce en ayant été tenté en toute chose. La tendance naturelle au péché dont hérite chaque homme, fut aussi celle de Christ incarné. Malgré celle-ci, Jésus vécu sur terre sans commettre de péché, ce par l'obéissance et la soumission complète à la volonté de Dieu :
« En revêtant la nature humaine déchue, le Christ n'a nullement participé à ses péchés. Il s'est assujetti aux infirmités et aux faiblesses dont l'homme est affligé, “afin que s'accomplît ce qui avait été annoncé par Esaïe, le prophète: Il a pris nos infirmités, et il s'est chargé de nos maladies.” . »
« Cette vérité a été pour beaucoup de personnes un sujet de doute et d'incrédulité. Quand le Christ vint dans le monde, à la fois comme Fils de Dieu et comme Fils de l'homme, il ne fut pas compris des gens qui vivaient a cette époque. Il s'abaissa jusqu'à revêtir la nature humaine afin d'atteindre la race déchue et de la relever. »
« Par sa vie sans péché, son obéissance, sa mort sur la croix du Calvaire, le Christ a intercédé pour l'humanité déchue; et maintenant, ce n'est pas comme un simple suppliant qu'il plaide pour nous, mais comme un conquérant qui réclame les fruits de sa victoire. Son offrande est parfaite et, en tant qu'avocat, il exécute le mandat qui lui a été confié, tenant devant Dieu l'encensoir débordant de ses mérites, des prières, des confessions et des actions de grâces de son peuple. Remplies du parfum de sa justice, celles-ci montent vers Dieu comme une agréable odeur. L'offrande est agréée et le pardon couvre toutes les transgressions.» 
Dans les années 1890, et au-delà, William Prescott devint le plus grand expositeur adventiste sur la divinité éternelle du Christ et les aspects variés de son ministère. Son influence fut si déterminante sur la christologie de l'Église adventiste qu'elle publia en 1920 l'ensemble de ses recherches en deux volumes intitulés, The Doctrine of Christ. En 1931, cette compréhension fut formulée dans les croyances fondamentales adventistes.
Au sujet de la nature humaine du Christ, l'évolution de la compréhension des adventistes fut plus lente et plus discutée. Les premiers adventistes pensaient que durant son incarnation, Jésus hérita de la nature déchue d'Adam après la Chute (le post-lapsarisme), transmise à toute l'humanité. En dépit de cela, il résista à toutes les tentations, prouvant qu'il était possible de vivre sans péché. Millian Andreasen fut le plus grand défenseur de cette position.
À partir du milieu du XXe siècle, la plupart des théologiens adventistes adoptèrent une position plus traditionnelle et nuancée. En 1957, le livre Les adventistes répondent à des questions de doctrine affirma que Jésus-Christ est unique en ce qu'il possédait la même nature qu'Adam avant la Chute. Il n'avait aucune tendance au péché. Ceci ne signifie pas qu'il n'était pas pleinement humain, ni qu'il ne fut pas exposé à des tentations réelles. Il demeure toujours un exemple de vie chrétienne. Ils acceptèrent néanmoins un élément post-lapsarien : Jésus-Christ hérita d'Adam une nature humaine plus affaiblie physiquement. Par rapport à Adam, c'était un désavantage. Mais là où Adam échoua, Jésus-Christ réussit. Il ne céda jamais aux tentations. Leroy Froom, Edward Heppenstall, Hans LaRondelle, Raoul Dederen, Angel Rodriguez ou Norman Gulley ont été les plus grands expositeurs de cette compréhension (le pré-lapsarisme).
Œuvres majeures
- Ellen White, Jésus-Christ (1898)
- William Prescott, The Doctrine of Christ, 2 volumes (1920) --- La doctrine du Christ
- Edward Heppenstall, The Man Who is God (1977) --- L'homme qui est Dieu
- Edward Vick, Jesus: the Man (1979) --- Jésus : l'homme
- Roy Adam, The Nature of Christ (1994) --- La nature du Christ

#### Le salut par la grâce

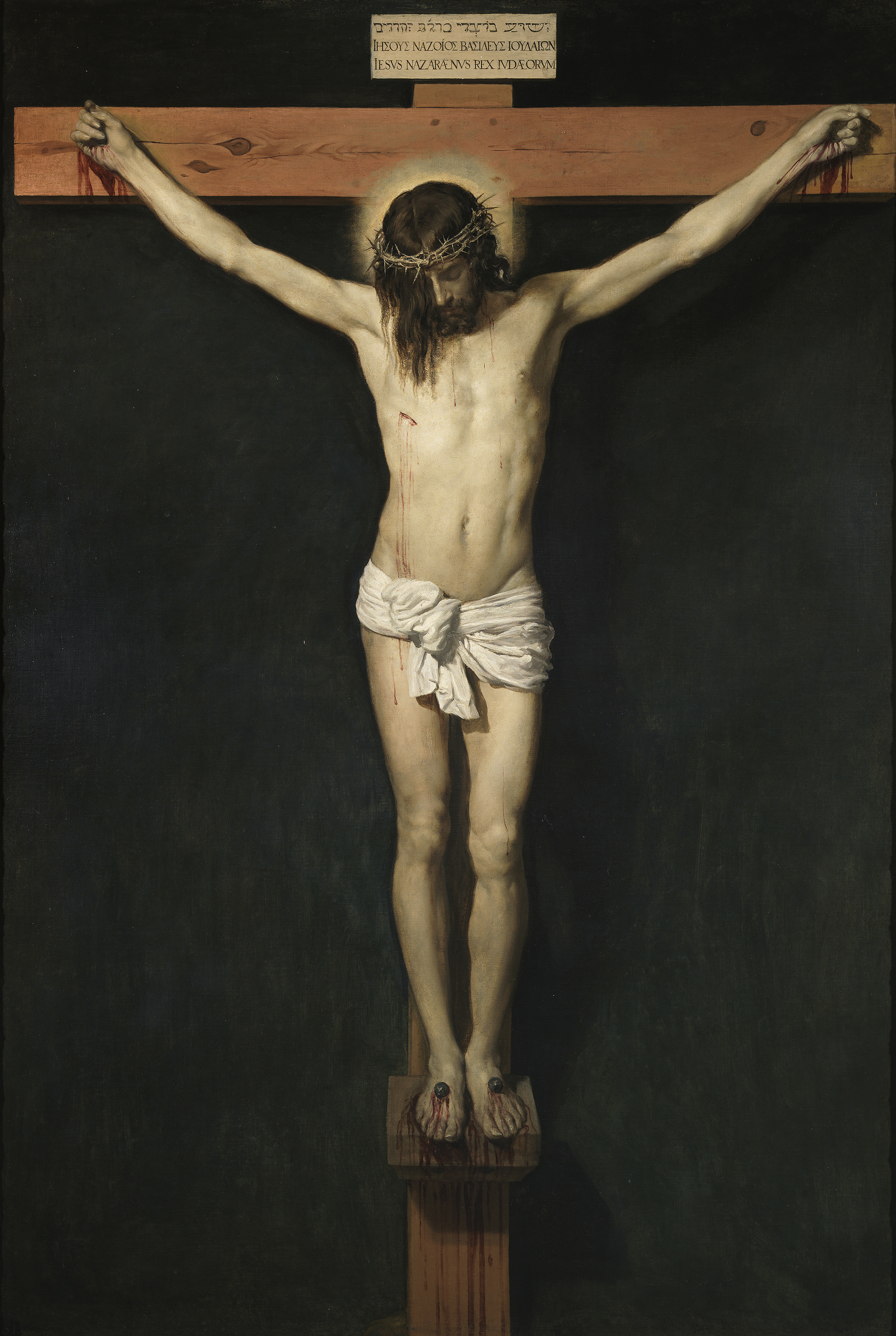
Selon l'adventisme, le sacrifice de Jésus est le seul moyen de salut

De par leur compréhension des enjeux de la grande controverse entre Christ et Satan et de la nature juste et aimante de Dieu, les adventistes du septième jour suivent la tradition méthodiste, elle-même une expression de l'arminianisme,, sur deux points essentiels : la doctrine du salut et la liberté de choix de chaque individu.
Premièrement, les adventistes enseignent que l'être humain est sauvé uniquement par la grâce de Dieu (sola gratia), obtenu par le sacrifice expiatoire du Christ à la croix, car personne ne peut acheter le salut ou se sauver par ses œuvres et son observation de la loi morale. Par conséquent, les adventistes ne croient pas que les applications pratiques de leur foi comme l'observation du sabbat, le mode de vie sanitaire ou les actes de charité sauvent en aucune façon. La grâce de Dieu est totalement imméritée :
Ephésiens 2:8-9 -- « C'est par grâce que vous êtes sauvés par le moyen de la foi. Cela ne vient pas de vous, c'est le don de Dieu. Ce n'est point par les œuvres afin que personne ne se glorifie. »
Romains 3:22-23 -- « Dieu déclare les hommes justes par leur foi en Jésus-Christ, et cela s'applique à tous ceux qui croient, car il n'y a pas de différence entre les hommes. Tous ont péché, en effet, et sont privés de la glorieuse présence de Dieu, et ils sont déclarés justes par sa grâce; c'est un don que Dieu leur fait par le moyen de la délivrance apportée par Jésus-Christ. »
En 1980, l'Église adventiste du septième jour a publié deux textes importants sur la doctrine du salut : les Croyances fondamentales et un document d'étude préparé par l'institut de recherche biblique, intitulé Les dynamiques du salut. La dixième déclaration des croyances fondamentales (l'expérience du salut) indique :
« [...] Cette foi par laquelle nous recevons le salut provient du pouvoir divin de la Parole ; c'est un don de la grâce de Dieu. Par le Christ, nous sommes justifiés, adoptés comme fils et filles de Dieu, et délivrés de la férule du péché. Par l'Esprit, nous naissons de nouveau et sommes sanctifiés ; l'Esprit régénère nos esprits, grave la loi d'amour dans nos cœurs, et nous recevons la puissance nécessaire pour vivre une vie sainte. En demeurant en Lui, nous devenons participants de la nature divine, nous avons l'assurance du salut, maintenant et au jour du jugement. »
Les adventistes enseignent que l'individu qui se repent sincèrement de sa rébellion contre Dieu et de ses péchés reçoit instantanément le pardon de Dieu. Ce pardon est absolument gratuit, total et inconditionnel. Dieu lui pardonne ses péchés, quels que soient leur nombre ou l'ampleur de leurs conséquences. Sa culpabilité est enlevée. Il ressent alors la paix de Dieu, la joie de le connaître et l'assurance du salut.
Comme John Wesley, les adventistes affirment que la sanctification est une conséquence inévitable du salut par la grâce. Cette emphase sur la transformation intérieure par la puissance du Saint-Esprit et sur l'obéissance aux commandements de Dieu ne s'écarte pas du principe de la Réforme protestante de sola fide (la foi seule) car leurs buts sont différents. La grâce de Dieu est la seule cause du salut ; l'obéissance à Dieu en est la conséquence.
Œuvres majeures
- Ellen White, Le meilleur chemin (1892)
- Edward Heppenstall, Salvation Unlimited (1974) --- Le salut illimité
- Hans LaRondelle, Christ Our Salvation (1980) --- Christ notre salut
- Morris Venden, 95 thèses sur la justification par la foi (1988)

#### La liberté de choix
Deuxièmement, la théologie adventiste met beaucoup d'emphase sur la liberté de choix. Elle enseigne que l'être humain a été créé à l’image de Dieu (certes altérée par le péché), c'est-à-dire avec la liberté de choix, de conscience et de réflexion (Genèse 1 :26). Chaque individu est libre d'accepter ou de rejeter l'offre de Dieu du salut. La préscience de Dieu est passive sur ce point : il ne détermine pas les décisions individuelles. Voulant être adoré uniquement par amour, il ne force personne à croire, à l'adorer et à vivre selon ses instructions. Le chrétien vit dans l'assurance du salut et du pardon de Dieu, il persévère dans son expérience chrétienne par la puissance du Saint-Esprit, mais en raison de sa liberté, il peut abandonner la foi, ou décider après d'y revenir.
Deutéronome 30 :19-20 -- « Je prends aujourd’hui le ciel et la terre à témoins : je vous offre le choix entre la vie et la mort, entre la bénédiction et la malédiction. Choisissez donc la vie, afin que vous viviez, vous et vos descendants. Choisissez d’aimer l’Eternel votre Dieu, de lui obéir et de lui rester attachés. »
Les adventistes observent : « Dieu aurait pu empêcher l'existence du péché en créant un univers de robots pour faire seulement ce pour lequel ils sont programmés. Mais l'amour de Dieu réclame qu'il crée des êtres qui peuvent répondre librement à son amour. Une telle réponse est possible uniquement s'ils ont le pouvoir de choisir. » « Chaque homme est libre de choisir ou de rejeter l'offre du salut à travers le Christ. Nous ne croyons pas que Dieu a prédestiné que certains hommes soient sauvés et que d'autres soient perdus. »
Depuis le début de leur mouvement, les adventistes du septième jour ont défendu le droit inaliénable des individus d’être libres de leurs convictions. Ils soutiennent le principe de la liberté de conscience, de culte et de conviction dans le respect de l’ordre public et de la dignité de la personne, et la séparation de l'Église et l'État. Ellen White a déclaré qu'on ne doit pas légiférer la relation entre Dieu et les êtres humains, étant contraire à la nature d’un Dieu juste et aimant qui respecte la liberté de choix de ses créatures. Son royaume n'est pas terrestre (Jean 18 :36). Sa loi morale est inscrite dans la conscience du croyant (Ezéchiel 36:27) et même—partiellement—dans celle de celui qui ne le connaît pas (Romains 2 :14-15).
Les adventistes sont engagés dans la défense des droits de l'homme, incluant la liberté de religion ou de conviction pour tous partout dans le monde, chrétiens et non chrétiens, croyants et incroyants, par l'activisme d'associations comme IRLA, NARLA ou AIDLR.
Œuvres majeures
- Ellen White, Patriarches et prophètes (1890)
- Richard Rice, The Openness of God: The Relationship of Divine Foreknowledge and Human Free Will (1980) --- 
L'ouverture de Dieu : la relation entre la préscience de Dieu et la liberté de l'être humain

### Ecclésiologieet vie chrétienne -«Christ en vous»

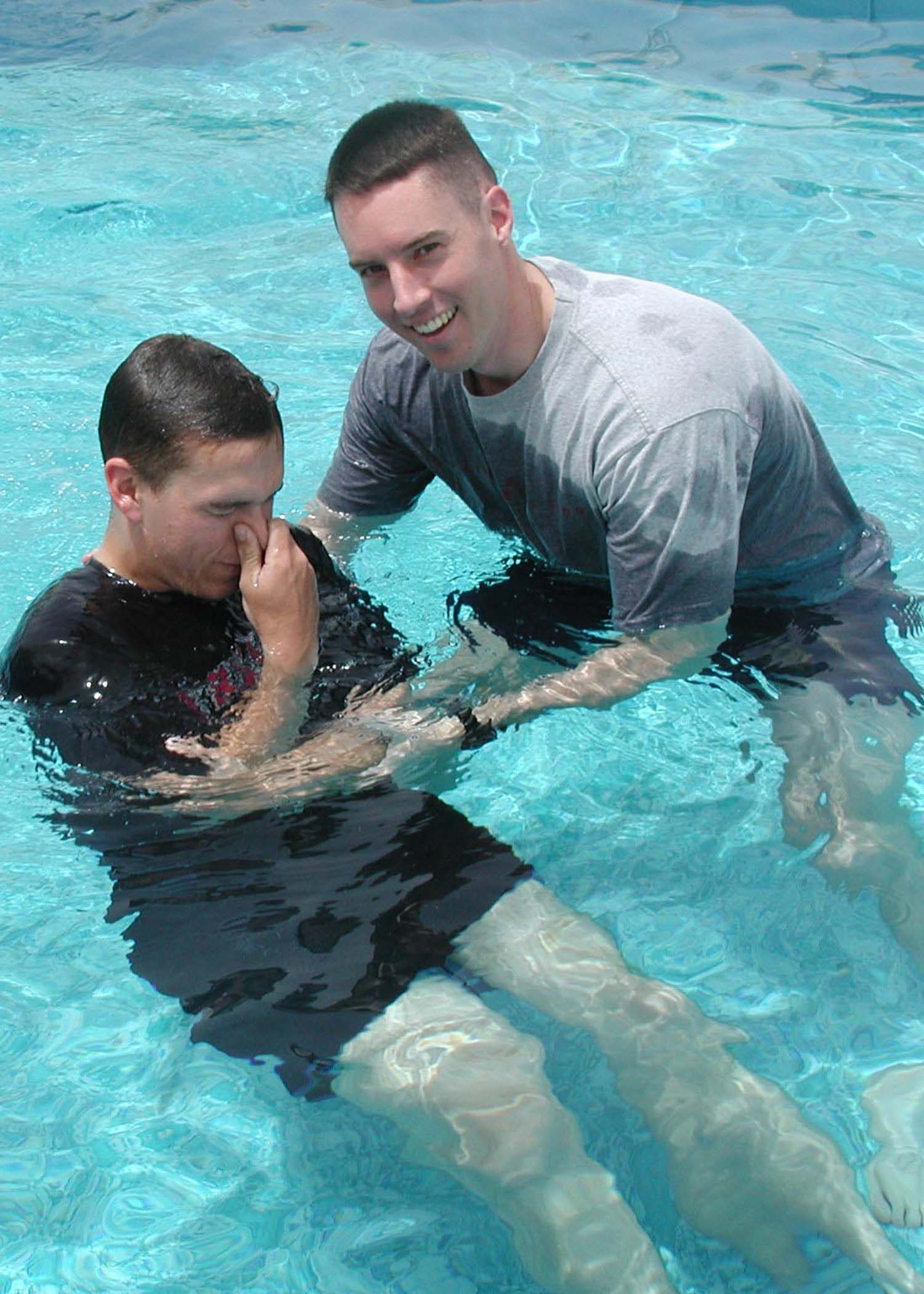
Le baptême par immersion

#### Le baptême
Comme les baptistes, les adventistes du septième jour pratiquent le baptême uniquement par immersion totale. Ils soutiennent qu'il nécessite un choix conscient et une responsabilité morale. Par conséquent, ils ne baptisent pas les nouveau-nés et les enfants. Au lieu de cela, un bébé est présenté devant Dieu au cours d'un service symbolique de consécration. Un pasteur ou un ancien de la congrégation locale encourage les parents à élever l'enfant dans l'amour de Dieu et prie avec eux, demandant à Dieu de leur accorder de la sagesse dans son éducation. La congrégation locale s'associe à la joie des parents, remerciant Dieu pour cette naissance.
Le mot « baptême » vient du mot grec βαπτίζω (baptizó) qui signifie « plonger, immerger ». Selon les adventistes, c'est ainsi que le Christ fut baptisé pour servir d'exemple aux croyants. " Aussitôt baptisé, Jésus remonta de l'eau " (Matthieu 3:16). Jean le Baptiste baptisait dans les eaux des fleuves comme le Jourdain ou l'Enon, " parce qu'il y avait beaucoup d'eau " (Jean 3:23).
Selon la théologie adventiste, le baptême est le symbole de la mort au péché et de la résurrection à une nouvelle vie en Christ (Romains 6:3-10). Le néophyte est plongé dans l'eau en signe d'ensevelissement du " vieil homme " (dirigé par le péché) et remonte à la surface comme un " homme nouveau " (dirigé par Dieu). C'est une nouvelle naissance spirituelle (Jean 3:1-8). Le baptême est simultanément d'eau et d'Esprit, résultant de la repentance du néophyte qui reçoit alors la puissance du Saint-Esprit pour mener une vie chrétienne épanouissante et victorieuse :
Actes 2:38 -- « Repentez-vous, et que chacun de vous soit baptisé au nom de Jésus Christ, pour le pardon de vos péchés; et vous recevrez le don du Saint Esprit. »
2 Corinthiens 5:17 -- « Si quelqu'un est en Christ, il est une nouvelle créature. Les choses anciennes sont passées ; voici, toutes choses sont devenues nouvelles. »

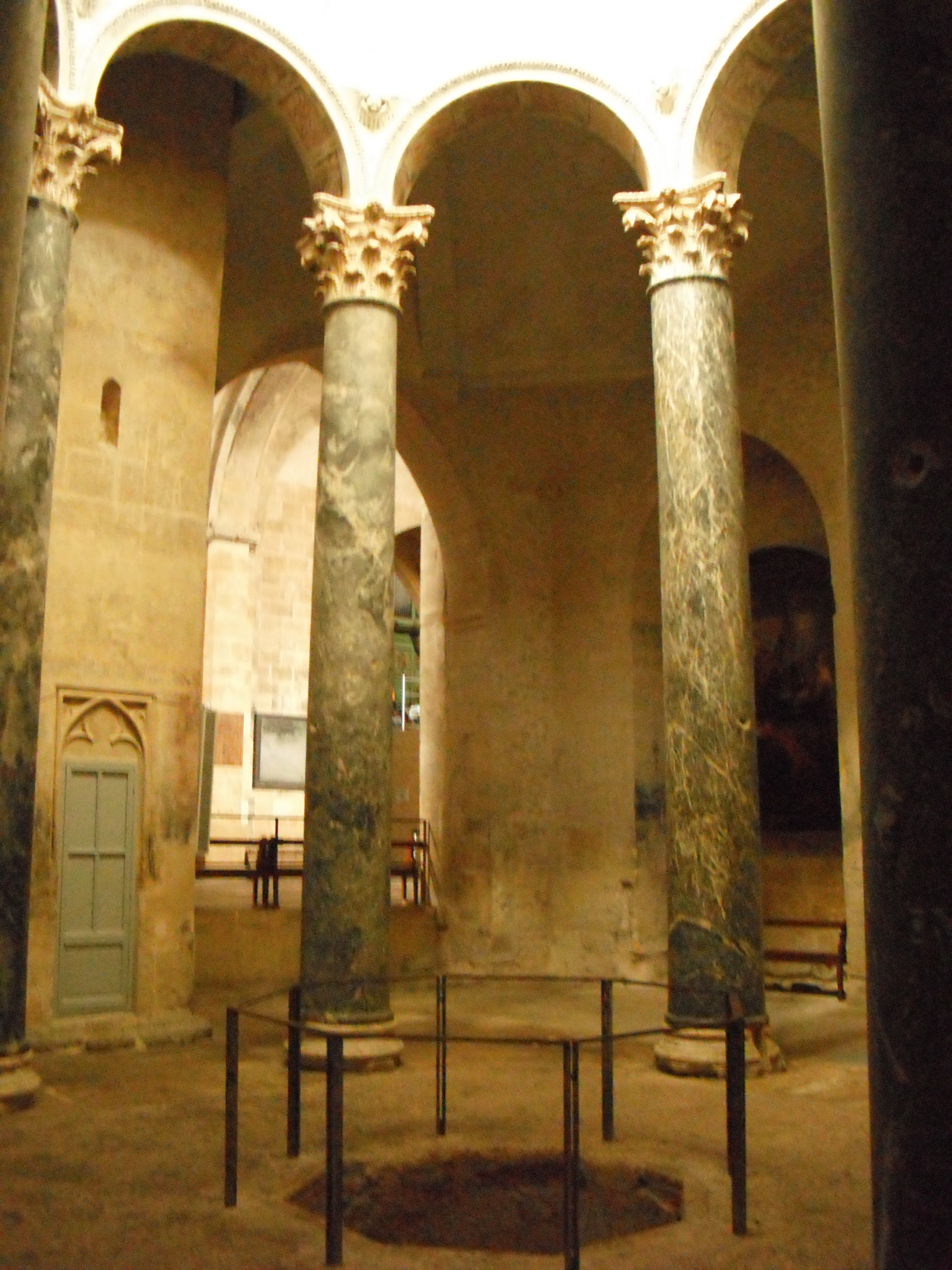
Baptistère d'Aix-la-Chapelle (VIe siècle)

Galates 2:20 -- « Je suis crucifié avec le Christ : ce n'est plus moi qui vis, c'est le Christ qui vit en moi ; ma vie présente dans la chair, je la vis dans la foi du Fils de Dieu, qui m'a aimé et s'est livré lui-même pour moi. »
Aux débuts du christianisme, les baptêmes avaient lieu en plein air, dans les cours d'eau, les points d'eau, les lacs ou à la mer (Actes 8:34-39). Apparaissant à la même période que les basiliques, les premiers baptistères, comme le baptistère Saint-Jean à Poitiers, datent du IVe siècle,. Ils contenaient un bassin (ressemblant à une piscine) souvent creusé dans le sol, en général octogonal, avec des escaliers, dans lequel on immergeait totalement un adulte. Au Ve siècle, les bassins baptismaux furent réduits en surface ou en profondeur,,. Jusqu'au XIIe siècle, certains tableaux sur le baptême de Jésus le montrent debout dans le Jourdain, souvent nu ou buste nu, l'eau lui arrivant aux hanches, ou à la poitrine et même jusqu'au cou,,.
Les adventistes remarquent que de nombreux Pères de l'Église comme Origène, Jean Chrysostome, Tertullien, Basile de Césarée, Grégoire de Nazianze, Ambroise de Milan, Augustin d'Hippone, Cyrille de Jérusalem, Jérôme de Stridon ou Eusèbe de Césarée furent baptisés par immersion à l'âge adulte (à 30 ans ou davantage), bien qu'ils grandirent dans des familles chrétiennes. Certains écrivirent des instructions pour les catéchumènes mais, comme la Didaché (le plus ancien manuel chrétien de prescriptions disciplinaires), ils ne mentionnèrent jamais le baptême des enfants. Tertullien écrivit : « On ne naît pas chrétien, on le devient ». Sur la base des évidences archéologiques, George Rice conclut que l'immersion était le mode de baptême habituel des dix ou quatorze premiers siècles du christianisme.
Les adventistes ont repris les conclusions des réformateurs protestants comme Martin Luther, Jean Calvin ou John Wesley qui reconnurent la validité du baptême par immersion (un pléonasme en soi), des anabaptistes (signifiant " les rebaptiseurs " parce qu'ils se faisaient baptiser à l'âge adulte) et d'autres chrétiens qui insistaient sur l'importance de la repentance et de l'engagement avec Dieu dans l'administration du baptême. Dès le début du mouvement, ils ont pratiqué le baptême par immersion.
Les adventistes considèrent le baptême comme étant la confession publique du converti de son engagement avec Christ. C'est une condition pour devenir membre de l'Église adventiste du septième jour. Le candidat le reçoit seulement après avoir suivi des études bibliques. Être baptisé ne sauve pas mais par cet acte public, une personne manifeste sa repentance et son désir de mener une vie transformée par la puissance du Saint-Esprit. Dans les cas extrêmes d'incapacité à se mouvoir (maladie, handicap) pour être baptisée, une personne peut accepter Christ comme son Sauveur personnel et devenir membre de l'Église adventiste du septième jour par profession de foi.

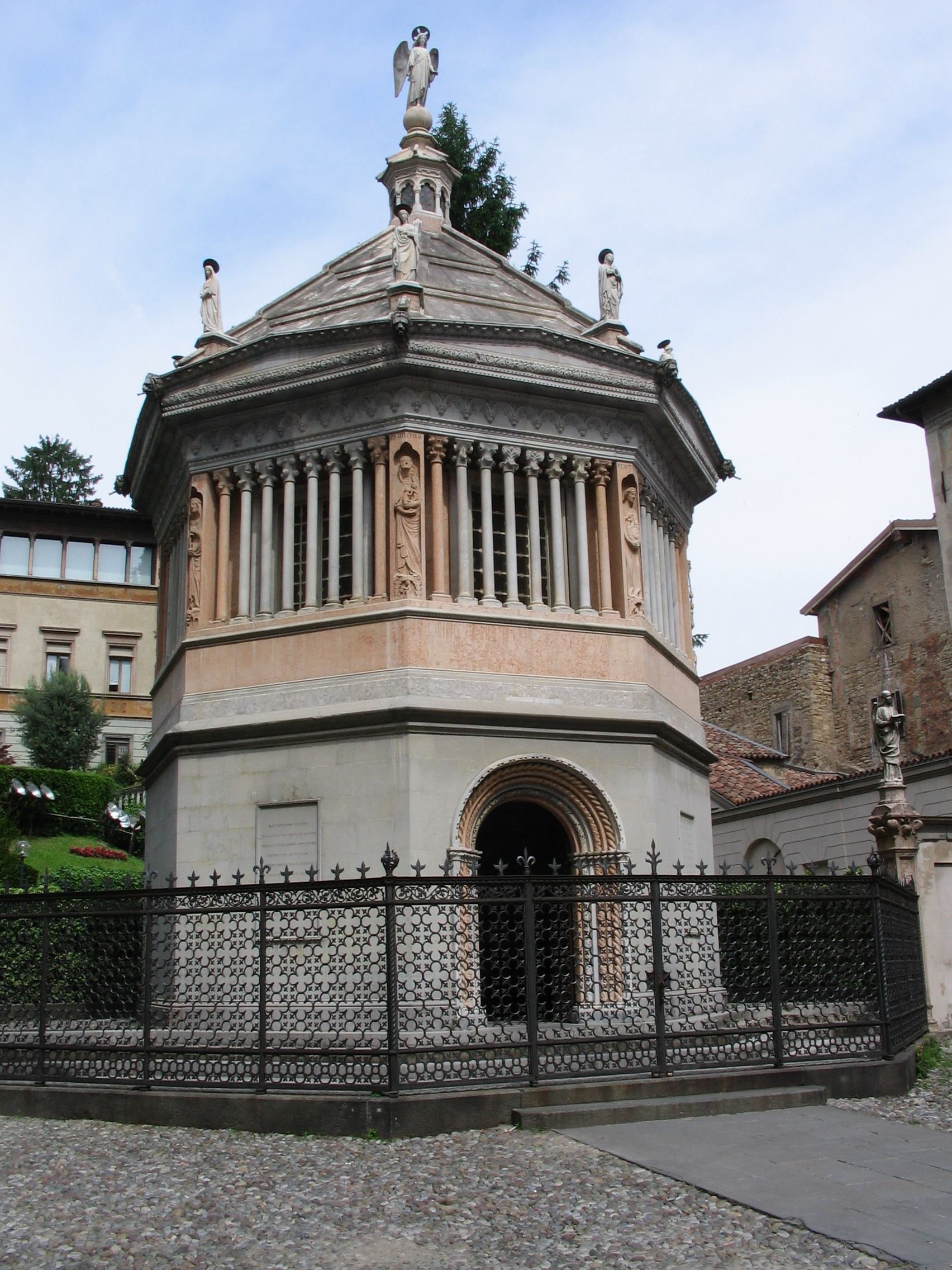
Baptistère (Bergame, Italie)
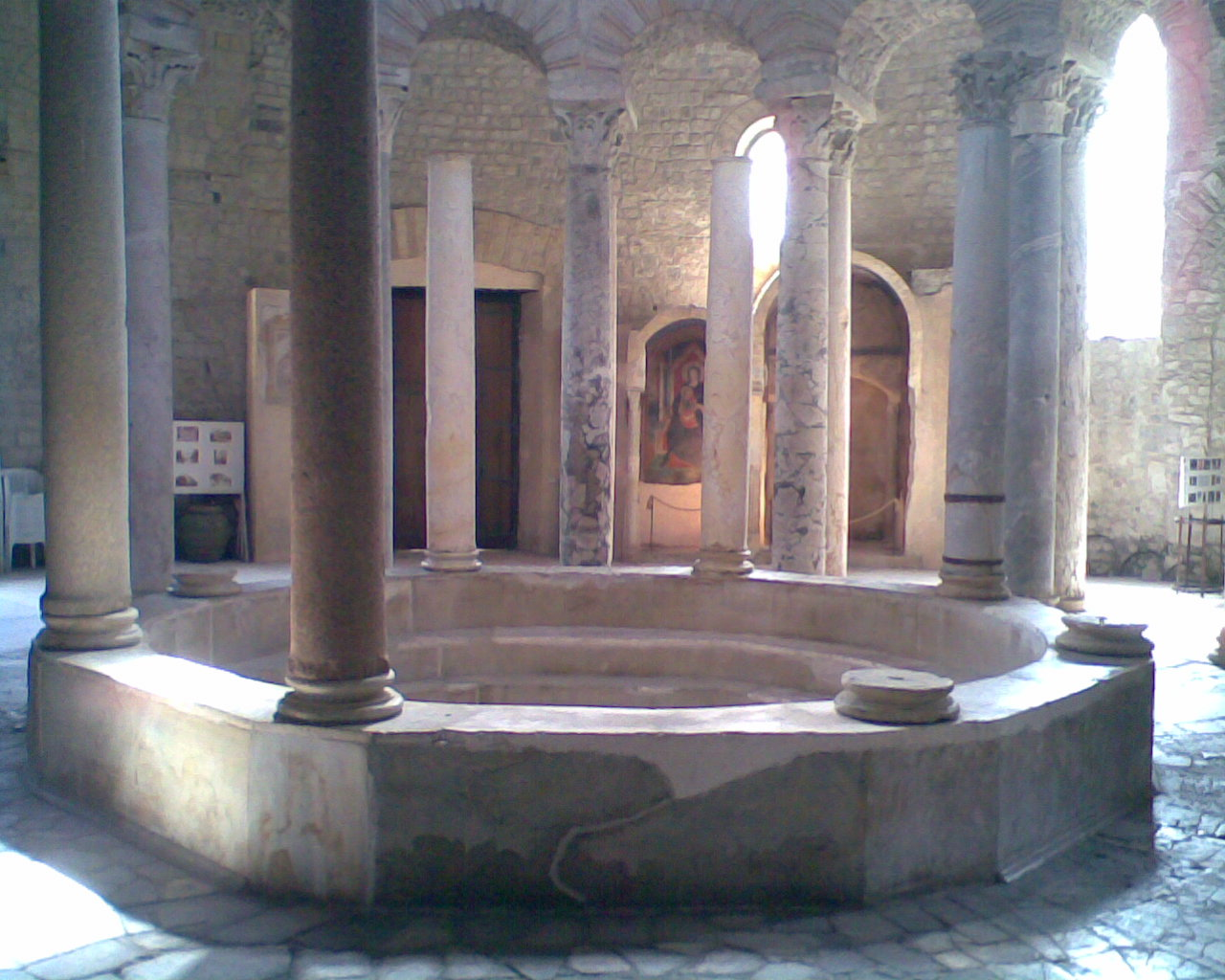
Bassin baptismal, VIe siècle (Nocera Superiore, Italie)
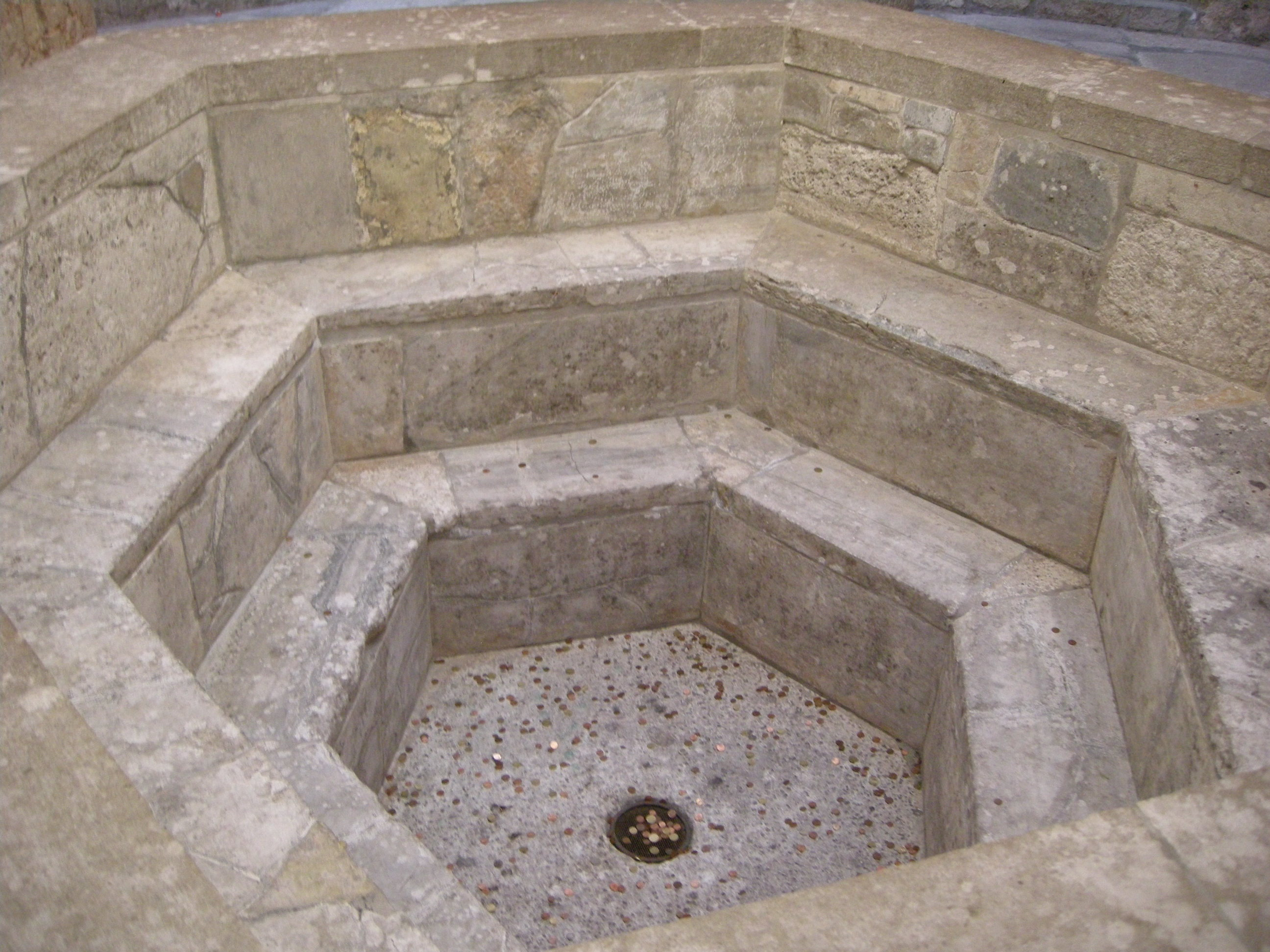
Bassin baptismal (Aquilée, Italie)
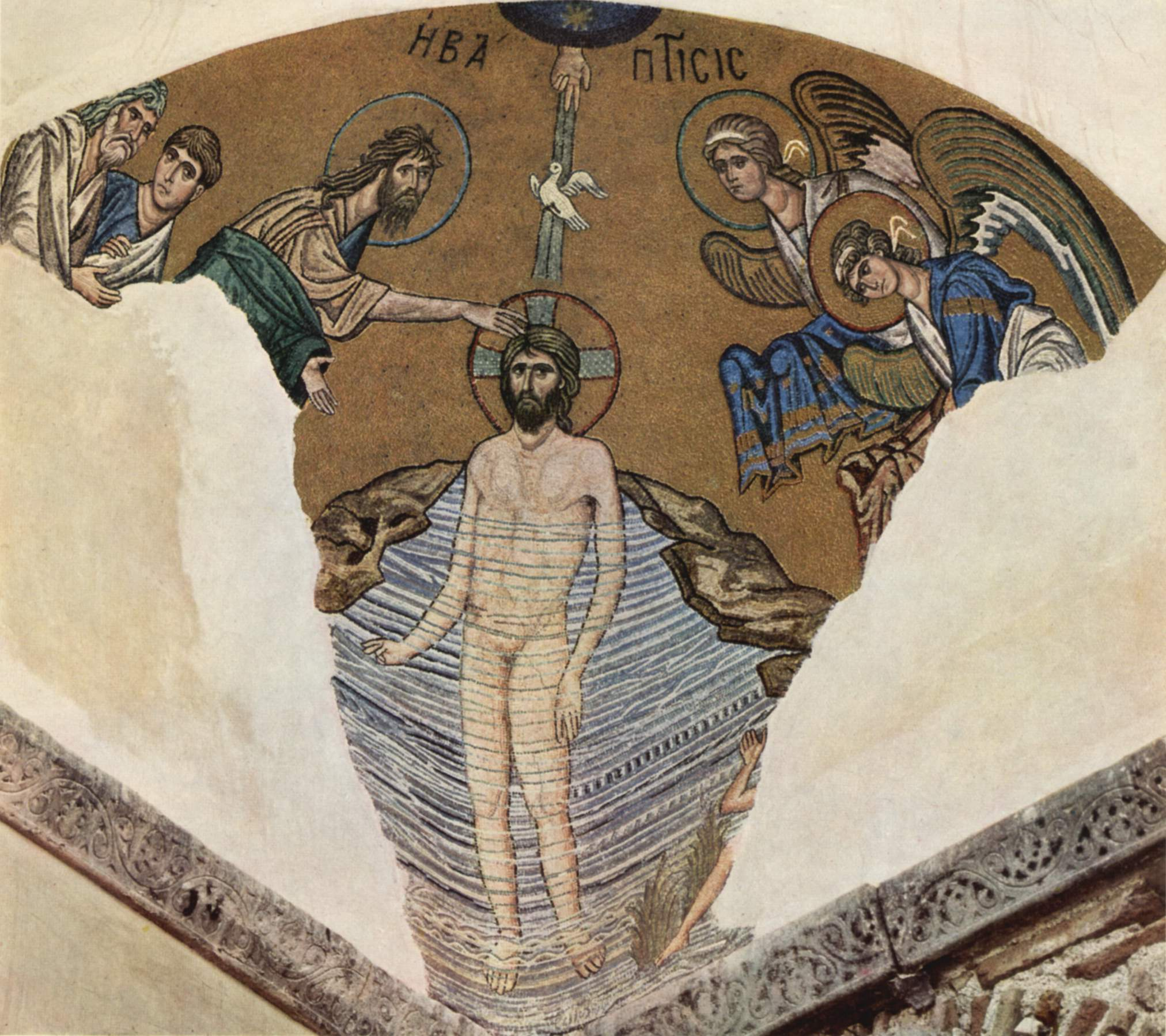
Le baptême du Christ, 1100 (monastère de Daphni, Grèce)

Œuvres majeures
- B.F. Snook, Christian Baptism (1861) --- Le baptême chrétien
- Joseph Wagonner, Thoughts on Baptism (1891) --- Pensées sur le baptême
- William Johnsson, Clean! The Meaning of Christian Baptism (1980) --- Purifié ! : La signification du baptême chrétien

#### Le service de communion
Comme le réformateur protestant, Ulrich Zwingli, les adventistes du septième jour enseignent que le pain et le vin (jus de raisin) du « repas du Seigneur » sont des symboles du corps et du sang du Christ. À l'instar de la confession de foi de Westminster de 1647 de l'Église d'Écosse, ils soulignent que ce service n'est pas un sacrifice mais seulement une commémoration. Cependant selon la seizième croyance fondamentale (la sainte cène), " le Christ est présent pour rencontrer son peuple et le fortifier " durant cette expérience. Comme il l'a enseigné, les adventistes pratiquent le " service d'humilité " du lavement des pieds avant de partager les emblèmes au cours de la sainte-cène (Jean 13:1-15).
Selon la théologie adventiste, le service de communion est un mémorial de la crucifixion et de la résurrection du Christ, et une promesse de son retour.
1 Corinthiens 11:26 -- « Car toutes les fois que vous mangez de ce pain et que vous buvez cette coupe, c'est la mort du Seigneur que vous annoncez, jusqu'à-ce qu'il vienne. »
Les théologiens adventistes observent qu'aux premiers temps du christianisme, le repas du Seigneur était célébrée en conjonction avec l'agape (la " fête de l'amour "), un repas fraternel au bénéfice des pauvres (1 Corinthiens 11:20-22). Des abus conduisirent à cesser la pratique vers le milieu du IIIe siècle : le service de communion fut alors séparé du repas fraternel. Durant le Ier siècle, le pain et le vin étaient considérés comme des symboles.
L'Église adventiste du septième jour célèbre habituellement la cène une fois par trimestre pour éviter de tomber dans la routine et la formalité. Les adventistes pratiquent la « communion ouverte » aux autres chrétiens. Ellen White indiqua que « l'exemple du Christ interdit l'exclusivité au repas du Seigneur », à moins d'un péché ouvertement pratiqué.
Selon les adventistes, les services du baptême et de la communion sont aux chrétiens ce que la circoncision et la Pâque furent pour les hébreux. Comme la circoncision, le baptême est le signe d'entrée et d'appartenance à la communauté des croyants. Et de même que la Pâque était un mémorial de la délivrance de l'esclavage en Égypte, le repas du Seigneur est un mémorial de la délivrance du péché à la croix (le salut).

#### Les dix commandements
Selon la dix-neuvième croyance fondamentale (la loi de Dieu) de l'Église adventiste, « les grands principes de la loi de Dieu sont contenus dans les dix commandements » et sont « impératifs pour tous les hommes de tous les temps ». Les lois cérémonielles et les sacrifices de l'Ancien Testament ont été accomplis par la mort de Jésus-Christ mais les principes de la loi morale demeurent valables éternellement et universellement. Les mots de Jésus-Christ sont le fondement de cette conviction :
Matthieu 5:17-19 -- « Ne pensez pas que je sois venu pour abolir la Loi ou les Prophètes. Je ne suis pas venu pour abolir mais pour accomplir. Amen, je vous le dis, en effet, jusqu'à-ce que le ciel et la terre passent, pas un seul iota ou un seul trait de lettre de la Loi ne passera, jusqu'à-ce que tout soit arrivé. Celui donc qui violera l'un de ces plus petits commandements et qui enseignera aux gens à faire de même sera appelé petit dans le royaume des cieux, mais celui qui les mettra en pratique et les enseignera, celui-là sera appelé grand dans le royaume des cieux. »
Les dix commandements, écrites sur les deux tables transmises à Moïse (Exode 31:18), démarrent par la négation, « tu ne [feras] pas... » (pour des raisons de concision favorisant la mémorisation), mais leurs préceptes sont intrinsèquement positifs. Ils sont le transcrit du caractère de Dieu, contenant des principes éternels résumés par deux lois générales : l'amour pour Dieu (les quatre premiers commandements sur la première table) et l'amour pour le prochain (les six derniers commandements sur la deuxième table).

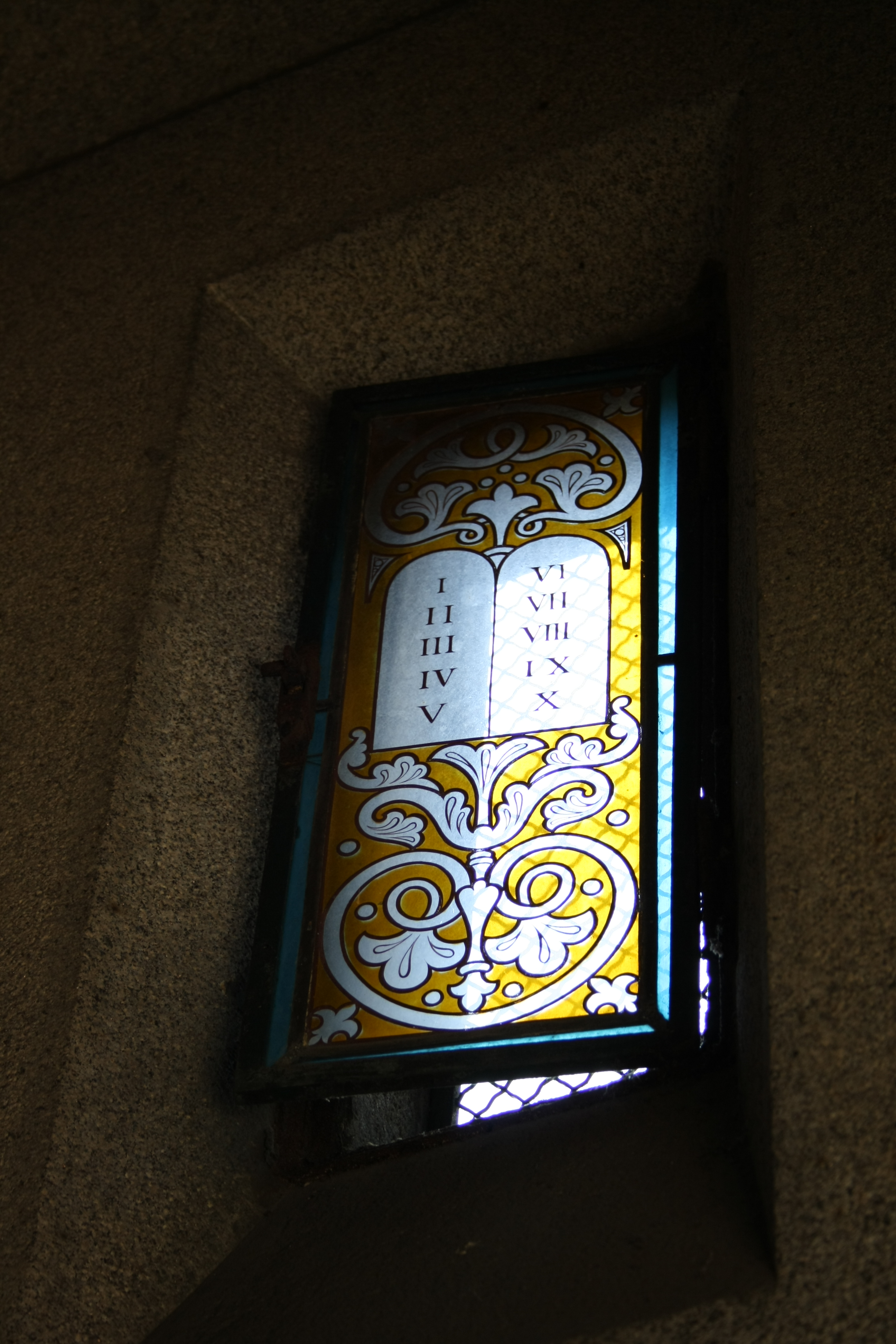
Représentation graphique des dix commandements

Matthieu 22:37-40 -- « Tu aimeras le Seigneur de ton Dieu, de tout ton cœur, de toute ton âme et de toute ton intelligence. C'est là le grand commandement, le premier. Un second cependant lui est semblable : Tu aimeras ton prochain comme toi-même. De ces deux commandements dépendent toute la Loi et les Prophètes. »
|    | Les dix commandements                                                                                                 | Principes                          |
| -- | --- | ---------------------------------- |
| 1  | Tu n'auras pas d'autres dieux devant moi.                                                                             | Adorer Dieu seul                   |
| 2  | Tu ne te feras pas d'idole... Tu ne te prosterneras pas devant de telles idoles et tu ne leur rendras pas de culte... | Adorer Dieu spirituellement        |
| 3  | Tu n'utiliseras pas le nom de l'Éternel ton Dieu pour tromper...                                                      | Respecter la réputation de Dieu    |
| 4  | Souviens toi du sabbat, pour en faire un jour sacré...                                                                | Adorer Dieu durant son temps sacré |
| 5  | Honore ton père et ta mère...                                                                                         | Respecter ses parents              |
| 6  | Tu ne commettras pas de meurtre.                                                                                      | Respecter la vie humaine           |
| 7  | Tu ne commettras pas d'adultère.                                                                                      | Respecter le mariage et la famille |
| 8  | Tu ne commettras pas de vol.                                                                                          | Respecter le bien d'autrui         |
| 9  | Tu ne porteras pas de faux témoignage contre ton prochain.                                                            | Respecter la réputation d'autrui   |
| 10 | Tu ne convoiteras pas...                                                                                              | Garder ses pensées pures           |

Les adventistes du septième jour soulignent que le but de la loi morale n'est pas de sauver mais de révéler la connaissance du péché. Elle indique à l'être humain sa condition de pécheur devant Dieu. Elle le convainc de rébellion et de sa transgression. Elle lui montre son besoin d'un Sauveur et de la grâce de Dieu. En 1855, James White écrivit sans aucune trace d'ambiguïté : « Que cela soit clairement compris. Il n’y a pas de salut dans la loi, c’est-à-dire qu’elle n’a pas de qualité salvatrice ».
Cette compréhension du rôle de la loi morale n'efface pas cependant la permanence de ses principes. La grâce de Dieu ne l'annule pas. Jésus-Christ ne l'a pas éliminé mais l'a parfaitement accompli. Il a payé le prix de sa transgression à la place des transgresseurs. À la croix, il a été « fait péché » (Ésaïe 53:3-6), mourant à leur place pour satisfaire la sentence de la loi de Dieu. Selon la théologie adventiste, il est impossible au croyant d'être sauvé par ses œuvres et par l'observation de la loi morale (le légalisme). Mais cela ne signifie pas une vie chrétienne contraire aux principes éternels du bien et de la loi de Dieu (l'antinomisme).
Romains 3:31 -- « Anéantissons-nous donc la loi par la foi ? Loin de là ! Au contraire, nous confirmons la loi. »
Romains 7:12 -- « La loi est sainte ; le commandement est saint, juste et bon. »
Les théologiens adventistes observent que des pères de l'Église comme Irénée de Lyon, Clément d'Alexandrie, Origène et Augustin d'Hippone, ainsi que des réformateurs protestants comme John Wesley ont affirmé que la loi morale est éternelle, qu'elle n'a pas été abolie et que son observation ne s'oppose pas à la grâce de Dieu. Ulrich Zwingli indiqua que la loi est « une manifestation de la volonté de Dieu, et comme la volonté de Dieu, elle est éternelle ».
Œuvres majeures
- Millian Andreasen, The Faith of Jesus and the Commandments of God (1939) --- « La foi de Jésus et les commandements de Dieu »
- Taylor Bunch, The Ten Commandments (1944) --- « Les dix commandements »
- Harold Richards, What Jesus Said (1958) --- « Ce que Jésus disait »
- Marvin Moore, The Gospel vs. Legalism (1994) --- « L'évangile contre le légalisme »

#### L'Église et le ministère pastoral
Dans son organisation ecclésiale, l'Église adventiste du septième jour s'est inspirée du modèle de l'Église chrétienne primitive, mais aussi des méthodistes et des presbytériens. Elle affirme que Jésus-Christ est le seul chef de l'Église :
Éphésiens 5:23 --- « Le Christ est la tête de l'Église qui est son corps et dont il est le Sauveur. »
Le mot « église » vient du mot grec ἐκκλησία (ekklesia) qui signifie littéralement " appelés hors de " ou " assemblée ". À ce titre, elle est " la communauté des croyants ". Elle a été fondée par Jésus-Christ lui-même. D'après le Nouveau Testament, les apôtres (les Douze et leurs associés) furent des missionnaires itinérants qui allèrent de lieu en lieu et fondèrent des communautés chrétiennes. Une congrégation locale était dirigée par un ancien (ou plusieurs), appelé presbyteros (le dirigeant d'âge mûr) ou episcopos (le conducteur, l'évêque) et assisté par un diakonos (diacre) ou plusieurs. Selon les évidences bibliques et archéologiques, des chrétiennes occupèrent des rôles de direction à l'anciennat et au diaconat jusqu'au IIIe siècle, d'autant plus que les chrétiens se réunissaient dans les maisons—jusqu'au IVe siècle. Romains 16:7 mentionne aussi un couple d'apôtres, Andronicus et sa femme Junia.

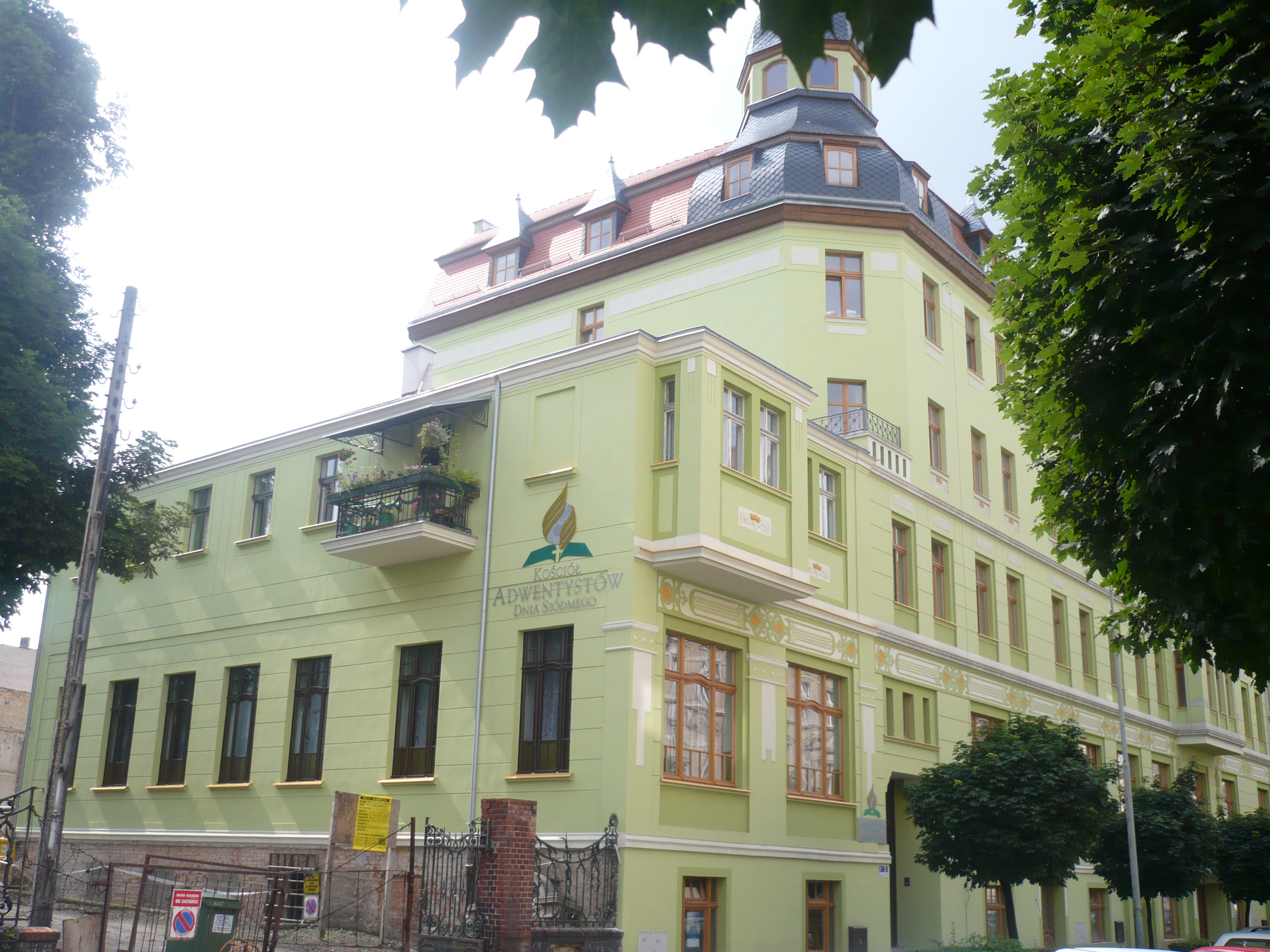
Église adventiste, Pologne

L'organisation adventiste s'est au départ largement inspirée de ce modèle. Jusqu'aux années 1920, les pasteurs adventistes furent essentiellement des évangélistes (des professionnels de l'évangélisation) et des missionnaires itinérants comme les circuit riders méthodistes, laissant aux anciens la charge du soutien pastoral des congrégations locales. Puis deux formes de ministère se sont établies en fonction des secteurs du monde. Dans les pays du Nord, la plupart des pasteurs s'occupent d'une église locale. Dans les pays du Sud, la plupart des pasteurs supervisent plusieurs églises locales.
L'Église adventiste du septième jour est démocratique dans ses processus de décision. Tous les membres baptisés participent aux décisions de leur congrégation locale. Un système de représentation proche du système ecclésial presbytérien permet aux délégations des églises locales de s'impliquer dans les décisions de leur Fédération (ou Mission) par la discussion et le vote. Au niveau mondial, toutes les Unions adventistes sont représentées au concile annuel de la Conférence générale (la direction mondiale), et toutes les Fédérations et Missions le sont lors sa session générale quinquennale.
L'organisation adventiste est essentiellement pragmatique mais Arthur Daniells, Harold Richards et Russell Burrill ont appelés (au moins en partie) à un retour au mode initial du ministère des pasteurs, argumentant que le pastorat sédentaire engendre une attitude de dépendance spirituelle et de la passivité chez les fidèles.
Dans l'Église adventiste, les femmes sont encouragées à s'impliquer dans toutes les formes de ministère mais elles ne sont pas ordonnées comme pasteures. Jusqu'à la Grande Dépression économique de 1929, il y avait des pasteures (non ordonnées) et des directrices de départements à tous les niveaux de l'organisation. Mais entre 1929 et 1933, les revenus de l'Église adventiste diminuèrent des deux tiers. Un grand nombre d'employés furent licienciés, et en majorité des femmes. Peu à peu, depuis les années 1960, l'afflux de femmes s'engageant dans le pastorat adventiste augmente. Dans les années 1990, la possibilité qu'elles soient ordonnées fut discutée et passée au vote à deux reprises en session de la Conférence générale sans dégager de majorité en sa faveur. Néanmoins, dans certaines Divisions, les pasteures sont « commissionnées » au cours d'une cérémonie identique à l'ordination de leurs confrères masculins. Elles peuvent baptiser et conduire des cérémonies de mariage.
La réticence à ordonner des femmes au ministère pastoral n'est pas d'ordre théologique mais culturel. Selon les enquêtes, la plupart des théologiens adventistes ne voient aucune objection biblique à l'ordination des femmes, étant cohérente avec le principe du " sacerdoce de tous les croyants " et de l'égalité des sexes devant Dieu. Mais c'est une autre histoire pour l'ensemble de l'Église. Les adventistes du Nord y sont largement favorables mais le Sud n'est pas encore prêt.
Œuvres majeures
- Earl Cleveland, The Church--Servant to the World (1983) --- L'Église : au service du monde
- Norskov Olsen, Myth and Truth About Church, Priesthood and Ordination (1990) --- Mythe et vérité sur l'Église, le sacerdoce et l'ordination
- Patricia Habada et Rebecca Frost Brillhart, éd, The Welcome Table: Setting a Place for Ordained Women (1995) --- 
La table d'invitation : établir un espace pour les femmes ordonnées
- Nancy Vyhmeister, éd, Women in Ministry: Biblical and Historical Perspectives (1998) --- Les femmes dans le ministère : perspectives bibliques et historiques
- Russell Burrill, Recovering an Adventist Approach to the Life and Mission of the Local Church (1998) --- 
Retrouver une approche adventiste pour la vie et la mission de l'église locale

#### Les dons spirituels
Les adventistes du septième jour enseignent que tous les êtres humains peuvent lire la Bible, prier et avoir le même accès à Dieu. Selon le principe du " sacerdoce universel ", tous les croyants (clergé et laïcat, hommes et femmes) sont des ministres de l'évangile, ayant reçu " le ministère de la réconciliation " (2 Corinthiens 5:17-18). Selon la dix-septième croyance fondamentale (dons spirituels et ministères), " à toutes les époques, Dieu pourvoit tous les membres de son Église de dons spirituels " pour soutenir la foi des croyants, annoncer l'évangile et servir l'humanité.
Selon la théologie adventiste, le Saint-Esprit—au symbole de la colombe—distribue des ministères et des dons spirituels à tous les croyants 
(Éphésiens 4:11-13 1 Corinthiens 12:4-11). Il existe une grande diversité de ministères. Un ministère est une fonction dans l'Église, notamment de direction, d'enseignement, d'évangélisation ou de service (pasteur, ancien, diacre, etc.), ou une activité à laquelle l'adventiste consacre sa vie (le service humanitaire, le soin des malades, l'éducation, le témoignage par le chant, etc.), qu'il soit ou non un salarié de la dénomination. Pour servir Dieu et mener à bien leur ministère, tous les croyants possèdent au moins un don spirituel : la capacité d'administrer, de diriger, d'enseigner, de soigner, de secourir, etc. L'unique objectif des dons spirituels est de fortifier la foi des croyants et de l'éveiller auprès des non croyants (1 Corinthiens 14:3).
Dans l'histoire de l'Église adventiste, il y a eu des cas isolés de glossolalie (le parler en langue) mais elle a été critique et prudente vis-à-vis des manifestations charismatiques. Les adventistes considèrent que le seul don des langues légitime est la xénoglossie (parler une langue humaine connue sans l'avoir apprise), le plus souvent dans des situations exceptionnelles. Le livre des Actes des apôtres rapporte que lors de la fête de la Pentecôte à Jérusalem, les apôtres reçurent la plénitude du Saint-Esprit et présentèrent l'évangile aux visiteurs d'une quinzaine de pays dans leur langue maternelle (Actes 2:1-11).
Œuvres majeures

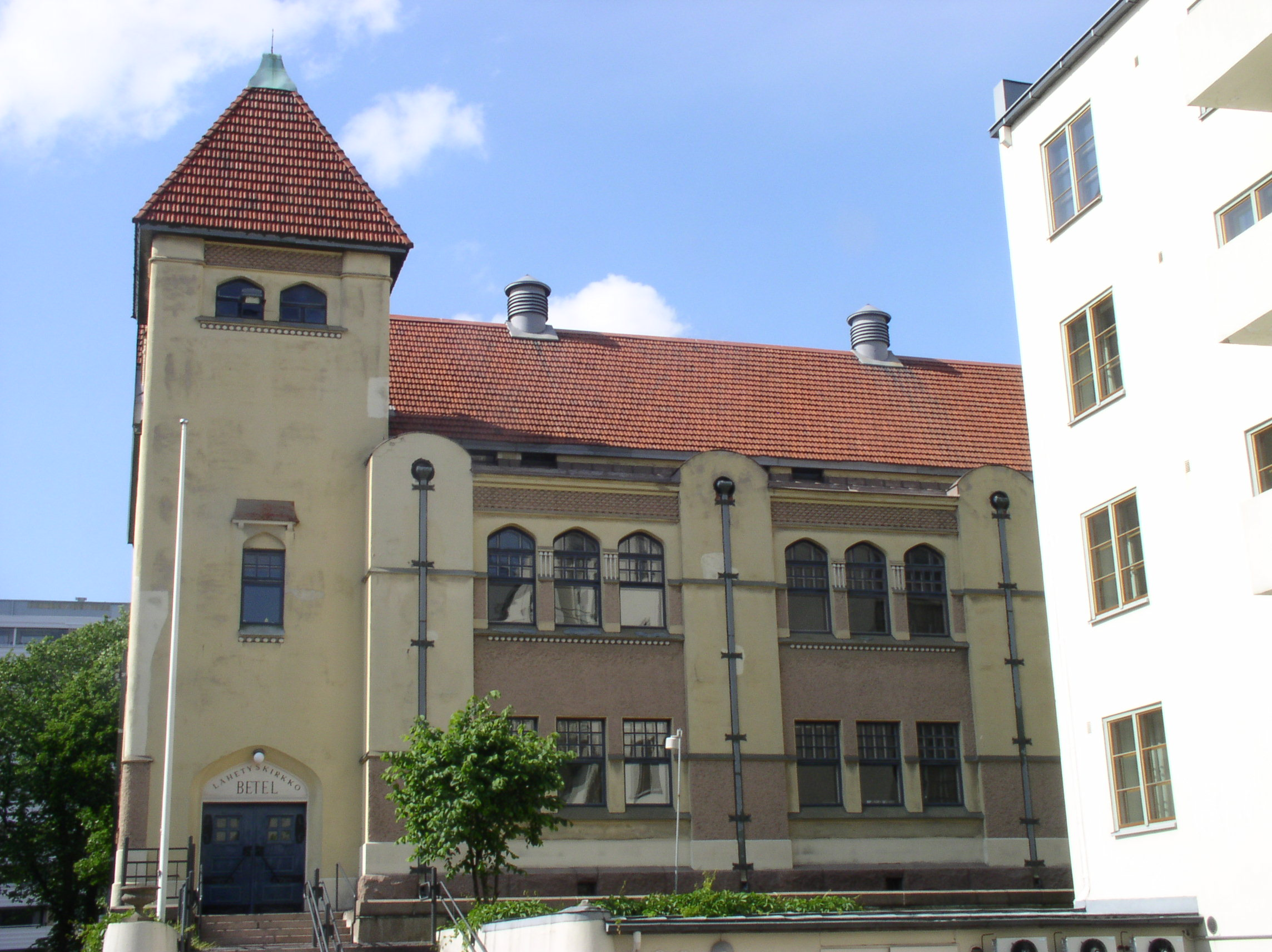
Église adventiste, Finlande

- Housel Jemison, A Prophet Among You (1955) --- Un prophète parmi vous
- Jan Paulsen, When the Spirit Descend (1977) --- Quand l'Esprit descend
- Gerhard Hasel, Speaking in Tongues: Biblical Speaking in Tongues and Contemporary Glossolalia (1991) --- 
Parler en langues : le don des langues biblique et la glossolalie contemporaine

### Eschatologie-«Dieu est lumière»

#### L'Église du reste
Plaçant sa raison d'être dans le contexte du temps de la fin, l'Église adventiste du septième jour s'identifie au " reste " d'Apocalypse 12:17 qui, selon la treizième croyance fondamentale (l'Église du reste et son mandat), " proclame que l'heure du jugement est venue, prêche le salut par le Christ et annonce la proximité de sa seconde venue ". Son mandat est résumé dans le " message des trois anges " d'Apocalypse 14:6-12, invitant le monde à se préparer à la venue en gloire de Jésus-Christ.
Selon la théologie adventiste, le terme " reste " exprime la fidélité à Dieu, non l'exclusivité. Il englobe tous ceux qui suivent ses enseignements, qui " marchent dans la toute la lumière qu’ils ont reçue ". Les adventistes n'enseignent pas qu'ils sont les seuls sauvés.
Œuvres majeures
- James White, Bible Adventism (1877) --- L'adventisme biblique
- John N. Andrews, The Three Messages of Revelation XIV, 6-12 (1877, 1892) --- Le message des trois anges d'Apocalypse 14:6-12
- Francis Wilcox, The Testimony of Jesus (1944) --- Le témoignage de Jésus
- Hans LaRondelle, The Israel of God in Prophecy (1983) --- L'Israël de Dieu dans la prophétie

#### L'esprit de prophétie
Directement connecté à la préparation au retour du Christ est le besoin de " l'esprit de prophétie " (ou " l'esprit des prophètes ", Apocalypse 19:9-10, 22:6). L'Église adventiste du septième jour considère que le don de prophétie a été manifesté dans le ministère d'Ellen White. Elle se réfère parfois à Ellen White, à son ministère ou à ses écrits par le terme " l'esprit de prophétie ". La dix-huitième croyance fondamentale (le don de prophétie) déclare que ses écrits sont :
« [...] une source constante de vérité qui fait autorité et procure à l'Église encouragement, directives, instructions et répréhension. Ils affirment que la Bible est le critère auquel il faut soumettre tout enseignement et toute expérience. »
Deux autres déclarations officielles sur le ministère prophétique d'Ellen White ont été votées lors de sessions de la Conférence générale de l'Église adventiste :
- Déclaration de confiance en juin 1995 à Utrecht aux Pays-Bas
- Déclaration de résolution en juin 2010 à Atlanta aux États-Unis

Au début du ministère d'Ellen White, les adventistes du septième jour poursuivirent des recherches sur la doctrine des dons spirituels, incluant le don de prophétie. Ils soumirent ses déclarations et les manifestations de son ministère aux critères bibliques d'identification d'un prophète. Vers les années 1880, son autorité était bien établie parmi les adventistes. Les dirigeants de l'Église recherchèrent ses conseils et exprimèrent leur gratitude, à leurs yeux, pour la direction de Dieu par son intermédiaire. Ellen White ne s'attribua jamais le titre de prophétesse. Néanmoins, elle concéda d'être appelée « la messagère du Seigneur ». Elle définit son rôle comme étant d'inciter à l'étude de la Bible, l'autorité finale en matière de foi et de doctrine, et à la réforme de la vie chrétienne.

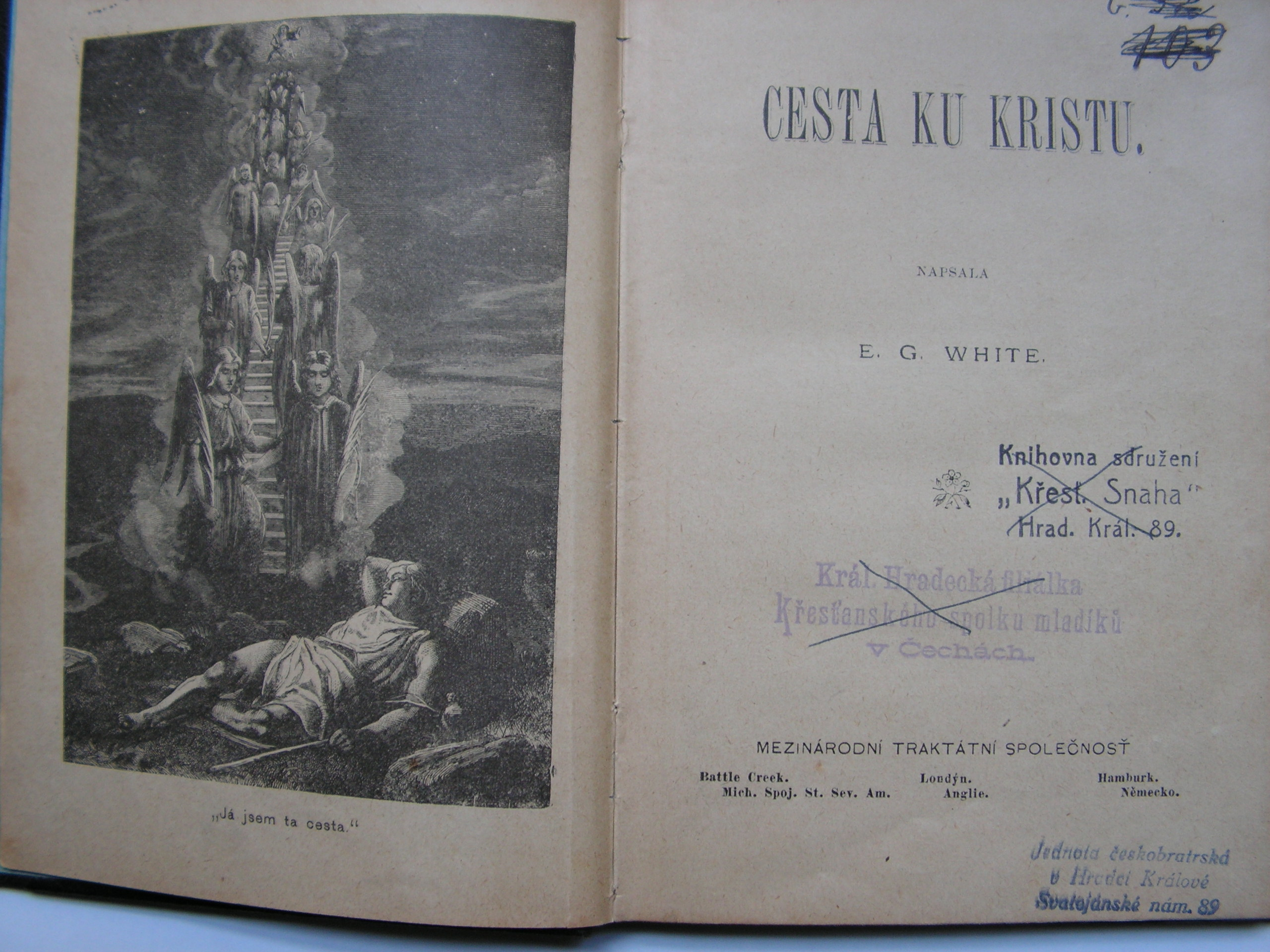
Première édition tchèque en 1894 du livre Le meilleur chemin d'Ellen White

À partir des années 1890, certains adventistes (comme Stephen Haskell, Alonzo Jones ou Dr. David Paulson) ont soutenu la conception de l'inspiration verbale et innérante des écrits d'Ellen White, influencés par le mouvement fondamentaliste naissant de certains protestants américains en réaction contre le libéralisme théologique de la critique radicale. Elle rejeta catégoriquement ce genre de suggestion, rappelant qu'elle n'était pas parfaite et infaillible, ni une autorité dans des domaines comme l'histoire, la médecine ou la science. Ses plus proches collaborateurs (Arthur Daniells, William Prescott et William White) ont défendu l'inspiration par la pensée de ses écrits et ont désavoué la notion d'inerrantisme, notamment à la conférence biblique de Washington en 1919.
Aujourd'hui, certains théologiens adventistes parlent dans un sens plus élargi d’une inspiration de la personne entière. Angel Rodriguez indique que " Dieu s'adresse à la personnalité totale de l'individu et non seulement à un aspect de la personnalité des prophètes, tel que par exemple, leurs capacités verbales ". Selon Ellen White, l’inspiration n’agit pas sur les mots du messager mais sur l’individu lui-même, qui reçoit des pensées sous l'influence du Saint-Esprit. Jud Lake explique que la personne entière est affectée dans cette expérience, dans ses pensées, ses émotions, son tempérament, son niveau d'instruction et ses capacités d'expression. Norman Gulley souligne que les prophètes participent au processus d'inspiration en utilisant, sous l'influence du Saint-Esprit, leurs capacités cognitives, linguistiques et logiques dans l'écriture des messages. Le Saint-Esprit les aide dans l'expression de leurs pensées. La pensée divine se combine à l'esprit humain pour produire le message inspiré.
Œuvres majeures
- Francis Nichol, Ellen White and Her Critics (1951) --- Ellen White et ses critiques
- George Knight, Lire Ellen White (1997)
- Herbert Douglass, Messenger of the Lord (1998) --- Messagère du Seigneur
- Graeme Bradford, More than a Prophet (2006) --- Plus qu'un prophète
- Gerhard Pfandl, The Gift of Prophecy (2008) --- Le don de prophétie
- Jud Lake, Ellen White Under Fire (2010) --- Ellen White attaquée

#### L'instruction du jugement
L'Église adventiste du septième jour enseigne qu'il existe un sanctuaire dans le ciel, dont le sanctuaire hébreu en fut l'illustration (Hébreux 8:1-2). Selon la théologie adventiste, son service symbolisait le plan du salut :
1. Dans le parvis (la cour extérieure) du sanctuaire, la mort d'un agneau sur l'autel des sacrifices représentait la mort du Christ pour l'expiation des péchés.
2. À l'intérieur du sanctuaire, il y avait deux salles :
  1. Le service quotidien du lieu saint représentait le ministère de médiation du Christ en faveur des pécheurs repentants.
  2. Le service annuel du lieu très saint au Yom Kippur, « le jour des expiations », représentait le ministère du Christ pour l'effacement de leurs péchés.

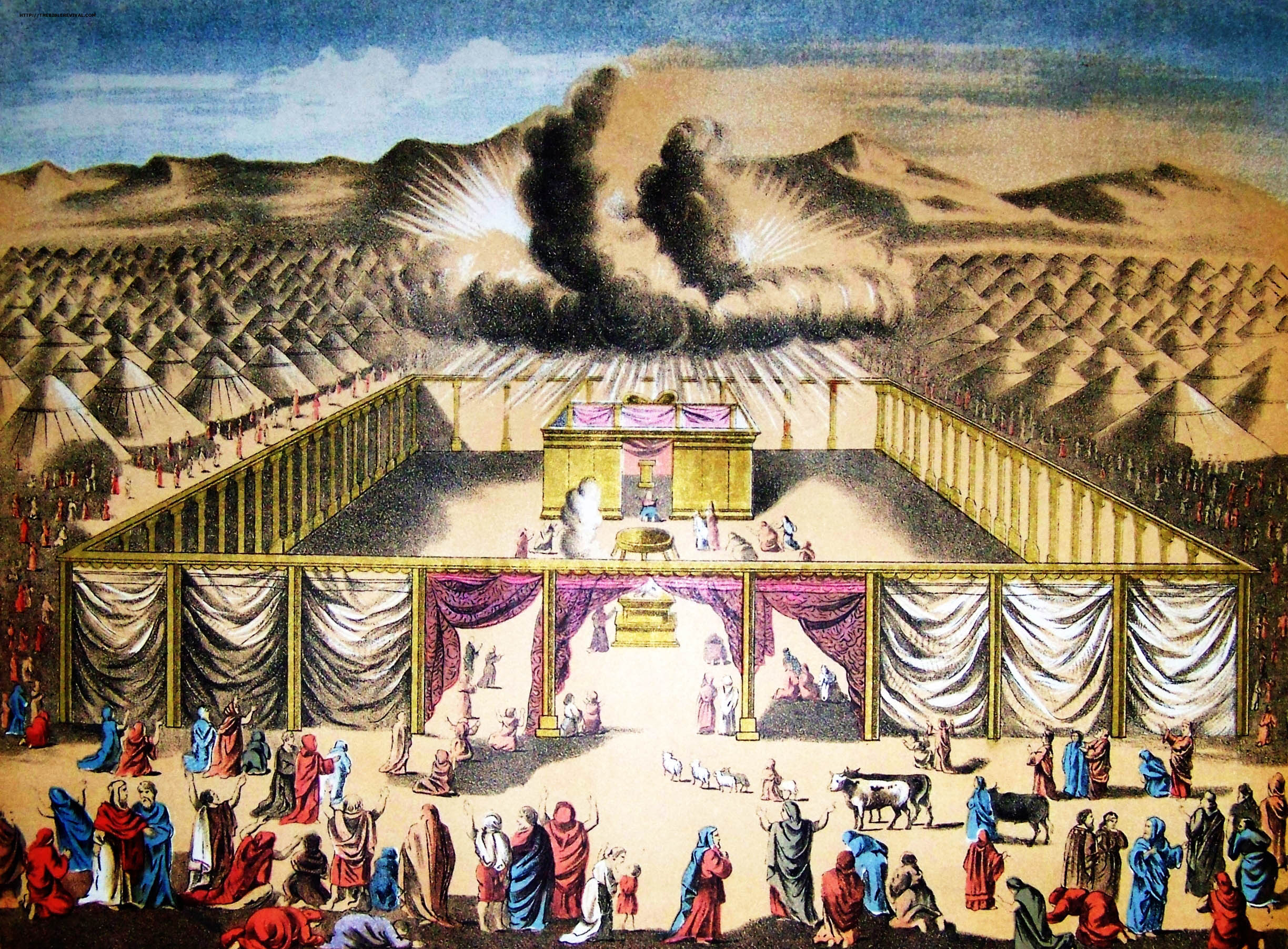
Selon la théologie adventiste, le service du sanctuaire terrestre était une illustration du plan de Dieu pour sauver les êtres humains

Selon la vingt-quatrième croyance fondamentale (le ministère du Christ dans le sanctuaire céleste), Jésus-Christ entra dans le sanctuaire céleste comme grand-prêtre après son ascension (Actes des Apôtres 1:9-11, Hébreux 9:11-12) afin " d'accorder aux croyants les bénéfices de son sacrifice expiatoire offert une fois pour toutes à la croix ". En tant que médiateur, il intercède devant le Père pour le pardon des péchés des croyants en vertu de la valeur infinie de son sacrifice :
1 Timothée 2:5 -- « Car il y a un seul Dieu, et aussi un seul médiateur entre Dieu et les humains, l'humain Jésus-Christ. »
La doctrine du sanctuaire désigne tous les aspects du ministère du Christ dans le sanctuaire céleste. Les adventistes soutiennent qu'il se produit en deux phases. En plus de son ministère d'intercession dans le lieu saint, Jésus est entré en automne 1844 dans le lieu très saint pour la deuxième phase de son ministère, l'instruction du jugement des croyants, en accomplissement du Yom Kippur, « le jour des expiations », aussi appelé « le jour du jugement ». Ce jour-là, le grand-prêtre procédait au rite d'expiation des prêtres, du sanctuaire, de l'autel et des croyants (Lévitique 16:29-34). Le livre de Daniel parle d'un jugement au ciel qui se produit avant le retour du Christ :
Daniel 7:9-10 -- « Tandis que je regardais, on installa des trônes, et un vieillard s'assit. Son vêtement était blanc comme la neige, et les cheveux de sa tête purs comme de la laine ; son trône était comme un feu flamboyant, et ses roues comme un feu ardent. Un fleuve de feu coulait et sortait de devant lui. Mille milliers le servaient, et dix mille fois dix mille se trouvaient debout devant lui. Les juges s'assirent, et des livres furent ouverts. »
Selon la théologie adventiste, le but de cette procédure se place dans le contexte du conflit cosmique entre Christ et Satan. Devant tout l'univers, Dieu défend son caractère face aux accusations de Satan. De plus, Jésus-Christ est l'avocat des croyants—ce qui est une bonne nouvelle—face à Satan qui revendique qu'ils soient perdus (1 Jean 2:1-2). Edward Heppenstall explique ainsi la doctrine :
« Une des doctrines historiques des adventistes du septième jour est l'enseignement d'un jugement avant le retour du Christ. Les adventistes parlent de cela comme étant un " jugement d'investigation ", c'est-à-dire l'ouverture de registres devant une cour de justice céleste dans le sanctuaire céleste. Durant cette période de jugement, commençant en 1844, Dieu révèle aux personnes concernées qui sont les sauvés de tous les siècles. Son objectif est d'obtenir un verdict universel en faveur des sauvés avant leur résurrection, ayant en vue à la fois leur réhabilitation et la sienne. »

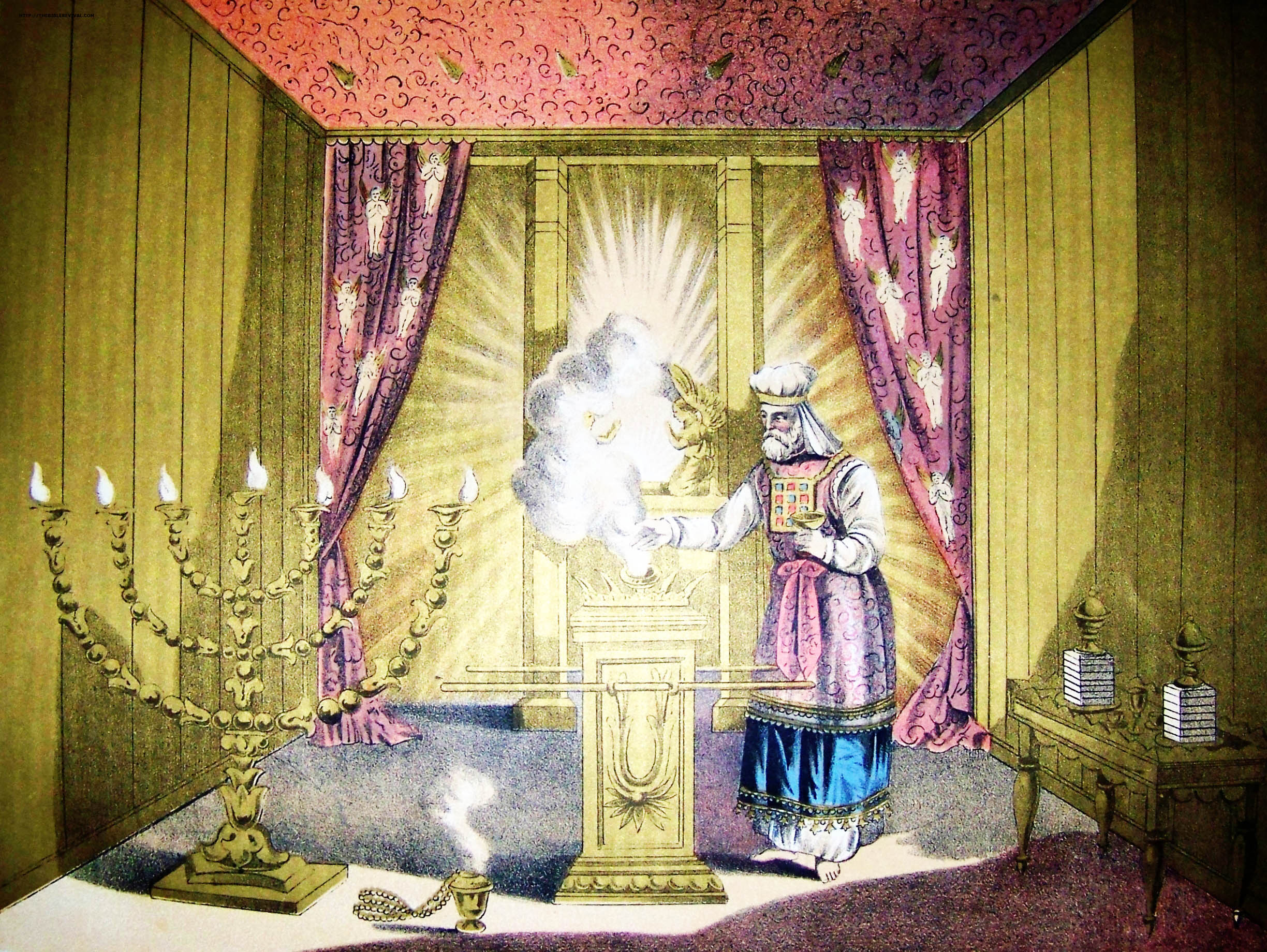
L'intercession dans le lieu saint du tabernacle

1 Jean 1:7 -- « Mais voici le message que nous avons entendu de Jésus-Christ et que nous vous annonçons : Dieu est lumière et il n'y a aucune trace de ténèbres en lui. »
La doctrine de l'instruction du jugement est unique aux adventistes du septième jour mais en peu de points originale. John Wesley enseigna que la liberté des êtres humains entraîne la nécessité d'un jugement final qui examine le parcours de leurs vies. Il situa ce jugement au retour du Christ (le jugement coparousien) alors que les adventistes le placent avant cet avênement (le jugement pré-parousien). Wesley avait à l'esprit un jugement des croyants et la réhabilitation de Dieu dans ce but. Woodrow Whidden II voit ici une esquisse du grand conflit cosmique qu'Ellen White élabora considérablement plus tard. Il souligne que sans l'influence de Wesley, " il n'y aurait pas eu de justification finale, ni de jugement investigatif dans l'adventisme du septième jour. Et sans l'adventisme, il n'y aurait pas eu de théodicée du caractère de Dieu qui résout la question de l'équibre entre sa justice et sa miséricorde ".
D'autre part, des décennies avant 1844, au moins 80 théologiens chrétiens du monde entier estimèrent séparément que la prophétie de Daniel 8:13-14 des 2300 jours prophétiques (converties en 2300 années) aboutissait aux alentours de cette date. Le principe d'interprétation qui veut qu'un jour prophétique équivaut à une année est très ancien. Il remonte à l'époque de l'Ancien Testament (Nombres 14:34, Ézéchiel 4:1-7).
Comme William Miller, ces théologiens pensaient que " la purification du sanctuaire " désignait la Terre ou l'Église et conclurent sur cette base que le retour du Christ aurait lieu à ce moment-là. Cependant en 1841, Dr. Josiah Litch, un associé de Miller, suggéra qu'un jugement préliminaire (d'un type investigatif) à la parousie devait se produire, déterminant ceux qui seraient sauvés et perdus, mais les millérites ne virent pas la connexion entre le jugement de Daniel 7 et la purification du sanctuaire de Daniel 8. Cherchant une explication après le désappointement d'octobre 1844, Hiram Edson et Owen Crosier firent des recherches. D'après leur étude de Hébreux 8-9, ils comprirent que la purification était celle du sanctuaire céleste, et non du sanctuaire terrestre (qui en était une illustration).
Œuvres majeures
- John N. Andrews, The Sanctuary and Twenty-Three Hundred Days (1872) --- Le sanctuaire et les 2300 jours
- Edward Heppenstall, Our High Priest (1972) --- Notre grand prêtre
- Richard Davidson, Typology in Scripture (1981) --- La typologie dans l'Ecriture
- Frank Holbrook, éd, Symposium on Daniel (1986) --- Symposium sur Daniel
- Clifford Goldstein, 1844 simplifié (1989)
- Jacques Doukhan, Le soupir de la terre (1993)

#### Les derniers évènements
Les adventistes utilisent l'approche historiciste pour interpréter les livres apocalyptiques de Daniel et de l'Apocalypse. Ces livres apocalyptiques, remplis de symboles, annoncent des évènements uniques de l'histoire, notamment du " temps de la fin ". L'approche historiciste est une méthode d'interprétation très ancienne qui présente un panorama de l'histoire, par jalons prophétiques, depuis l'époque de l'auteur jusqu'au jugement dernier. Jésus-Christ utilisa cette méthode. Martin Luther, Jean Calvin, Joseph Mede, Isaac Newton, John Gill, Matthew Henry, E. B. Elliott, ou Charles Spurgeon l'ont également utilisée.
Les adventistes enseignent qu'avant le retour du Christ, la Bonne Nouvelle de sa venue sera universelle (Matthieu 24:14). Dans une grande opération de séduction, Satan réclamera alors l'adoration mondiale (Matthieu 24:23-27). Il combattra le Christ en s'attaquant à chaque principe de la loi de Dieu—notamment au sabbat. Chacun prendra sa décision. Ce sera la fin du temps de grâce ; le Saint-Esprit se retirera de la Terre (sauf pour les croyants) et il y aura « un temps de détresse tel qu'il n'en a pas eu depuis que les nations existent ». Satan s'attaquera à Dieu et aux croyants, mais il sera vaincu : « En ce temps-là se lèvera Michel, le grand chef », le défenseur du peuple de Dieu. Ceux qui ont leurs noms inscrits dans le livre de vie seront sauvés (Daniel 12:1). Jésus-Christ reviendra en gloire et majesté.
Œuvres majeures
- Ellen White, La tragédie des siècles (1888, 1911)
- Mervyn Maxwell, God Cares, vol. 2 (1985) --- Dieu se soucie de nous
- Frank Holbrook, éd, Symposium sur l'Apocalypse, 2 volumes (1992)
- Jacques Doukhan, Le cri du ciel (1996)
- Norman Gulley, Christ is Coming (1998) --- Jésus revient
- Jon Paulien, Armageddon at the Door (2008) --- A l'aube d'Harmaguédon

#### La perfection chrétienne
La perfection chrétienne a été un sujet discuté, voire controversé parmi les adventistes. Comme John Wesley, Ellen White mit l'accent sur « la perfection du caractère » dans le sens d'un amour croissant pour Dieu et son prochain, mais le terme ne fut pas toujours compris de la sorte.
Influencé par l'enseignement extrême d'Albion Ballenger sur la perfection, S.S. Davis répandit le mouvement de " la chair sainte " (d’une nature sans péché) en Indiana en 1899 et 1900, insistant sur la nécessité d'une vie sans péché pour recevoir la puissance finale du Saint-Esprit prédite dans la Bible (Joël 3:1-4). Ellen White s'y opposa, soulignant qu'il « est incorrect de prétendre avoir dans cette vie une chair sainte. [...] C'est une impossibilité ». Comme Ballenger, Alonzo Jones considéra le mouvement de la chair sainte comme étant une continuation du réveil spirituel de 1893. Il avait lui-même écrit en 1898 que « la perfection parfaite embrasse aussi bien la chair que l’esprit ; elle inclut aussi bien le corps que l’âme. » Toutefois, à cause d’une divergence doctrinale sur la nature du Christ, Jones se ravisa plus tard, affirmant au sujet du mouvement de la chair sainte que « c’était les ténèbres et [que] cela conduirait au fanatisme ».
Ellen White ne parla jamais elle-même de « perfection sans péché » ou de « vie chrétienne sans péché », mais souligna que « le caractère se révèle, non par les bonnes ou les mauvaises œuvres occasionnelles, mais par la tendance générale des paroles et des actions ». Dans la Bible, certains personnages comme Noé, Daniel ou Job sont appelés parfaits, intègres ou irréprochables ( Ezéchiel 14:19-20 ) mais leur vie montre que cette perfection n’était pas absolue (sans péché). Ils ne furent pas exempts d’erreurs de jugement, de fautes occasionnelles ou de péchés involontaires. L’être humain naît pécheur. David déclare : « Je suis né dans la faute, ma mère m’a conçu dans le péché » (Psaume 51:7). Une perfection absolue est impossible dans une nature humaine pécheresse. De plus, aucun être humain n’a une relation parfaite avec Dieu, c’est-à-dire constante et ininterrompue. Dans la vie du chrétien, le péché ne règne pas, mais il n’a pas totalement disparu. Ceci apparaît clairement dans la première lettre de l’apôtre Jean, qui ne saurait se contredire lui-même :
« Quiconque est né de Dieu ne pratique pas le péché, parce que la semence de Dieu demeure en lui et il ne peut pas pécher, parce qu’il est né de Dieu. » (1 Jean 3:9) – le péché ne règne pas
« Si nous disons que nous n’avons pas de péché, nous nous égarons nous-mêmes, et la vérité n’est pas en nous. Si nous reconnaissons nos péchés, il est juste et digne de confiance : il nous pardonnera nos péchés et nous purifiera de toute injustice. Si nous disons que nous n’avons pas péché, nous faisons de Dieu un menteur et sa vérité n’est pas en nous. » (1 Jean 1:8-10) – le péché n’a pas totalement disparu
En 1947, le danois Millian Andraesen enseigna dans son livre, The Sanctuary Service (" Le service du sanctuaire "), que la perfection sans péché pouvait être atteinte. Sa " théologie de la dernière génération " était une explication de la condition spirituelle des croyants durant " le temps de détresse " (Daniel 12:1), une courte période qui, selon la théologie adventiste, se produira de la fin du temps de grâce au retour du Christ.
Du point de vue de certains théologiens adventistes, Andreasen a sous-estimé le problème de la nature humaine pécheresse. L'anglais Edward Heppenstall et le néerlandais Hans LaRondelle ont soutenu que la perfection sans péché n'est pas possible dans cette vie. Les croyants s'appuieront toujours sur le pardon de Dieu, même après la fin du temps de grâce. Selon eux, le mot " perfection " se réfère à la maturité spirituelle, non à la sainteté absolue (Romains 7:18). La sanctification est le processus de toute une vie. Elle s'achèvera seulement au retour du Christ lors de la glorification du corps des croyants. À ce moment-là, ils seront changés en un instant, recevant une nature nouvelle sans péché.
L’Église adventiste du septième jour rejette la notion d’une perfection absolue, la jugeant contraire à la doctrine du salut par la grâce seule qui renonce totalement à la revendication d’une perfection de l’être humain par ses efforts ou ses prétentions. Jésus-Christ est le seul homme parfait. La justification par la foi signifie regarder continuellement et exclusivement à lui pour son salut et sa sanctification.
Œuvres majeures
- Jean Zurcher, La perfection chrétienne (1967)
- Hans LaRondelle, Perfection and Perfectionism (1971) --- La perfection et le perfectionnisme
- George Knight, La perfection à l'imparfait (1992)[156]
- Marvin Moore, How to Think About the End Times (2001) --- Comment comprendre les évènements de la fin

#### L'état des morts
Les adventistes du septième jour enseignent la doctrine de l'immortalité conditionnelle, considérant la mort comme étant un état d'inconscience totale jusqu'à la résurrection. Ils basent cet enseignement sur des textes bibliques comme Ecclésiaste 9:4-6 qui affirment que " les morts ne savent rien ", ne font rien et ne communiquent ni entre eux, ni avec les vivants, et sur d'autres passages de la Bible comme 1 Thessaloniciens 4:13-18 qui décrivent la résurrection des morts au retour de Jésus.

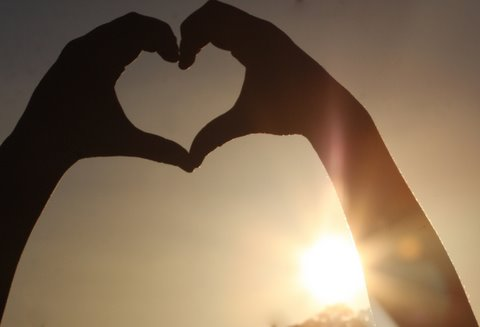
Selon la théologie adventiste, le jugement permet à Dieu de démontrer qu'il est amour.

Cette doctrine a été transmise aux millérites (et ainsi aux adventistes) par le pasteur méthodiste George Storrs. En 1837, il étudia la question de l'état des morts dans la Bible et conclut que l'âme n'est pas immortelle. En 1842, il publia les Six sermons qu'il avait prêché sur le sujet, peu avant de se joindre au mouvement millérite.
Les adventistes comparent la mort dans la tombe à un sommeil car selon leur étude de la Bible, tous les êtres humains ressusciteront sans exception—c'est la première mort (temporaire). Les sauvés ressusciteront au retour de Jésus—c'est la première résurrection (Apocalypse 20:5-6). Les perdus ressusciteront mille ans plus tard pour comparaître au jugement dernier—c'est la deuxième résurrection (Apocalypse 20:12-13).
Selon la théologie adventiste, toutes les évidences de la justice de Dieu doivent être montrées aux yeux de tout l'univers. Toutes les accusations de Satan doivent être déboutées. Après le jugement des croyants (durant l'instruction du jugement), le jugement des perdus (durant les mille ans) révélera que Dieu est rempli de justice et d'amour dans sa manière de gouverner l'univers et de traiter le problème du mal. Il est juste dans tous ses jugements. Durant les mille ans, les sauvés jugeront les perdus. Ils examineront les registres de leurs vies. Dieu ne se trompe jamais mais aucune de ses décisions ne doit être mise en doute. Les sauvés reçoivent la vie éternelle parce qu'ils acceptent sa grâce ; les perdus obtiennent la mort éternelle parce qu'ils rejettent sa grâce.
Romains 2:16 -- « Tout cela paraîtra le jour où, conformément à l'Evangile que j'annonce, Dieu jugera par Jésus-Christ tout ce que les hommes ont caché. »
Les adventistes ont une compréhension holistique de l'être humain, opposée à la notion de dualisme (séparation de l'âme et du corps). Dans l'Ancien Testament, le mot hébreu נפש, nephesh (âme, être), signifie l'individu dans sa totalité. Dans le Nouveau Testament, le mot grec ψυχή, psuchè, pour " âme ", désigne la dimension psychique de l'être humain, indivisible de soma  (la dimension corporelle) et de pneuma  (la dimension spirituelle).
Selon la Bible, Dieu forma l'être humain de la terre et insuffla en lui la vie. Le mot hébreu אדם, adam (homme, humanité), signifie littéralement le " terrien " ou le " glébeux " sorti de la terre. Quand l'individu meurt, le souffle de vie s'en va. Il ne respire plus. Avec le temps, il redevient poussière.
Genèse 2:7 -- « Le Seigneur Dieu façonna l'homme de la poussière de la terre ; il insuffla dans ses narines un souffle de vie, et l'homme devint un être [nephesh, âme] vivant. »
Ecclésiaste 12:7 -- « [A la mort,] que la poussière retourne à la terre, selon ce qu'elle était, et que le souffle retourne à Dieu qui l'a donné. »
Une personne vivante est une âme vivante ; une personne morte est une âme morte. Pour cette raison, les adventistes rejettent les doctrines de l'immortalité de l'âme et de l'enfer (les tourments éternels), enseignant qu'à la fin du jugement dernier, les perdus seront détruits à jamais—c'est la seconde mort (éternelle), aussi appelée la doctrine de l'annihilationisme. Ils soutiennent que la nature aimante de Dieu va à l'encontre de l'infliction d'une souffrance infinie.
Œuvres majeures
- Uriah Smith, Man's Nature And Destiny, or, The State Of The Dead (1884) --- La nature de l'homme et sa destinée, ou l'état des morts
- Jean Zurcher, L'homme, sa nature et sa destinée (1953)
- LeRoy Froom, The Conditionalist Faith of Our Fathers, 2 volumes (1965-1966) --- La foi conditionaliste de nos pères
- Jack Provonsha, Is Death for Real? (1981) --- La mort est-elle réelle ?

## Théologie christocentrique

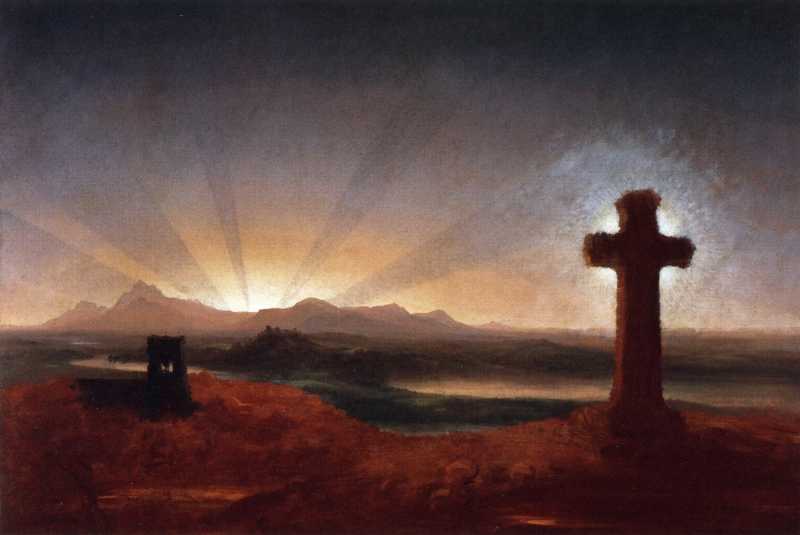
Selon l'adventisme, Jésus-Christ remporta à la croix une victoire de l'amour de Dieu irréversible sur le mal. Elle sera couronnée par son glorieux retour.

Par définition, la théologie adventiste est une théologie de l'espérance. Mais dans une dimension christocentrique. Car l'espérance est une personne. Toutes les doctrines adventistes sont centrées sur Jésus-Christ. Elles affirment sa préexistence, sa réalité historique, sa messianité, son ministère dans le sanctuaire céleste, sa royauté et son retour en gloire. Les adventistes remarquent ses titres, les connexions et les paradoxes le concernant, entre autres :
- Il est le Créateur de l'univers. « Tout a été créé par lui et pour lui. Il est avant toutes choses, et toutes choses subsistent en lui » (Colossiens 1:16-17).
- Il est l'archange Michel. Au début du conflit cosmique, il chassa Satan hors du ciel. À la fin du conflit, il se lèvera contre lui.
- Il est la Parole éternelle, vivante et incarnée, la source de la Bible, la Parole écrite inspirée.
- Il est le Sauveur, mort sur la croix en substitut. Il n'a jamais péché. Mais il a été fait péché à la place des pécheurs.
- Il est la Voie. Au baptême, le " vieil homme " est enseveli avec lui en sa mort et " l'homme nouveau " remonte avec lui en sa résurrection.
- Il est le Seigneur du sabbat. Après son œuvre de création, il s'est reposé le septième jour. Après son œuvre de rédemption, il s'est reposé le septième jour.
- Il est le Souverain du croyant. Il n'a pas aboli la loi morale mais il l'a accomplie.
- Il est le Chef (ou la tête) de l'Église, elle-même appelée " le corps du Christ ".
- Il est le seul Médiateur (le seul pont) entre Dieu et les êtres humains. Il est l'unique Dieu-homme.
- Il est le Grand-prêtre qui se présente comme l'agneau du sacrifice avec son propre sang, offert une fois pour toutes.
- Il est le Roi glorieux. À l'ascension, il est parti sur les nuées. À son retour, il reviendra sur les nuées.
- Il est le Serviteur de tous, bien que monarque de l'univers. « Dieu est amour » (1 Jean 4:16).

La théologie adventiste n'est pas seulement christocentrique, Jésus étant au centre de ses doctrines. Elle est aussi linéaire : l'histoire du conflit cosmique est tendue vers un apogée. Toutes les doctrines adventistes s'intègrent à ce méta-récit, autrement appelé « l'histoire du salut », et se projettent vers un but : le retour libérateur du Christ. La parousie est le couronnement de l'espérance chrétienne. Rien n'a de sens sans elle. À quoi servent la mort expiatoire du Christ, la grâce de Dieu, la sanctification ou l'instruction du jugement si Jésus-Christ ne revient pas ? Sa venue signifie la fin du conflit, du mal, de l'injustice, de la souffrance et de la mort, mais aussi la vie éternelle, une Terre nouvelle, la paix et le bonheur.